# Kei car

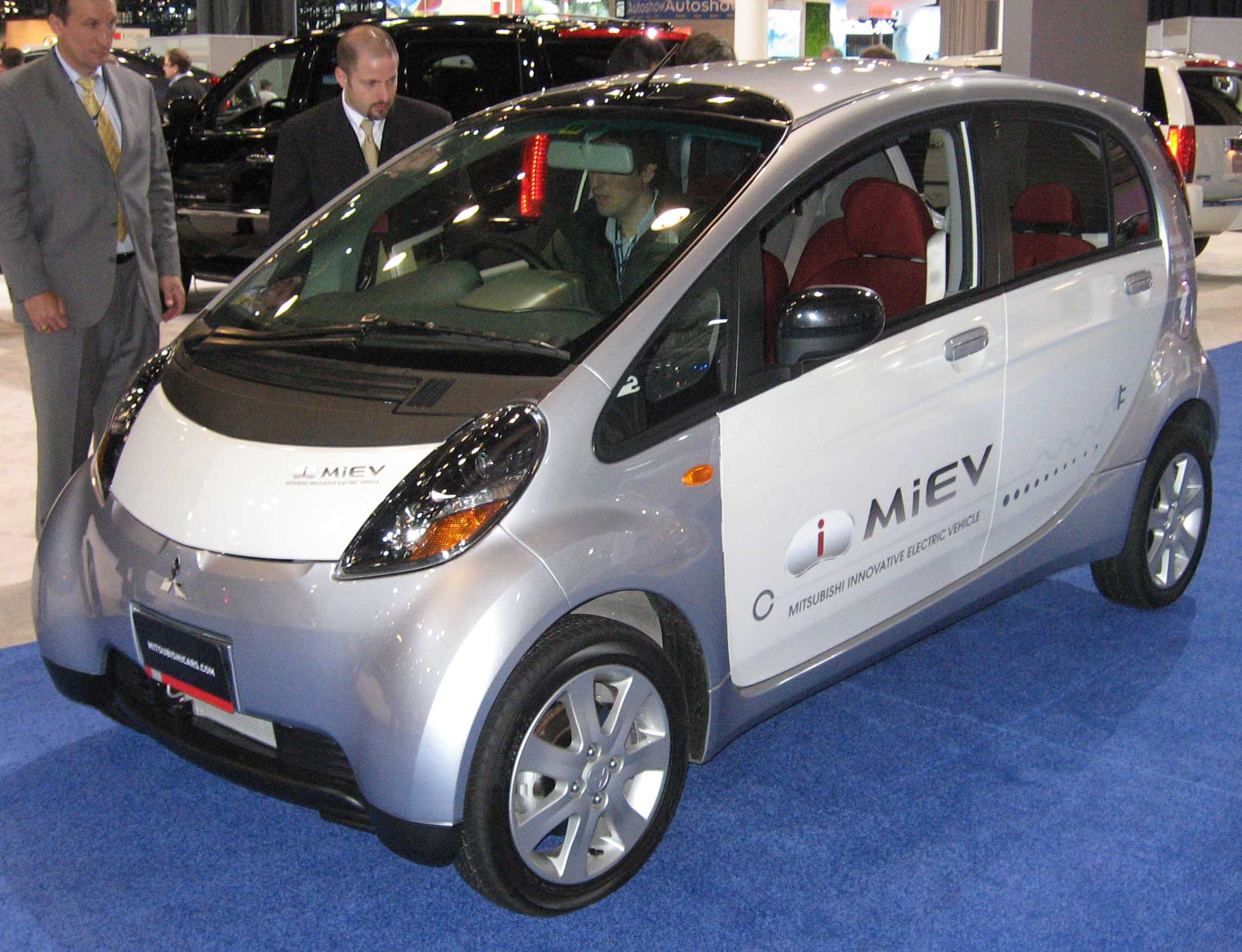
Mitsubishi i-MiEV

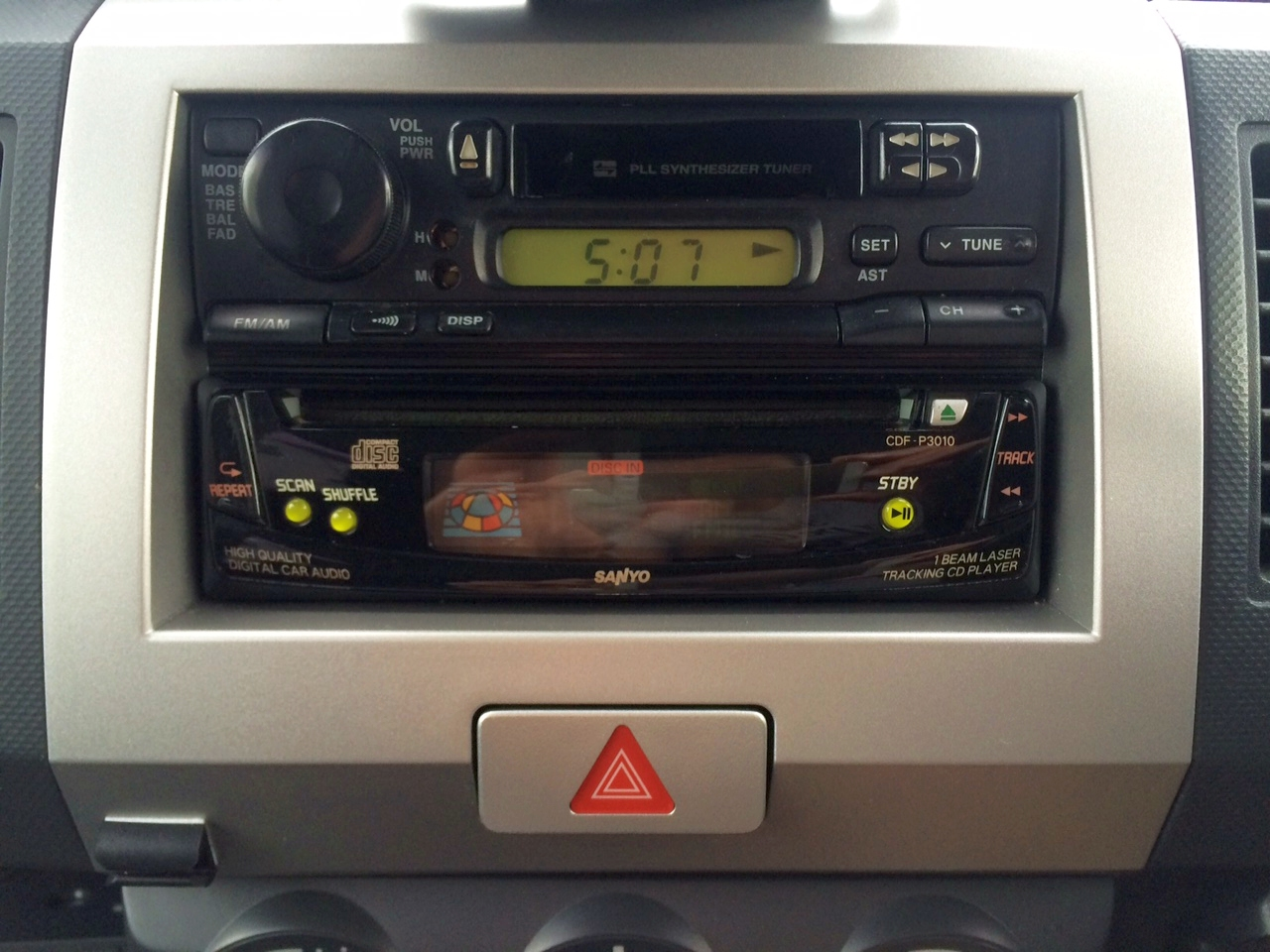
Dos componentes simple DIN en un espacio doble DIN de un kei car

Un kei car (K-car) (軽自動車, keijidōsha, pronunciado keːdʑidoːɕa) es una categoría fiscal de automóviles utilizada en Japón, que tiene reducciones en impuestos y seguros. Un kei car puede ser un turismo, un automóvil todoterreno o una furgoneta. Para los parámetros europeos, un kei car de cuatro plazas se clasifica como del segmento A.
Esta idea se originó tras la Segunda Guerra Mundial, cuando la mayoría de los japoneses no podían adquirir un automóvil, pero tenían presupuesto para una motocicleta. El kei car fue creado para promover el crecimiento de la industria automovilística, para fomentar la utilización de vehículos pequeños y económicos, así como para ofrecer alternativas en los métodos de reparto de bienes y personas de pequeñas empresas y negocios locales. Tienen limitada su capacidad de motor y su potencia, con los incentivos de una menor tasa impositiva y de pólizas de seguros reducidas. Antiguamente estaban también exentos del certificado de existencia de aparcamiento, obligatorio en Japón.
En general, los vehículos kei llevan matrículas amarillas, por lo que se han ganado el apodo de «coches de matrícula amarilla» (amarilla con caracteres negros para uso privado; y viceversa para vehículos comerciales), en algunos de los países del ámbito anglo e hispanoparlantes. Como las limitaciones se quedan en el marco técnico y mecánico, hay modelos con motor con turbocompresor, tracción total, transmisión automática y CVT y con equipamiento avanzado como navegador por GPS, aire acondicionado y ayudas a la conducción.

## Normas según su fecha
| Fecha                | Longitud máxima | Ancho máximo | Altura máxima | Cilindrada máxima | Cilindrada máxima | Potencia máxima |
| Fecha                | Longitud máxima | Ancho máximo | Altura máxima | cuatro tiempos    | dos tiempos       | Potencia máxima |
| -------------------- | --------------- | ------------ | ------------- | ----------------- | ----------------- | --------------- |
| 8 de julio de 1949   | 2,8 m           | 1,0 m        | 2,0 m         | 150 cc            | 100 cc            | n/a             |
| 26 de julio de 1950  | 3,0 m           | 1,3 m        | 2,0 m         | 300 cc            | 200 cc            | n/a             |
| 16 de agosto de 1951 | 3,0 m           | 1,3 m        | 2,0 m         | 360 cc            | 240 cc            | n/a             |
| 4 de abril de 1955   | 3,0 m           | 1,3 m        | 2,0 m         | 360 cc            | 360 cc            | n/a             |
| 1 de enero de 1976   | 3,2 m           | 1,4 m        | 2,0 m         | 550 cc            | 550 cc            | n/a             |
| 1 de enero de 1990   | 3,3 m           | 1,4 m        | 2,0 m         | 660 cc            | 660 cc            | 64 CV (47 kW)   |
| 1 de octubre de 1998 | 3,4 m           | 1,48 m       | 2,0 m         | 660 cc            | 660 cc            | 64 CV (47 kW)   |

El límite de potencia a 47 kW a partir de enero de 1990 no es un requerimiento legal sino el resultado de un acuerdo entre los fabricantes japoneses en aras de evitar una guerra de potencias entre los vehículos de esta categoría. Del mismo modo, los fabricantes limitan voluntariamente la velocidad máxima de los coches kei a 140 km/h.

## Fabricantes japoneses dekei car
- Daihatsu
- Honda
- Suzuki
- Mitsubishi a través de la empresa NMKV.

El resto de empresas japonesas usa modelos fabricados por las anteriores.
- Subaru
- Toyota
- Mazda
- Nissan

En el pasado, la empresa Daimler fabricó un vehículo de la marca Smart que, una vez adaptado por el importador, pudo ser homologado como "kei".

## Galería

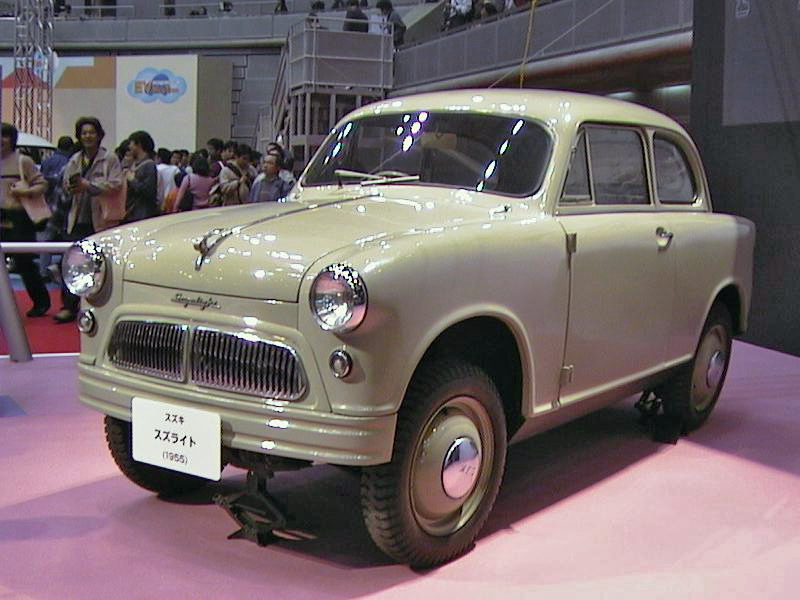
Suzuki Suzulight (1955-1969)
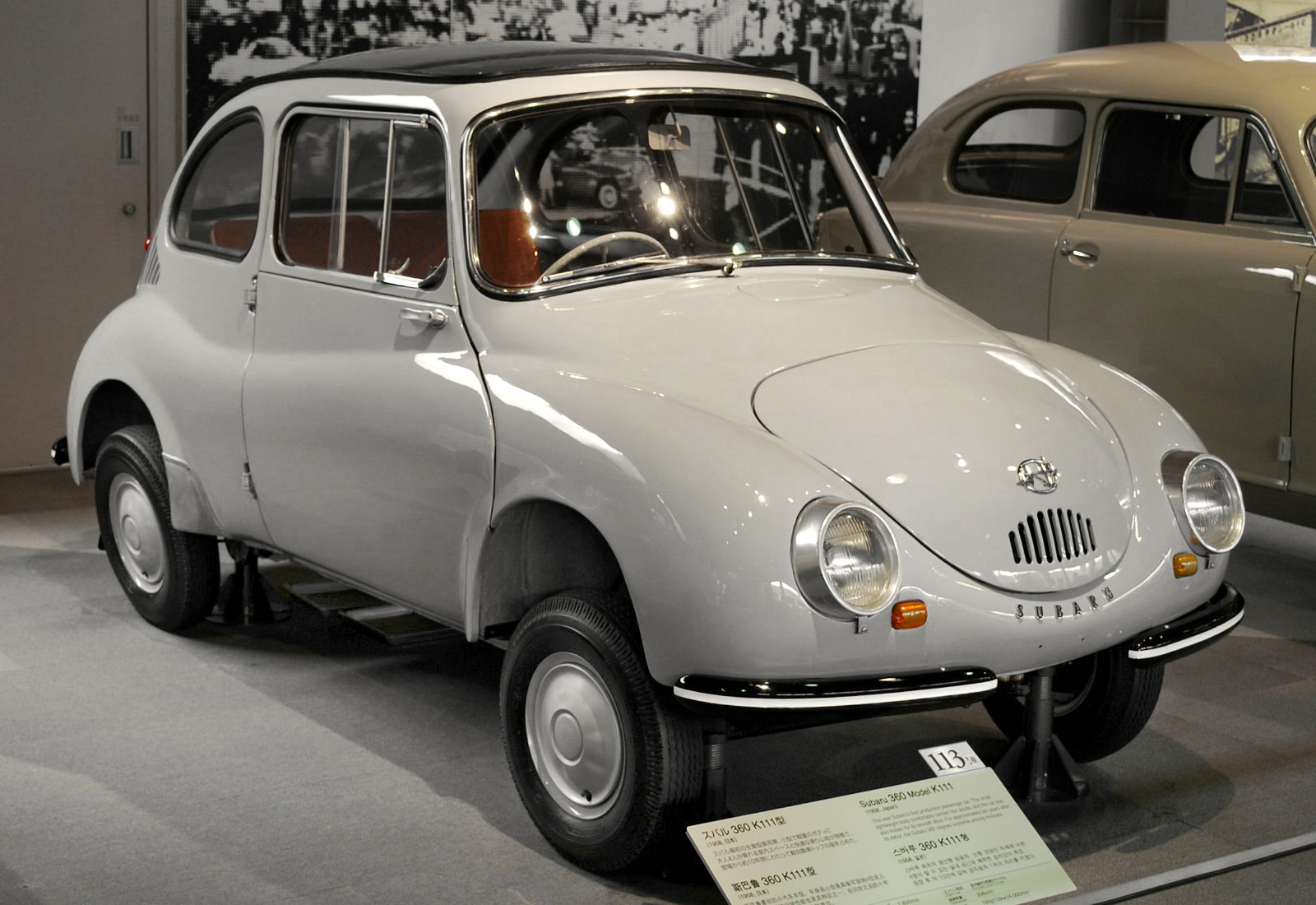
Subaru 360 (1958-1970)
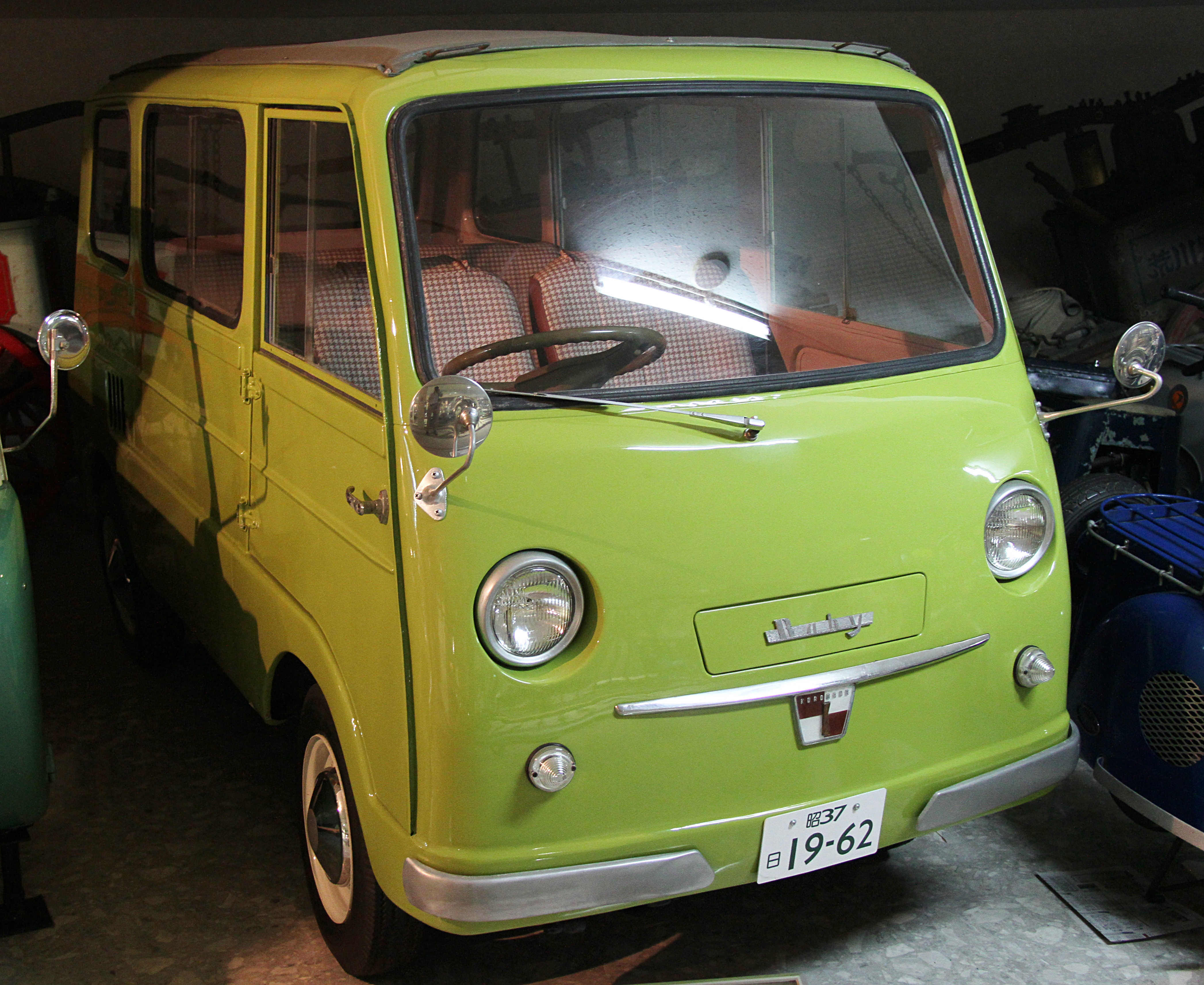
Kurogane Baby (1959-1962)
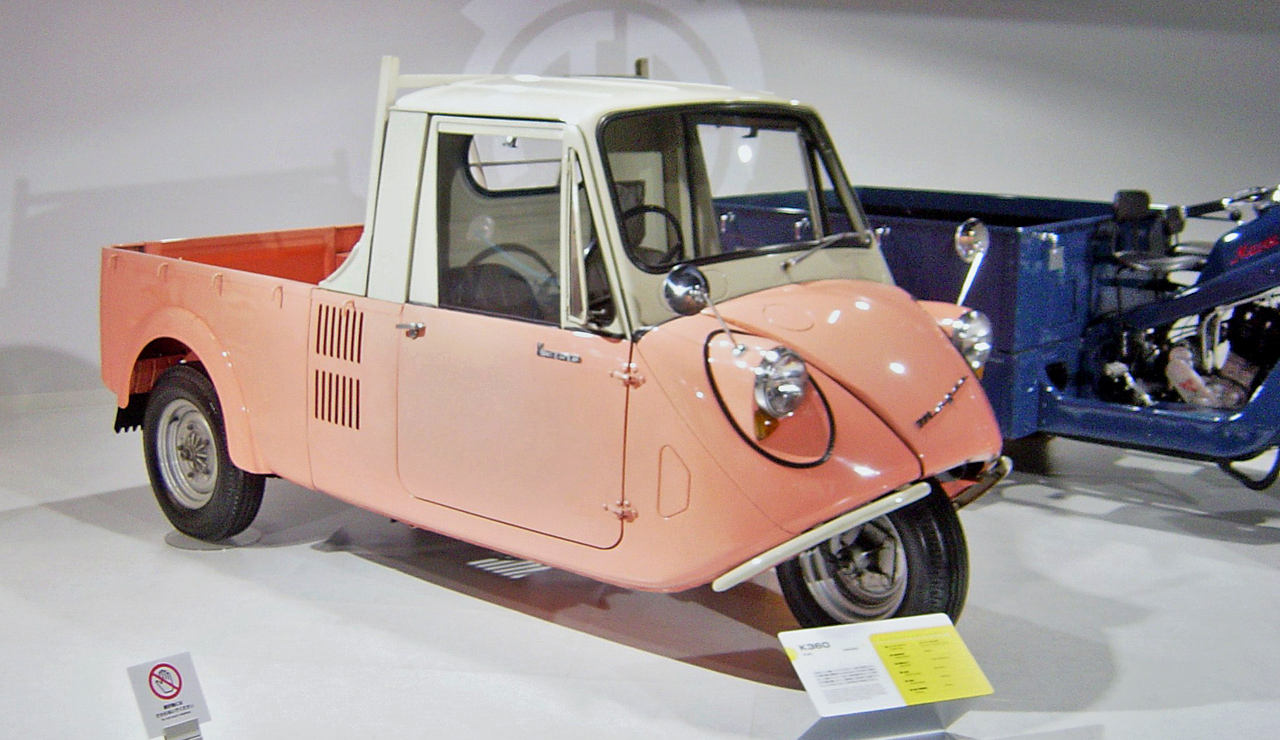
Mazda K360 (1959-1969)
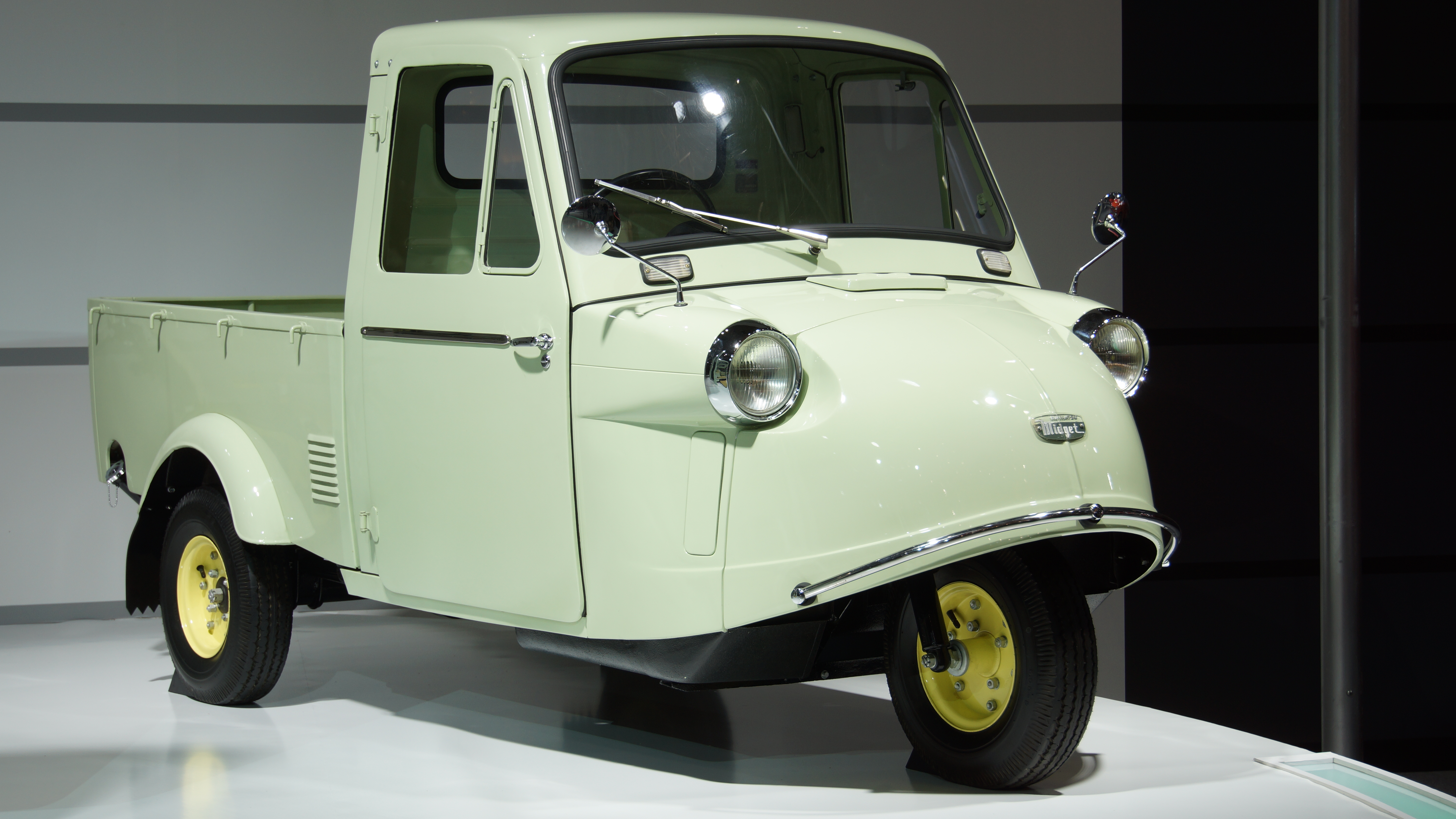
Daihatsu Midget MP (1959-Presente)
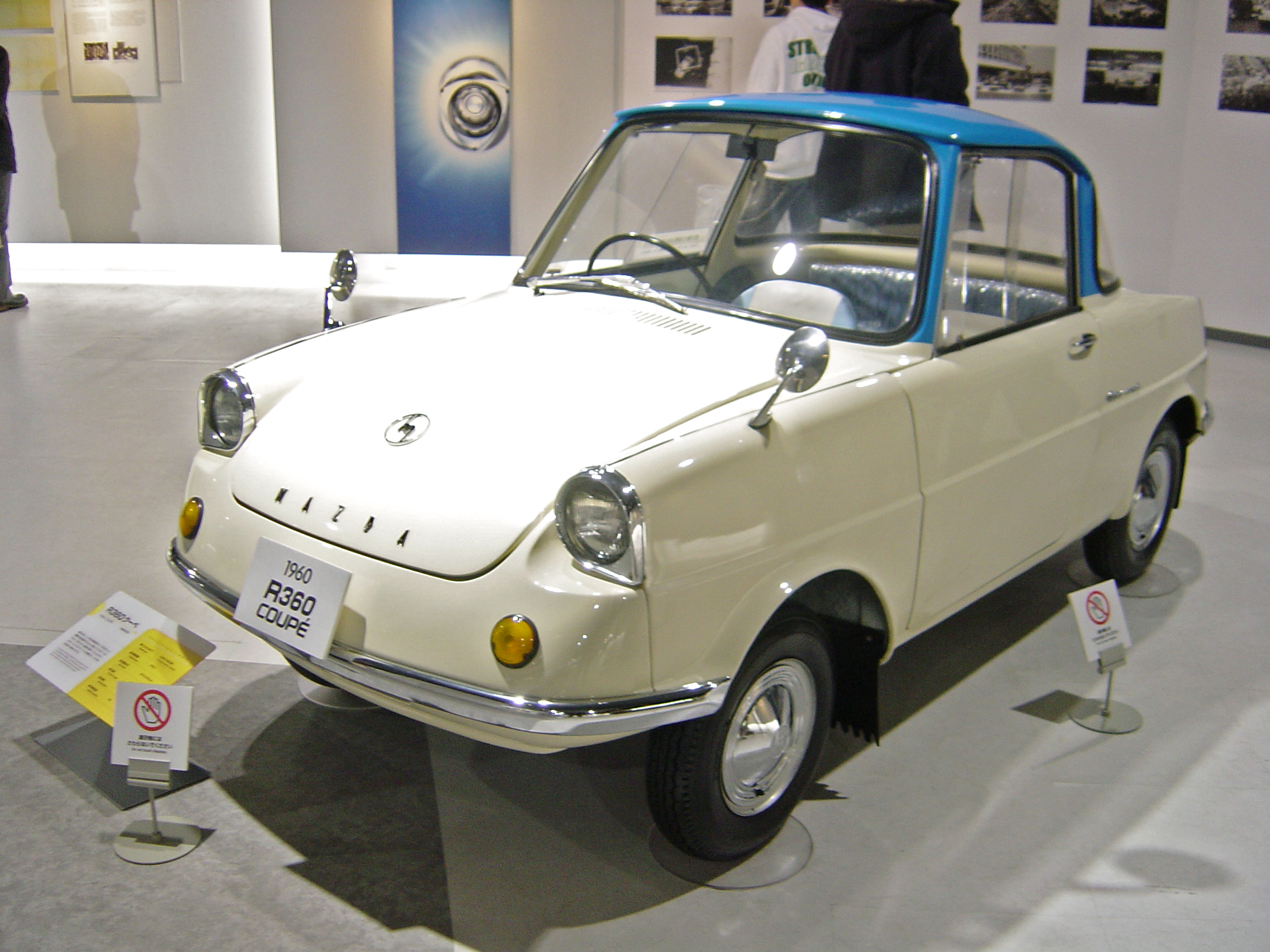
Mazda R360 (1960-1969)
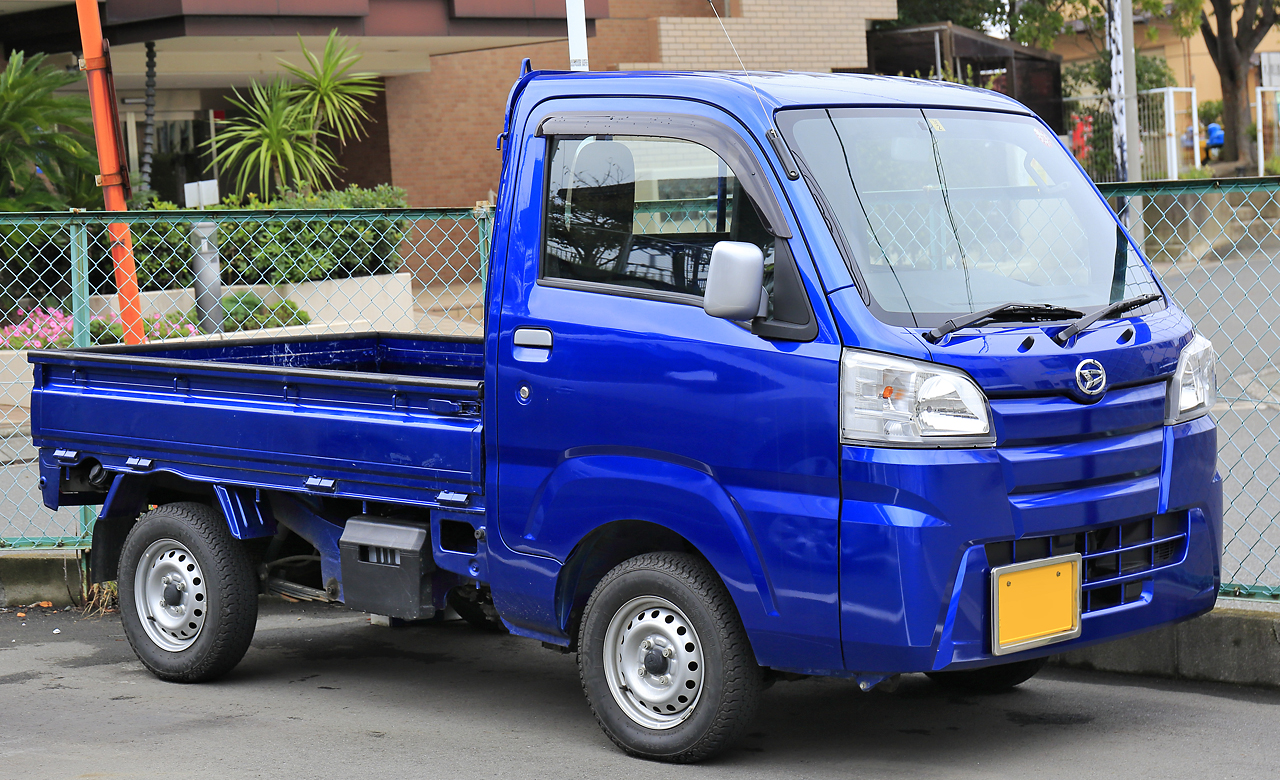
Daihatsu Hijet (1960-Presente)
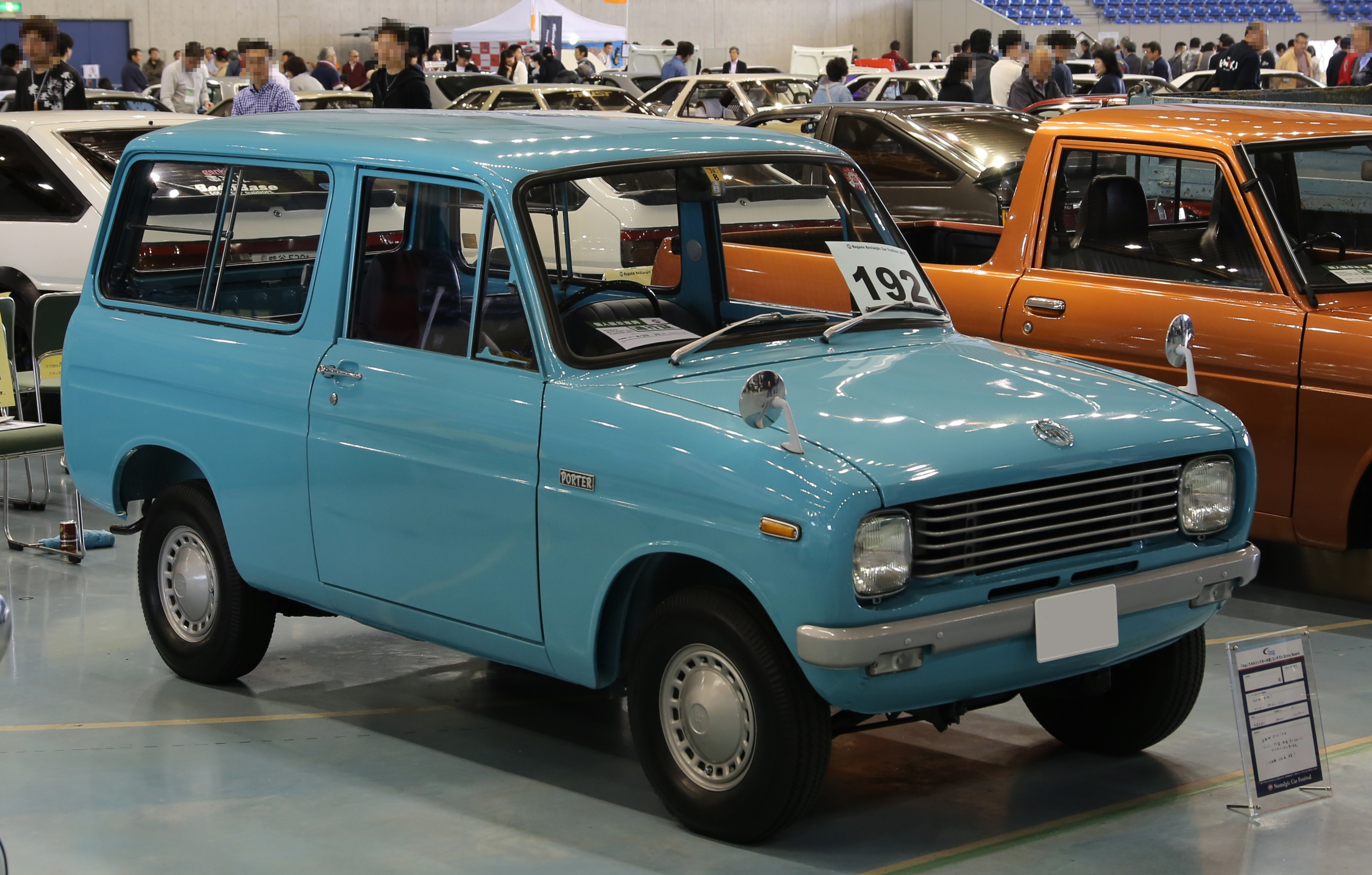
Mazda Porter (1961–1989)
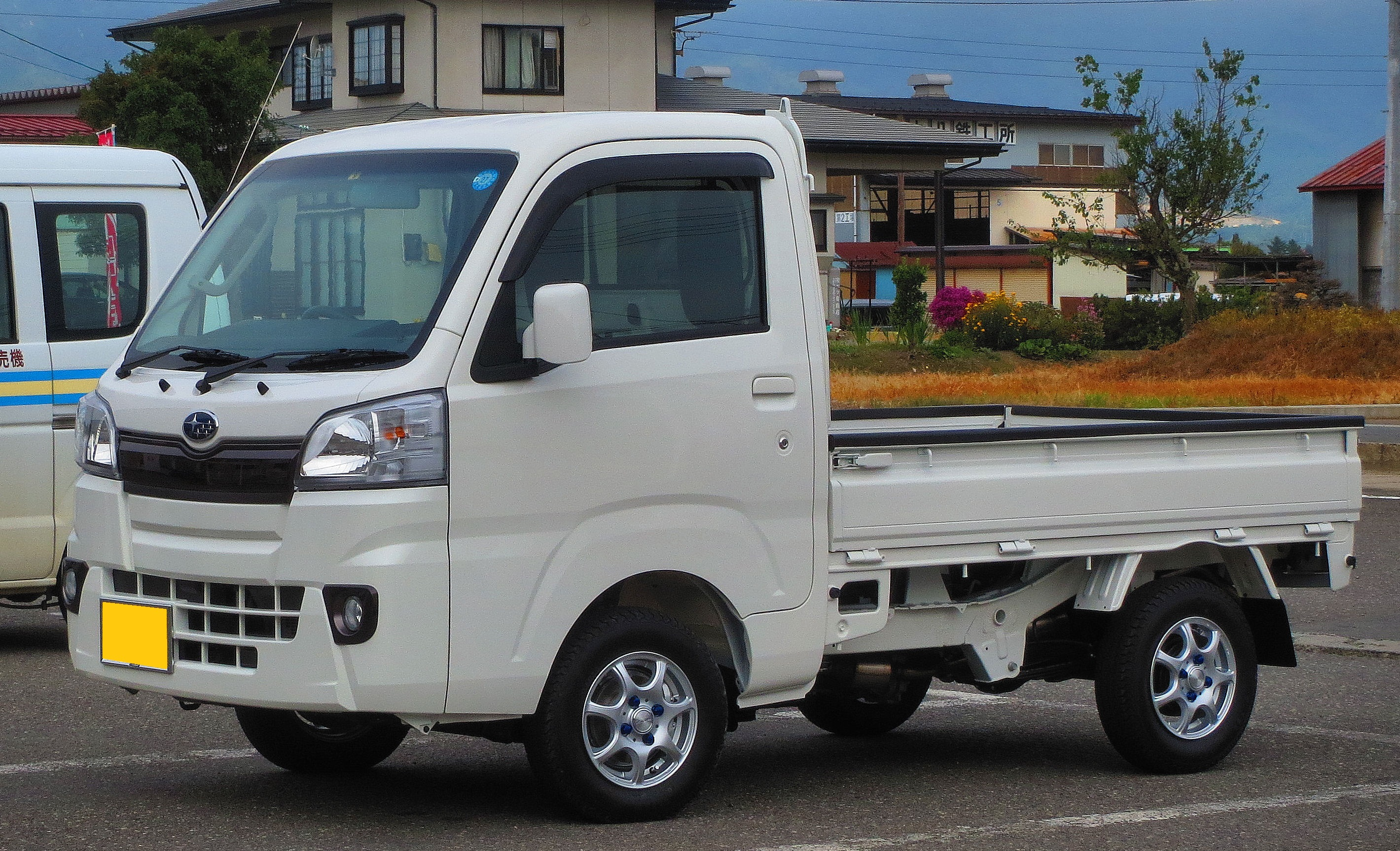
Subaru Sambar (1961–Presente)
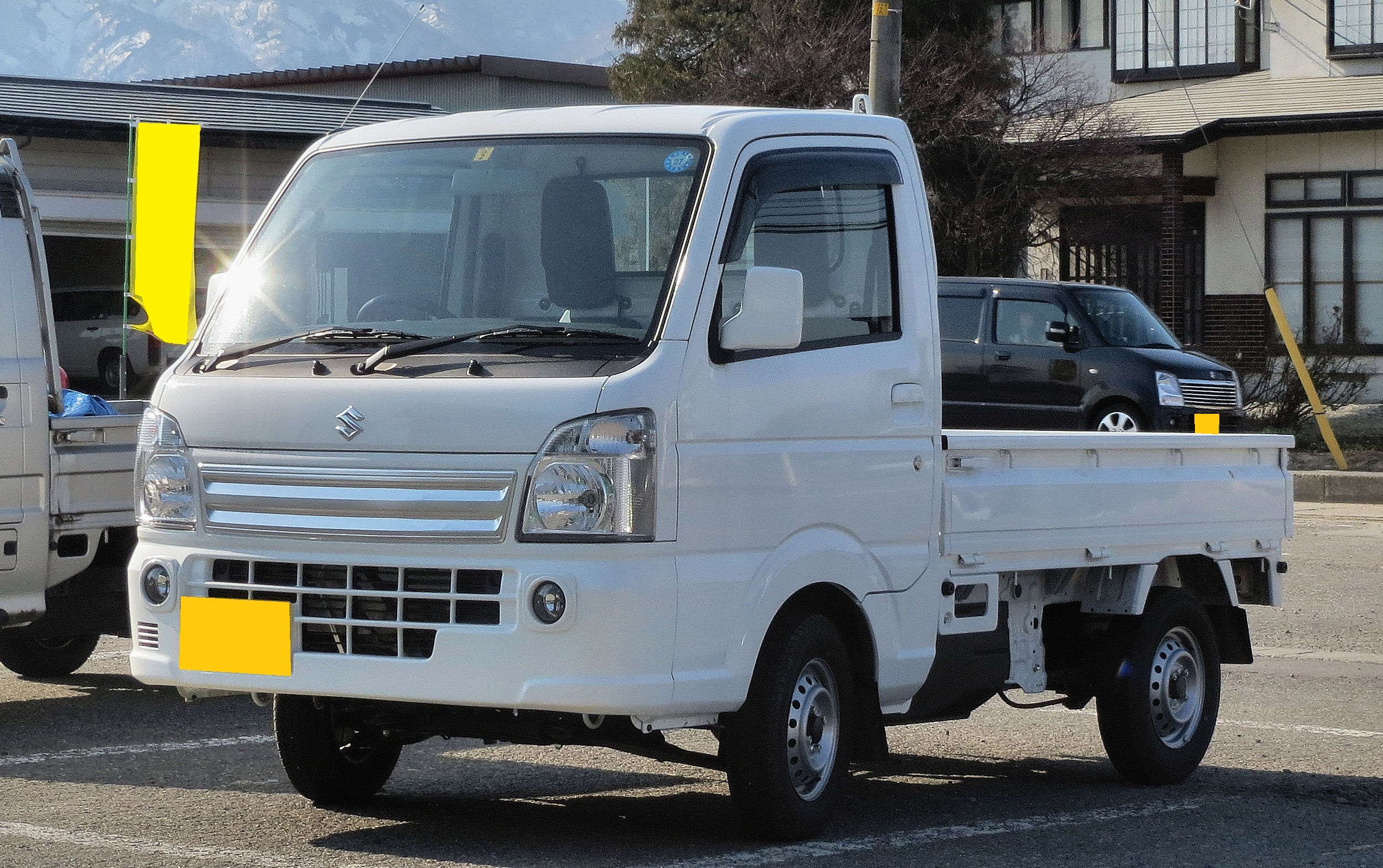
Suzuki Carry (1961–Presente)
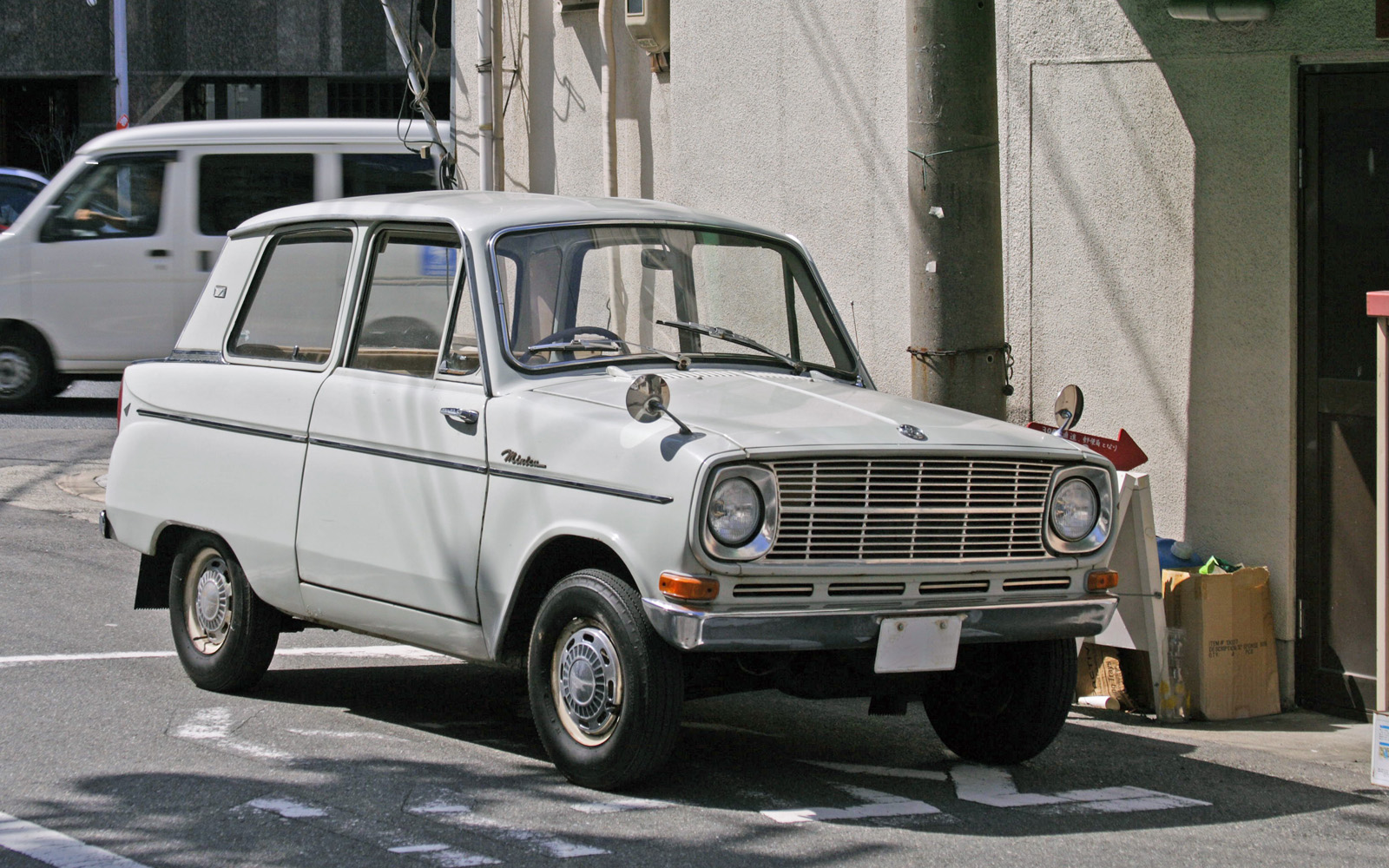
Mitsubishi Minica (1962-2011)
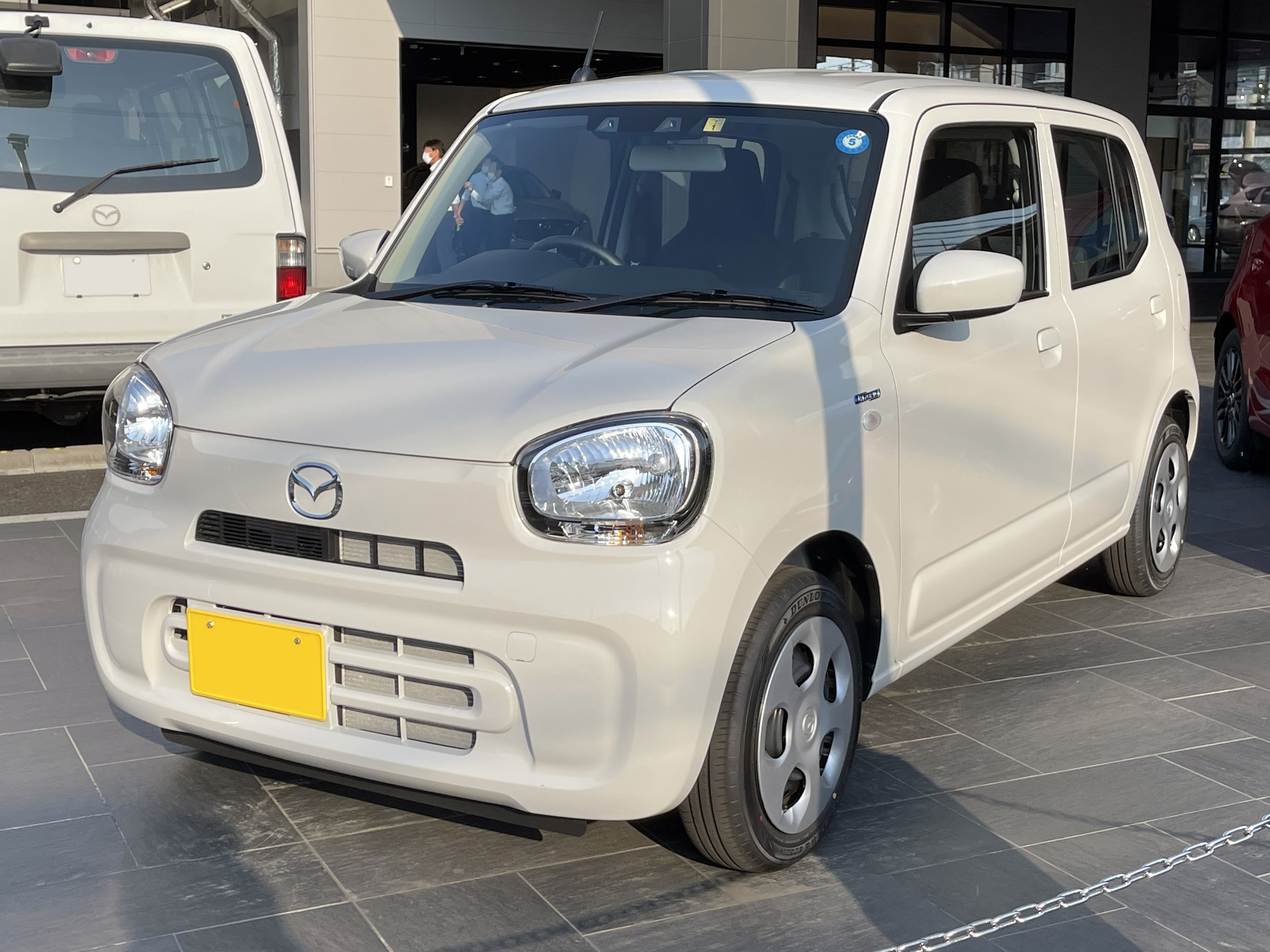
Mazda Carol (1962-Presente)
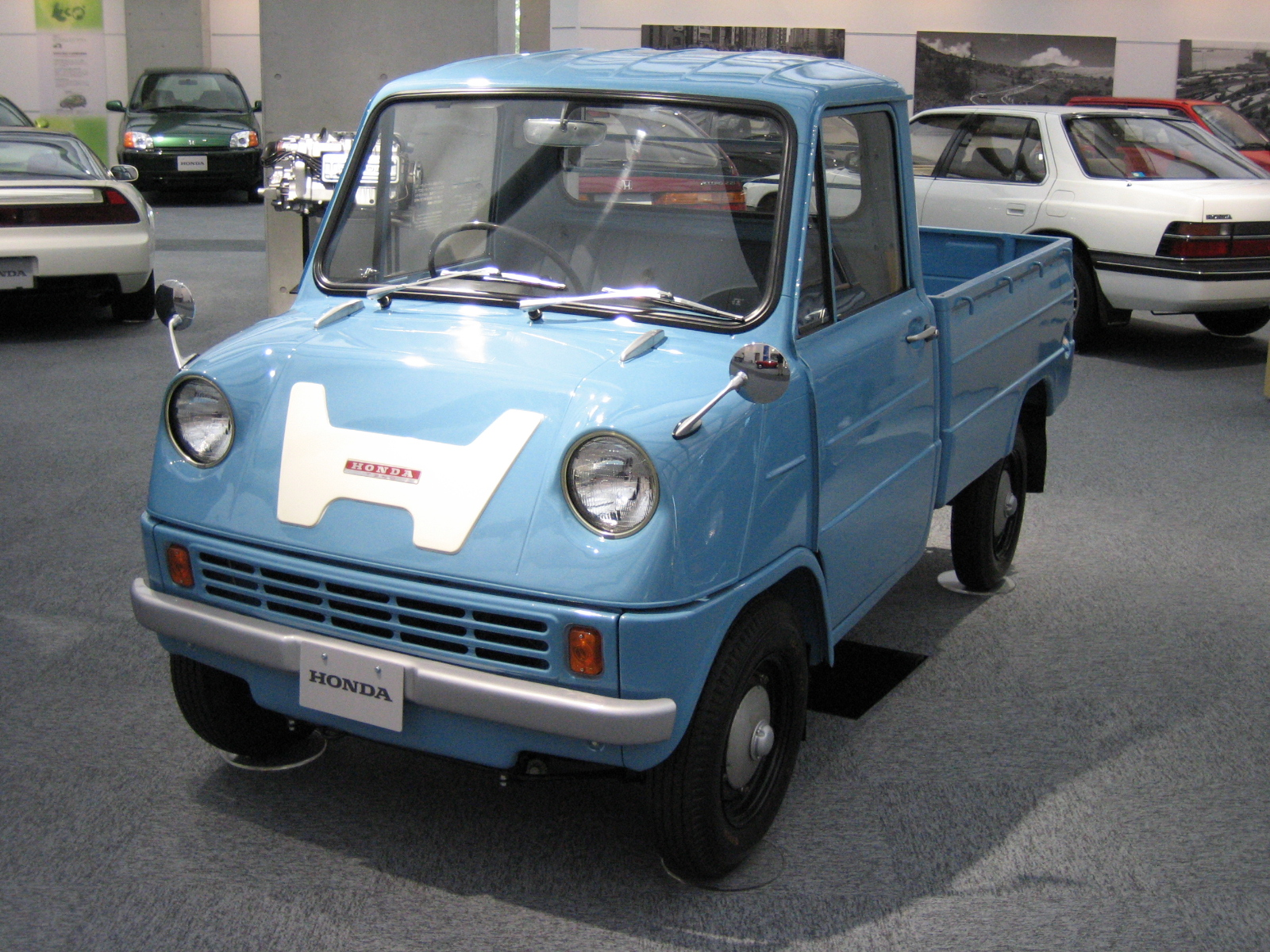
Honda T360 (1963-1967)
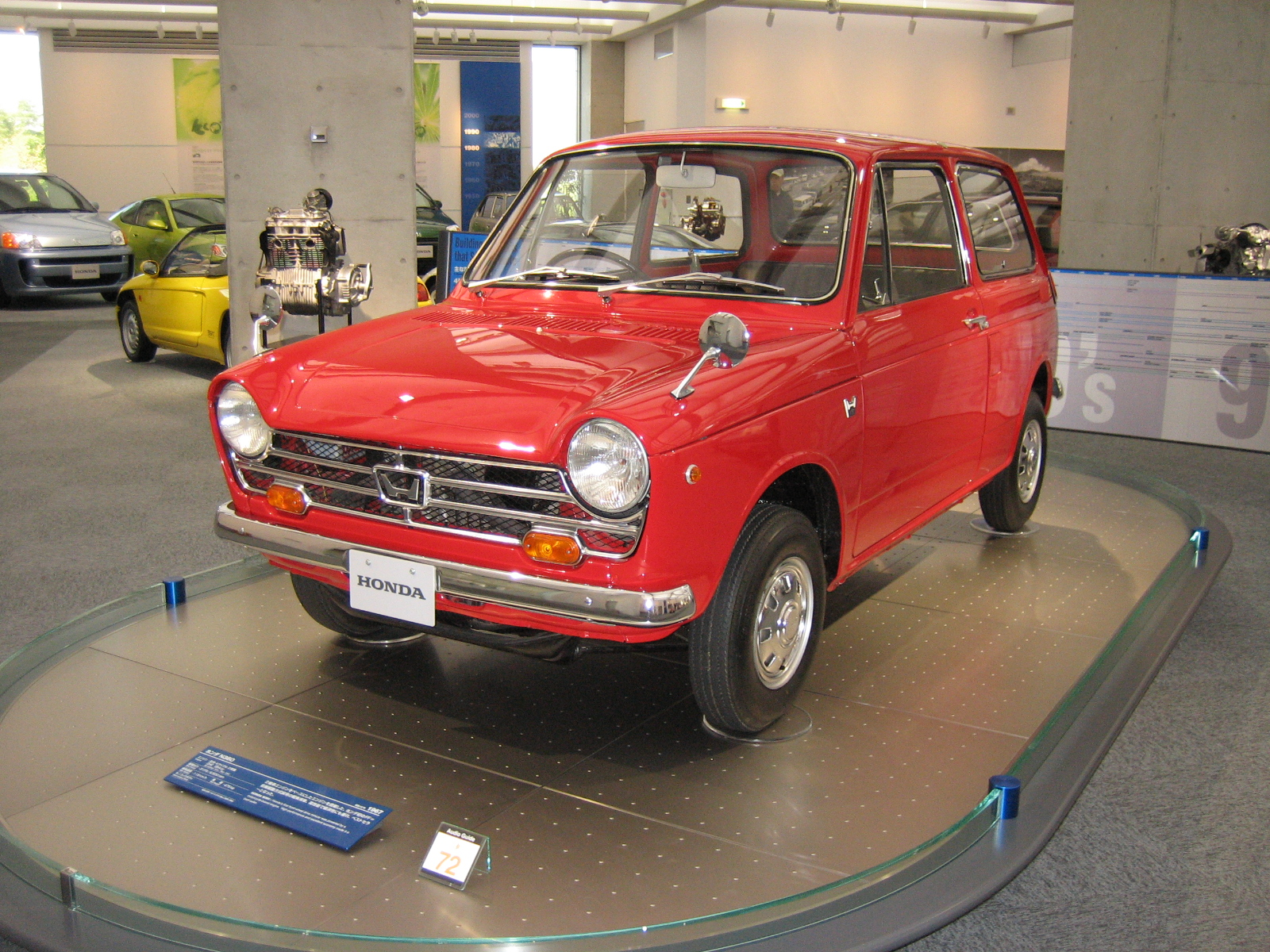
Honda N360 (1967-1972)
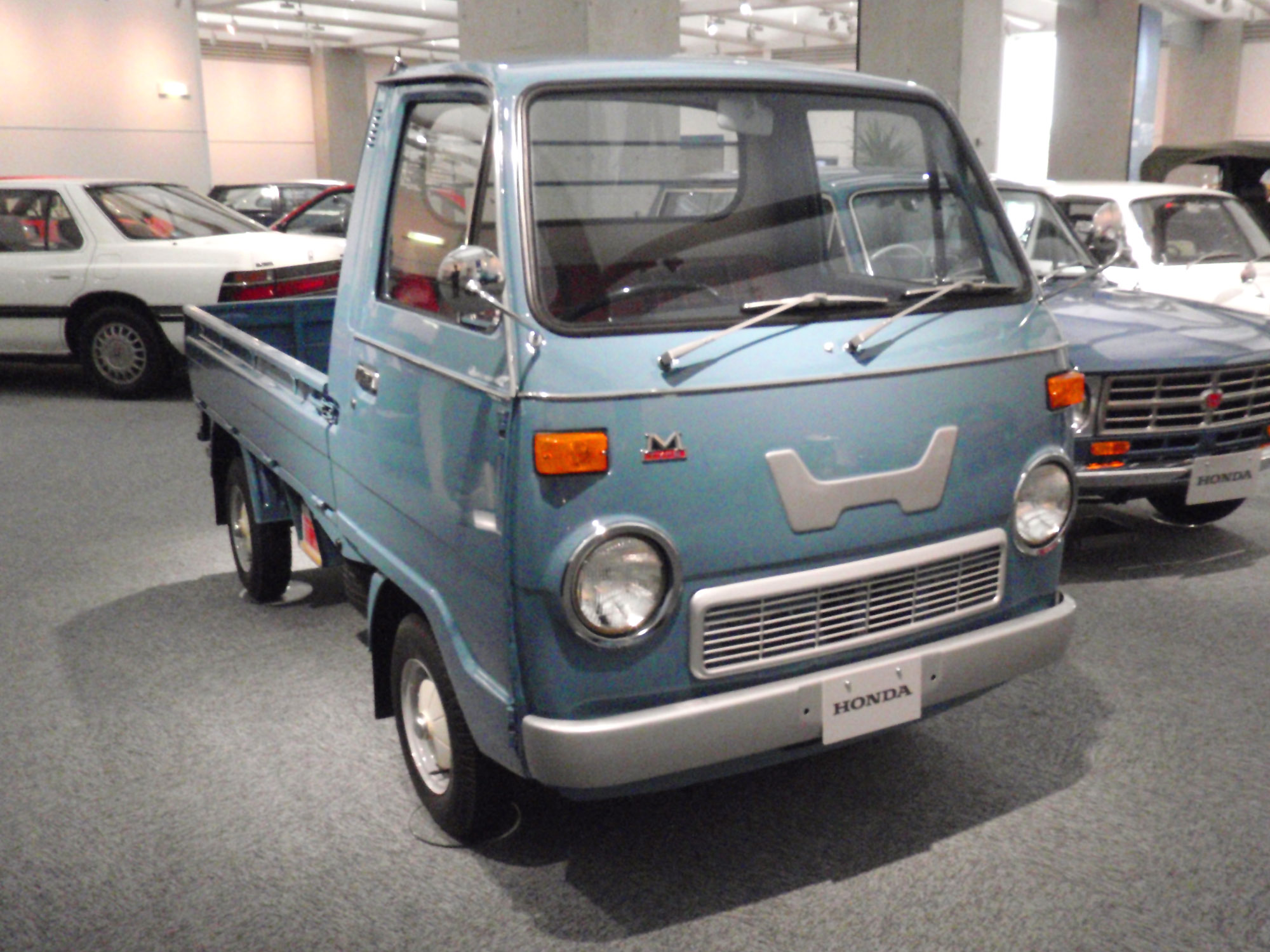
Honda TN360 (1967-1977)
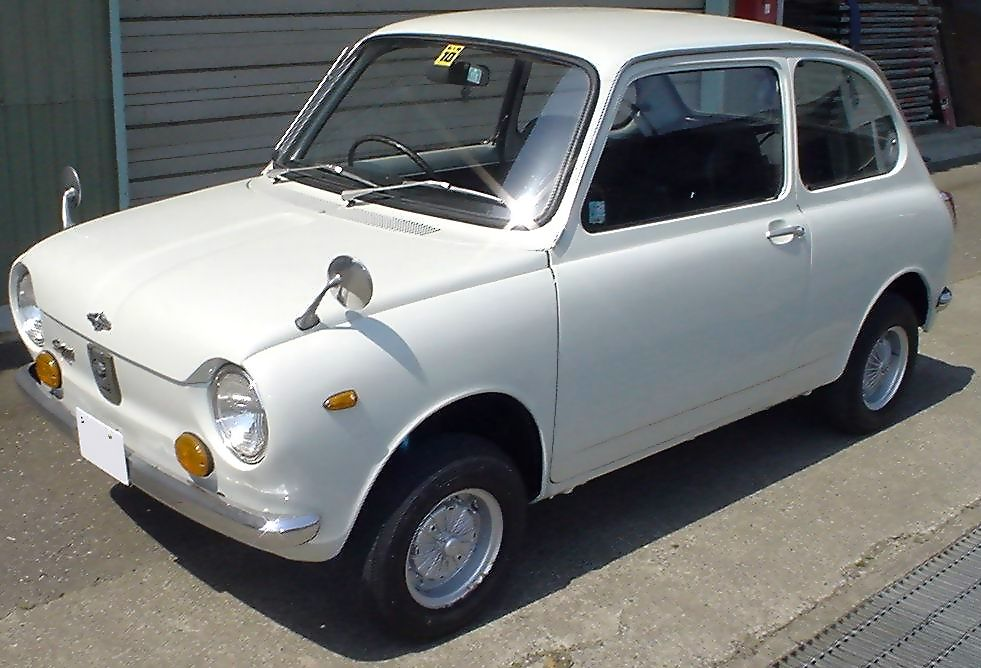
Subaru R-2 (1969-1972)
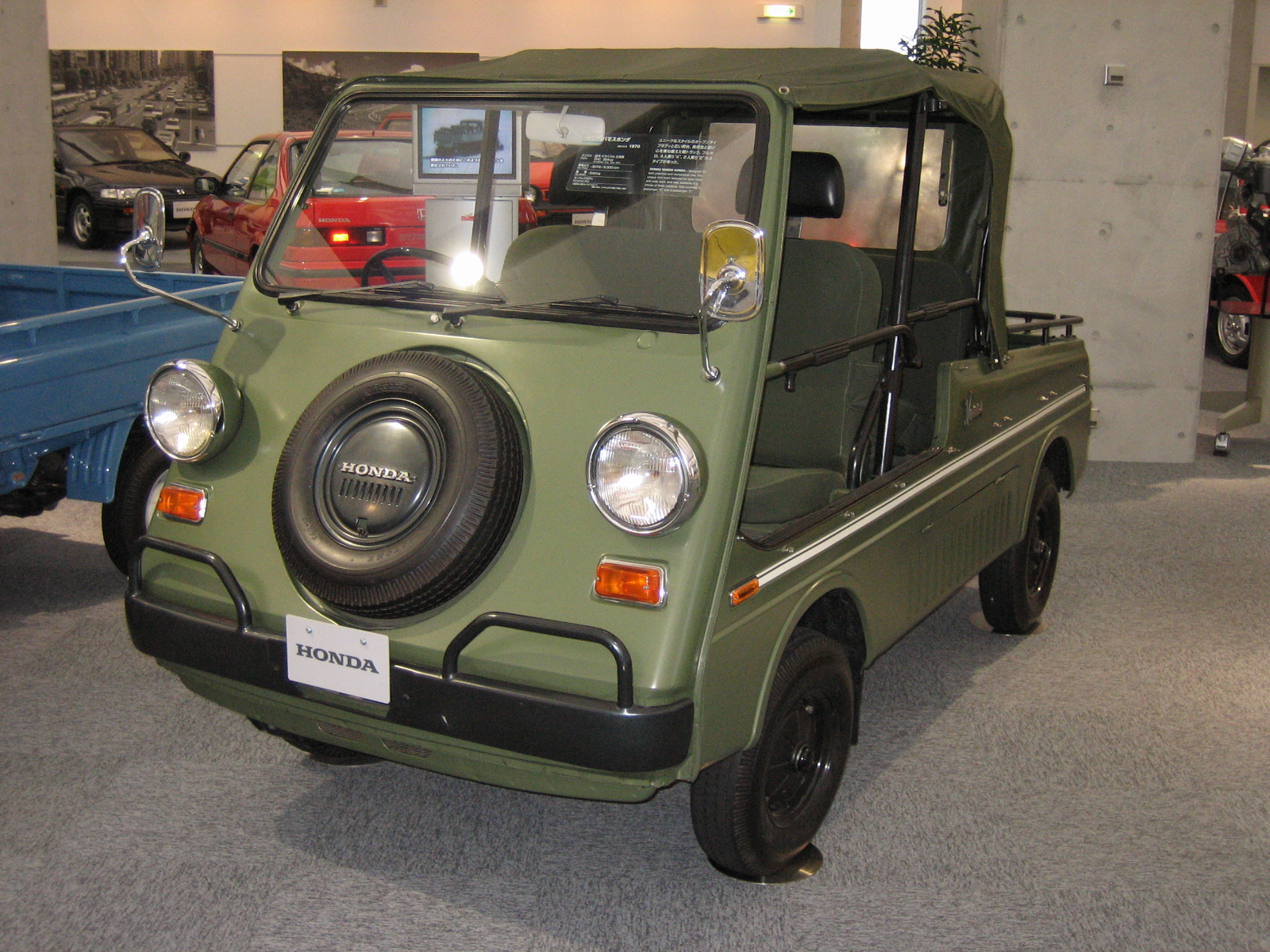
Honda Vamos (1970–1973, 1999–2018)
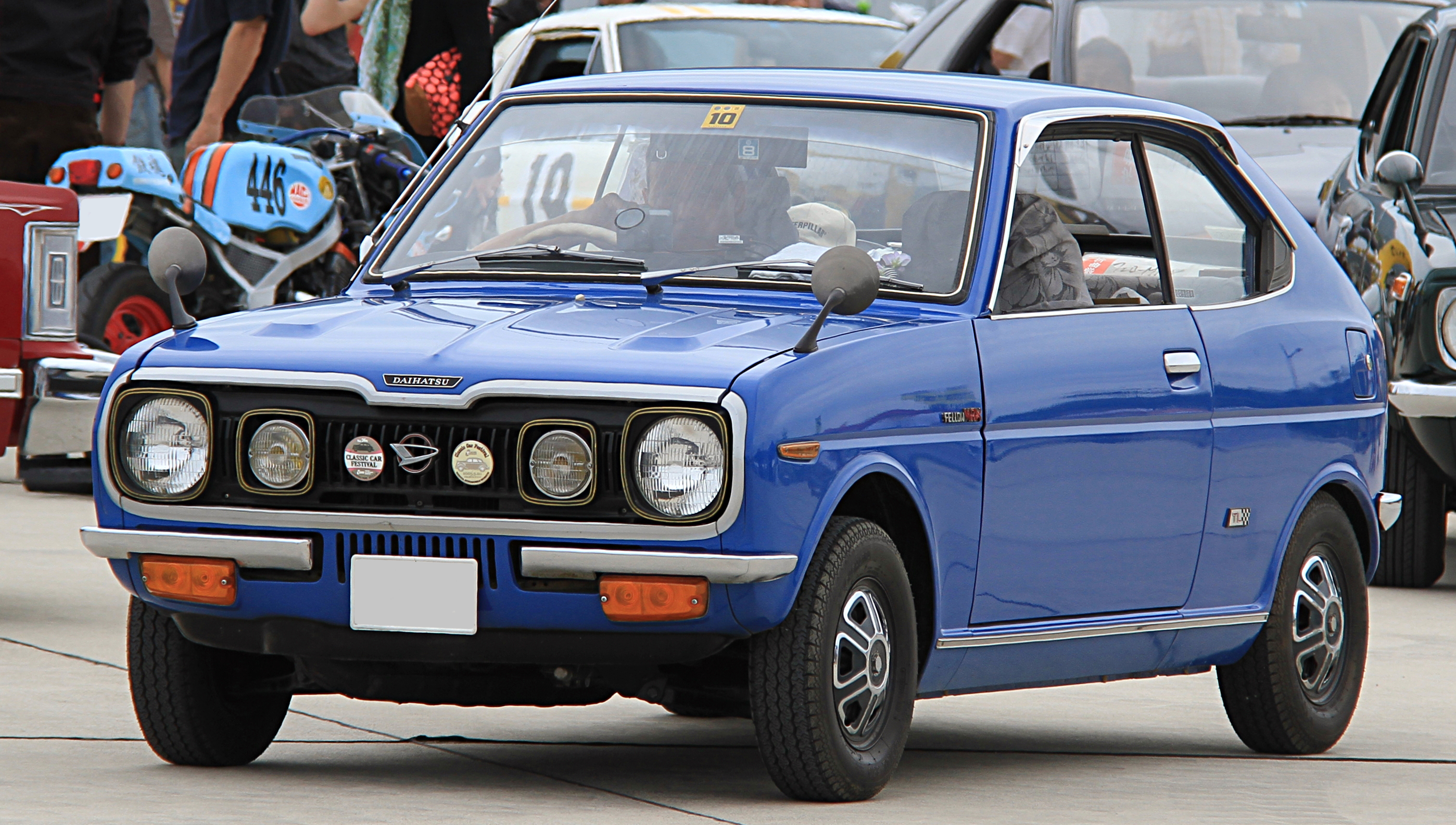
Daihatsu Fellow (1970–1976)
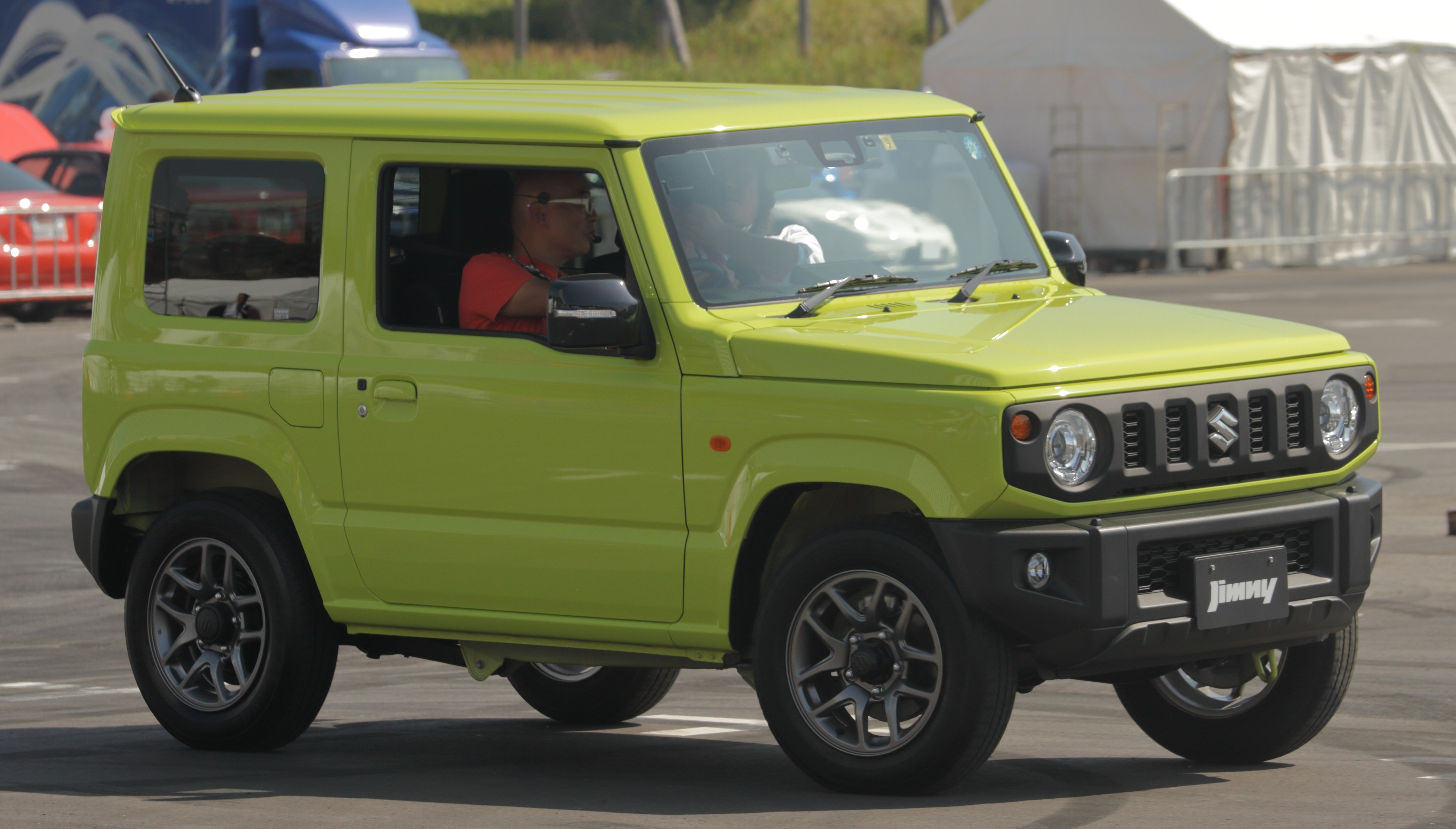
Suzuki Jimny (1970-Presente)
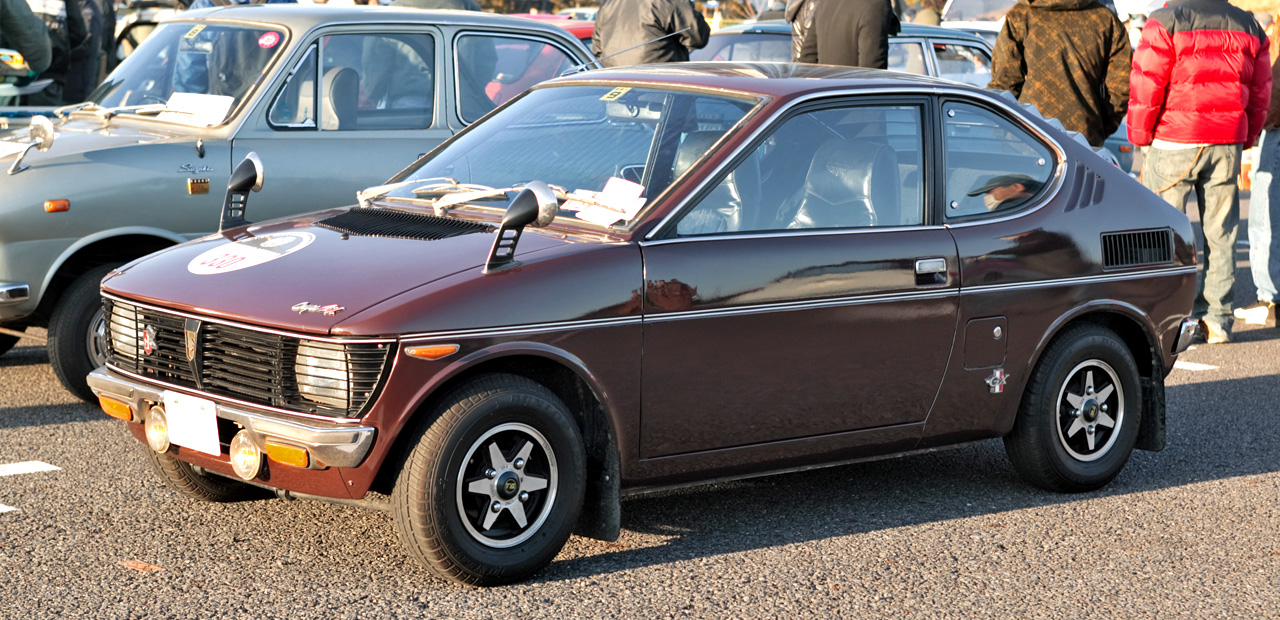
Suzuki Fronte Coupé (1971–1976)
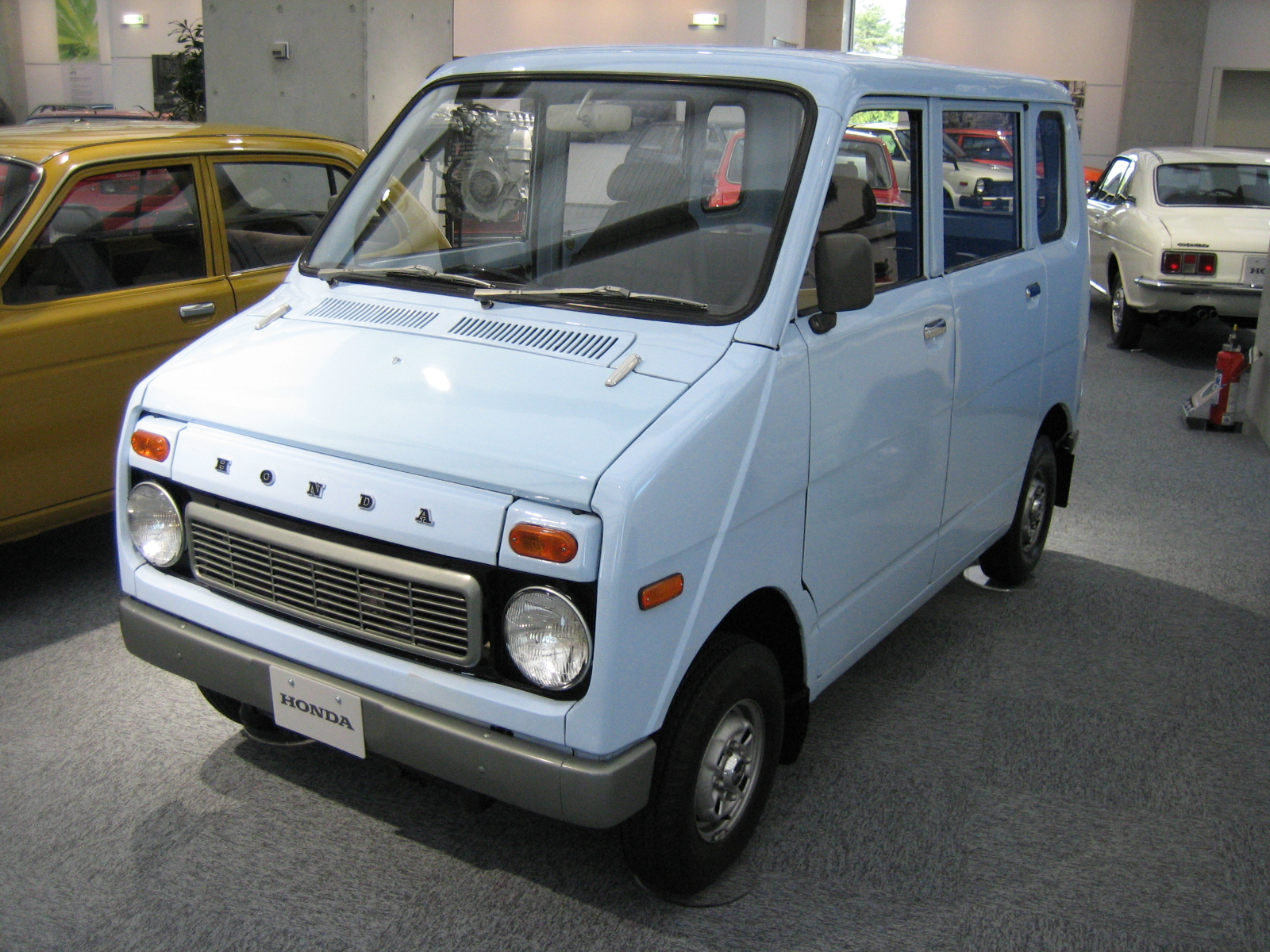
Honda Life Step Van (1972–1974)
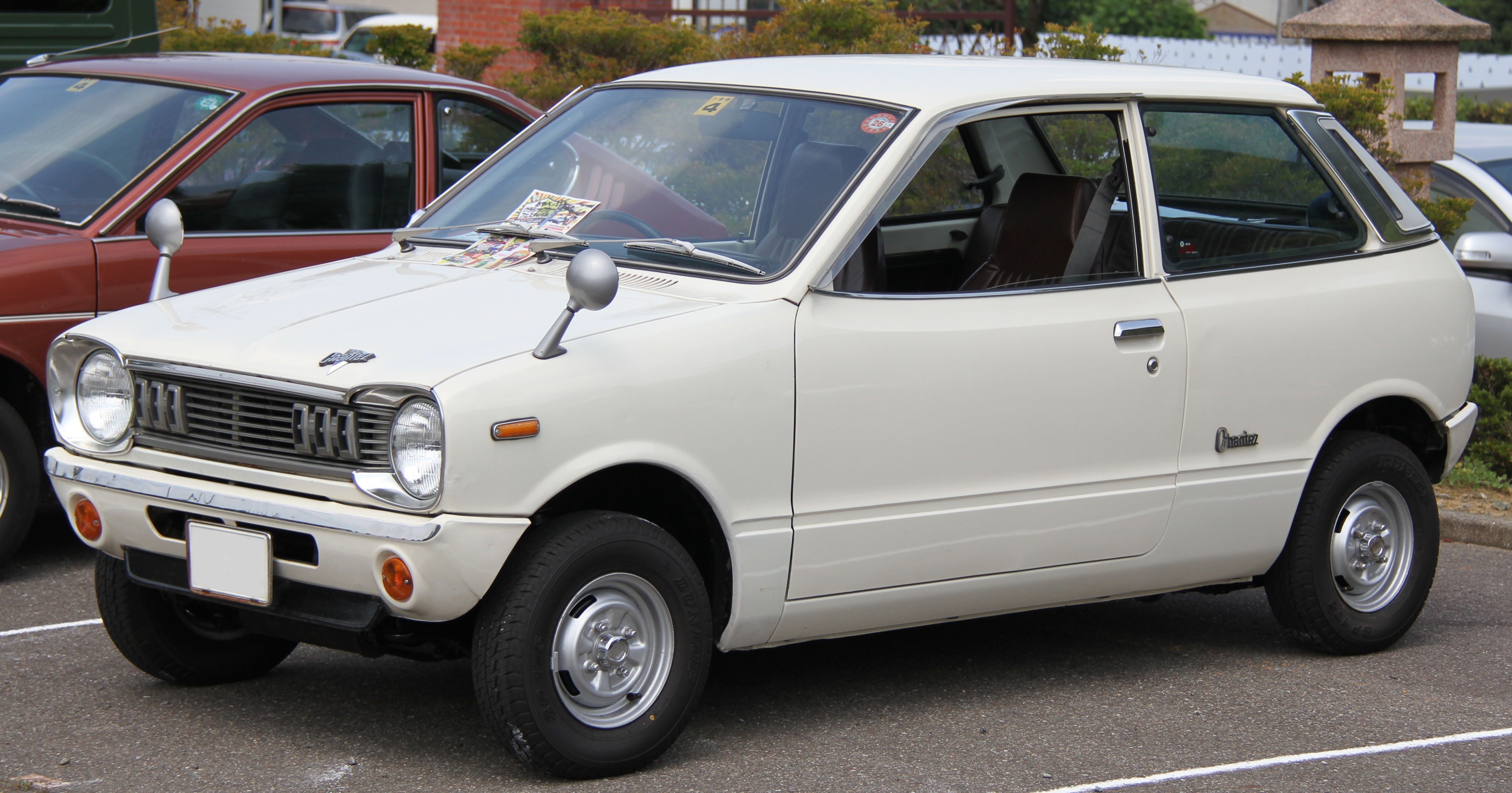
Mazda Chantez (1972–1976)
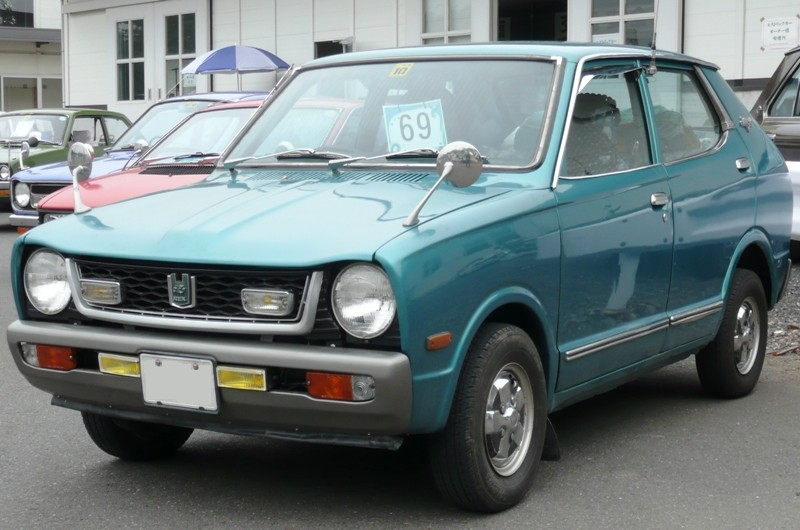
Subaru Rex (1972–1992)
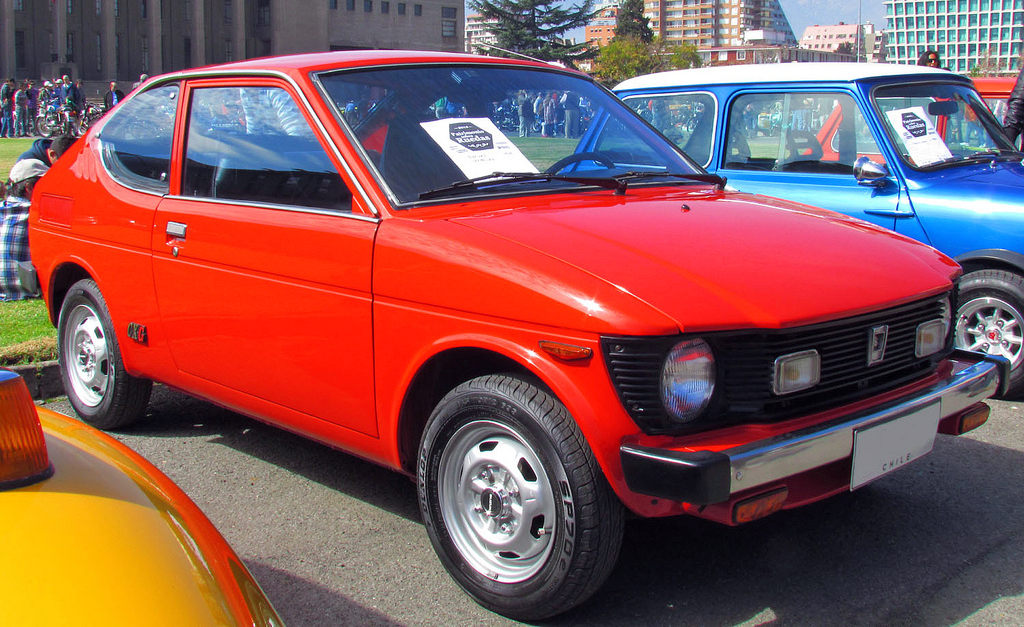
Suzuki Cervo (1977–1982)
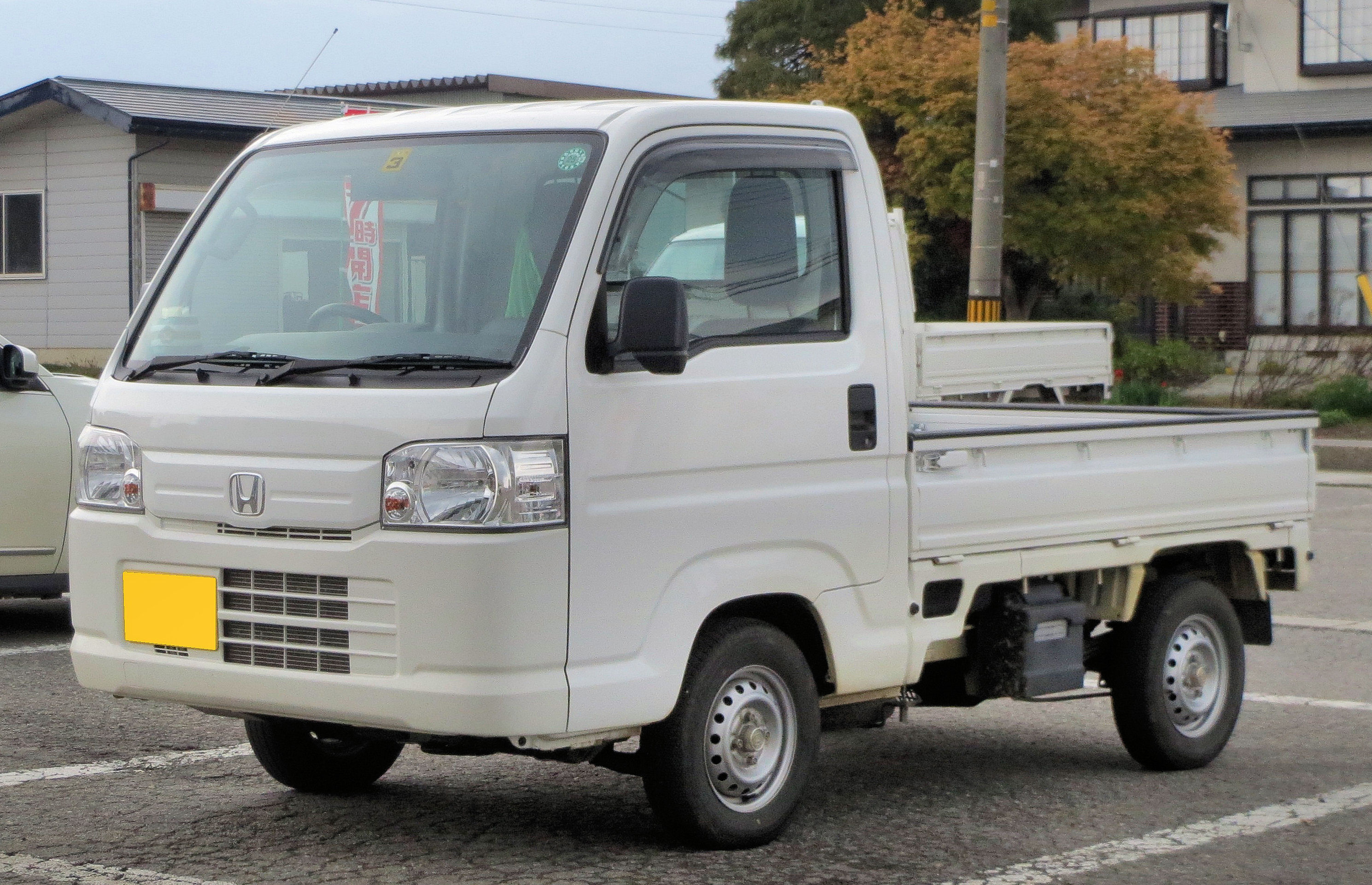
Honda Acty (1977–2021)
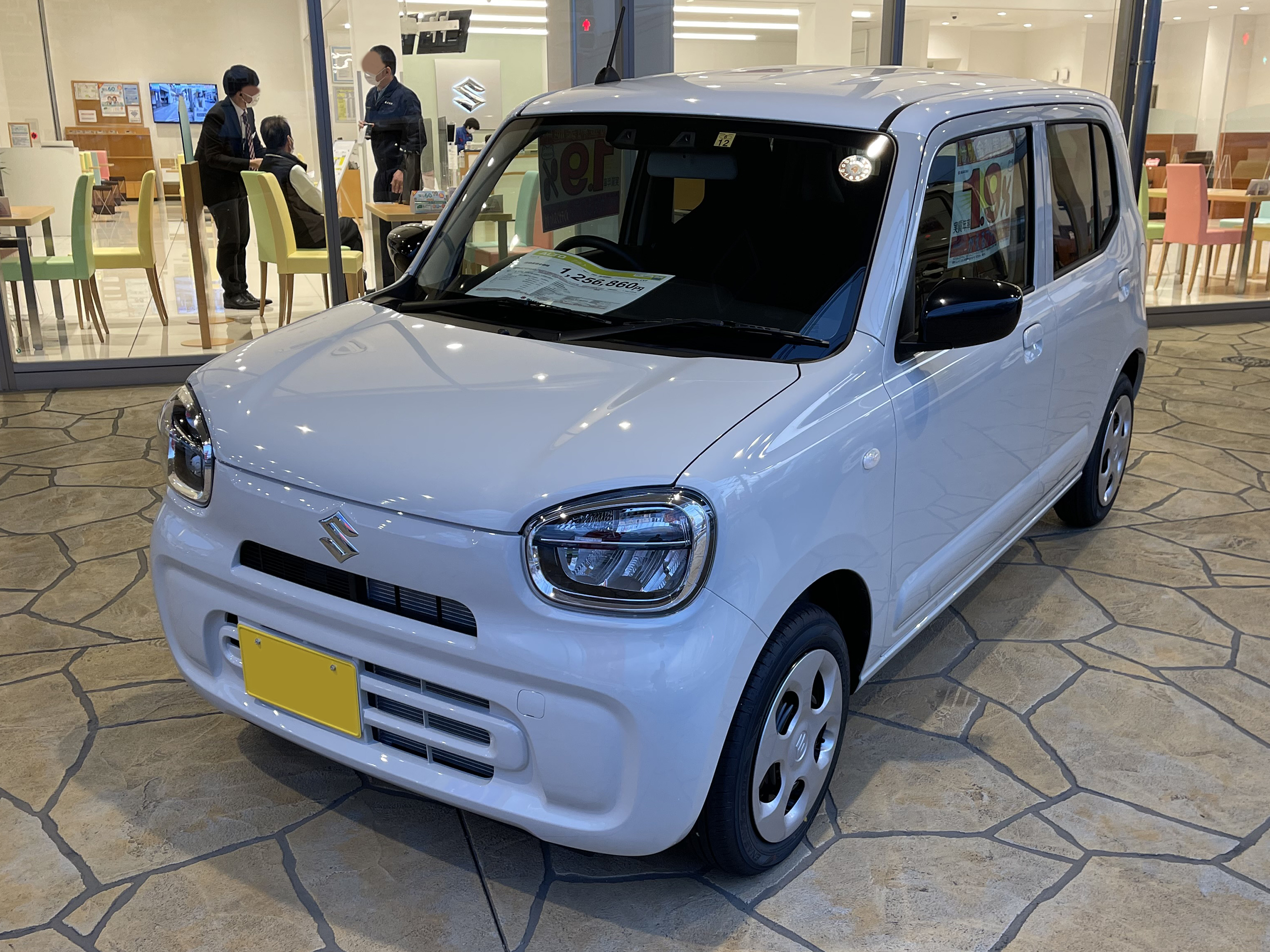
Suzuki Alto (1979-Presente)
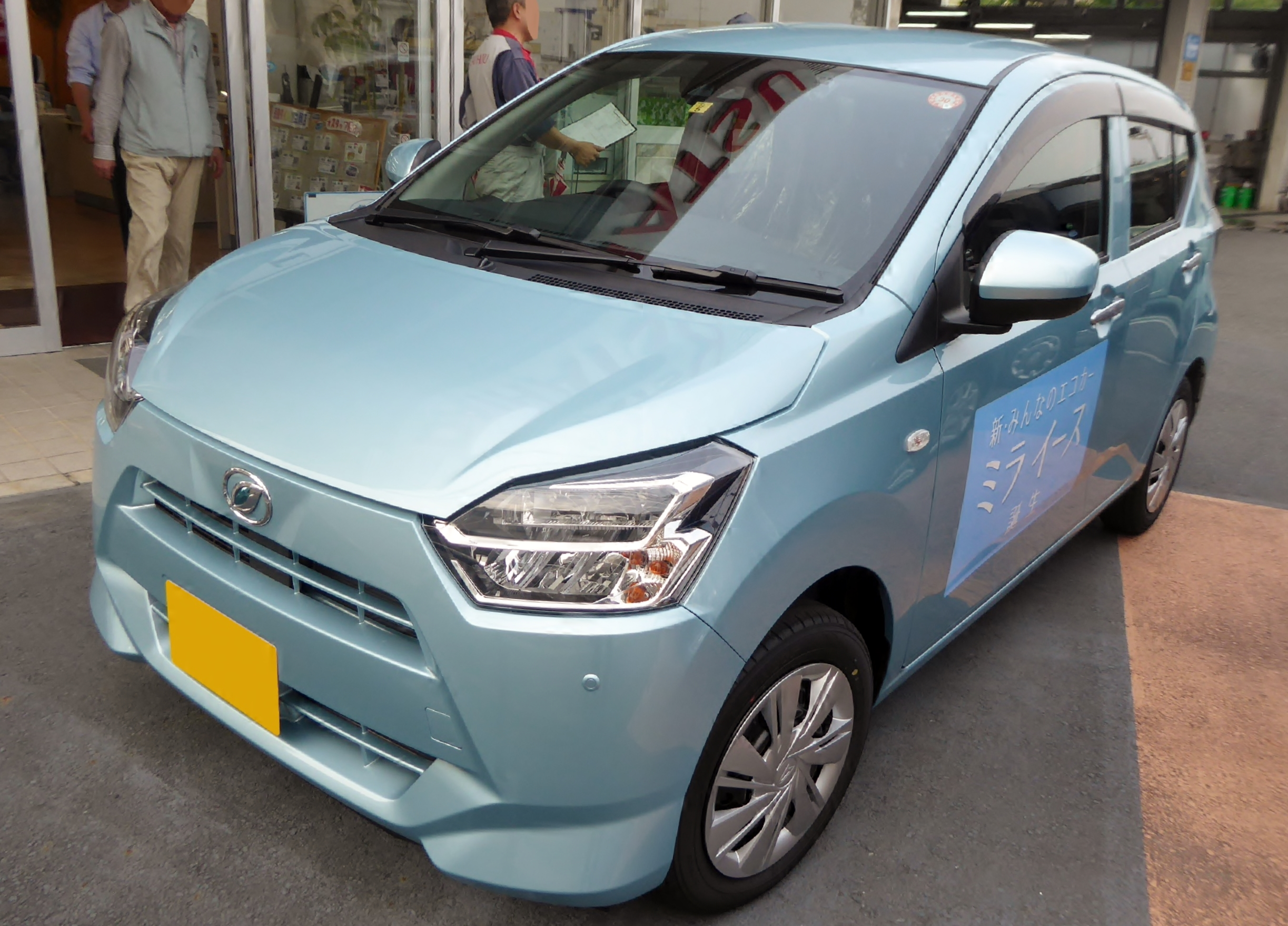
Daihatsu Mira (1980-2018)
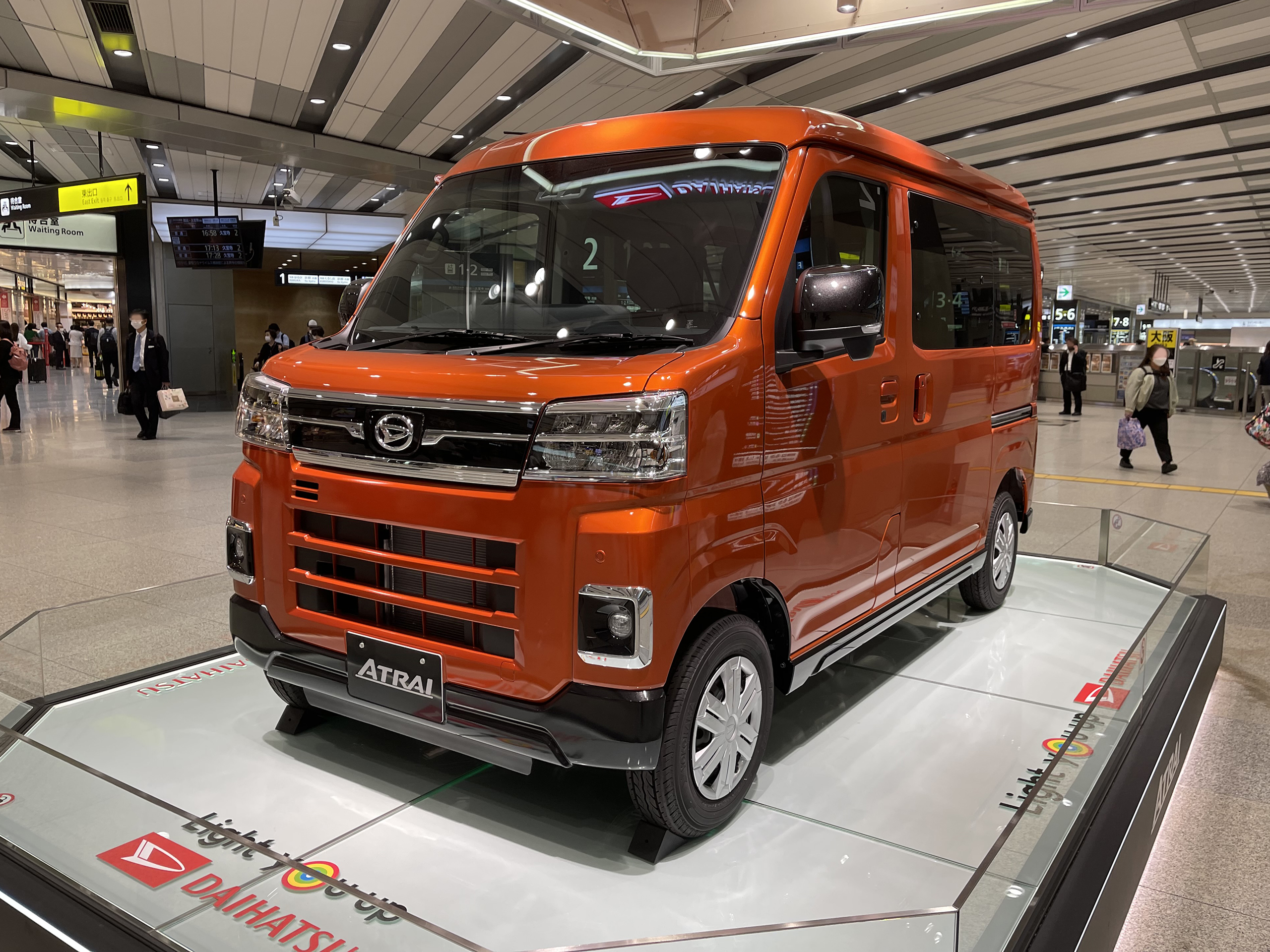
Daihatsu Atrai (1981-Presente)
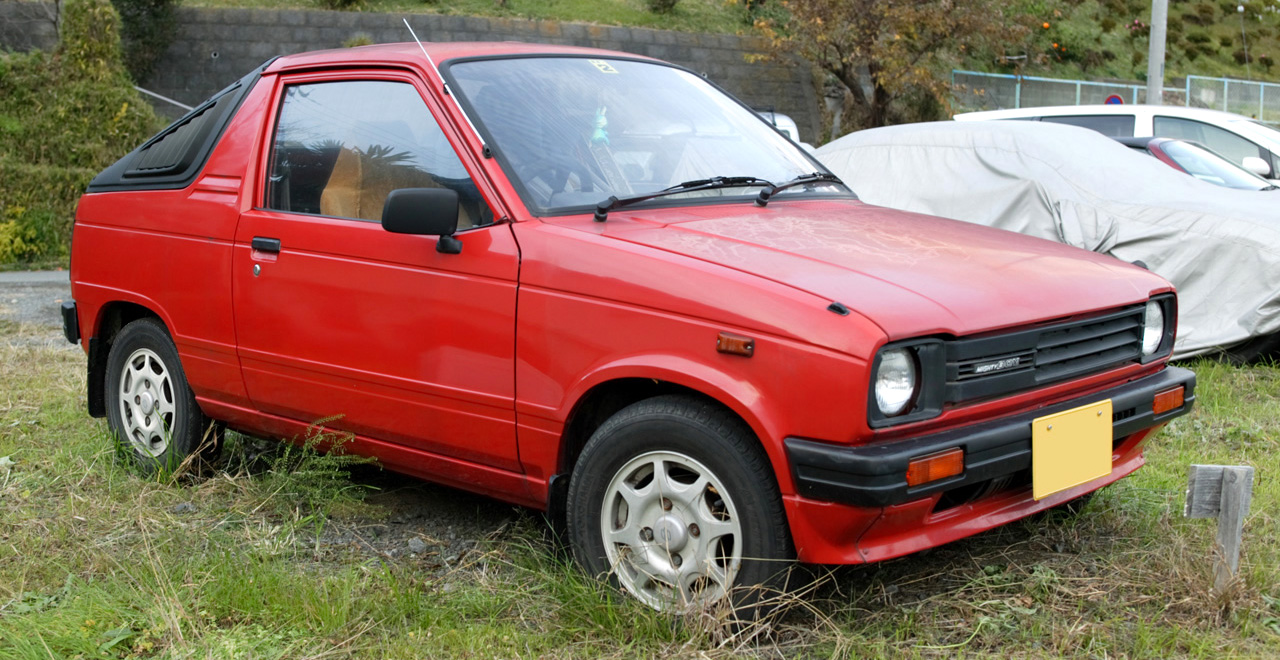
Suzuki Mighty Boy (1983-1988)
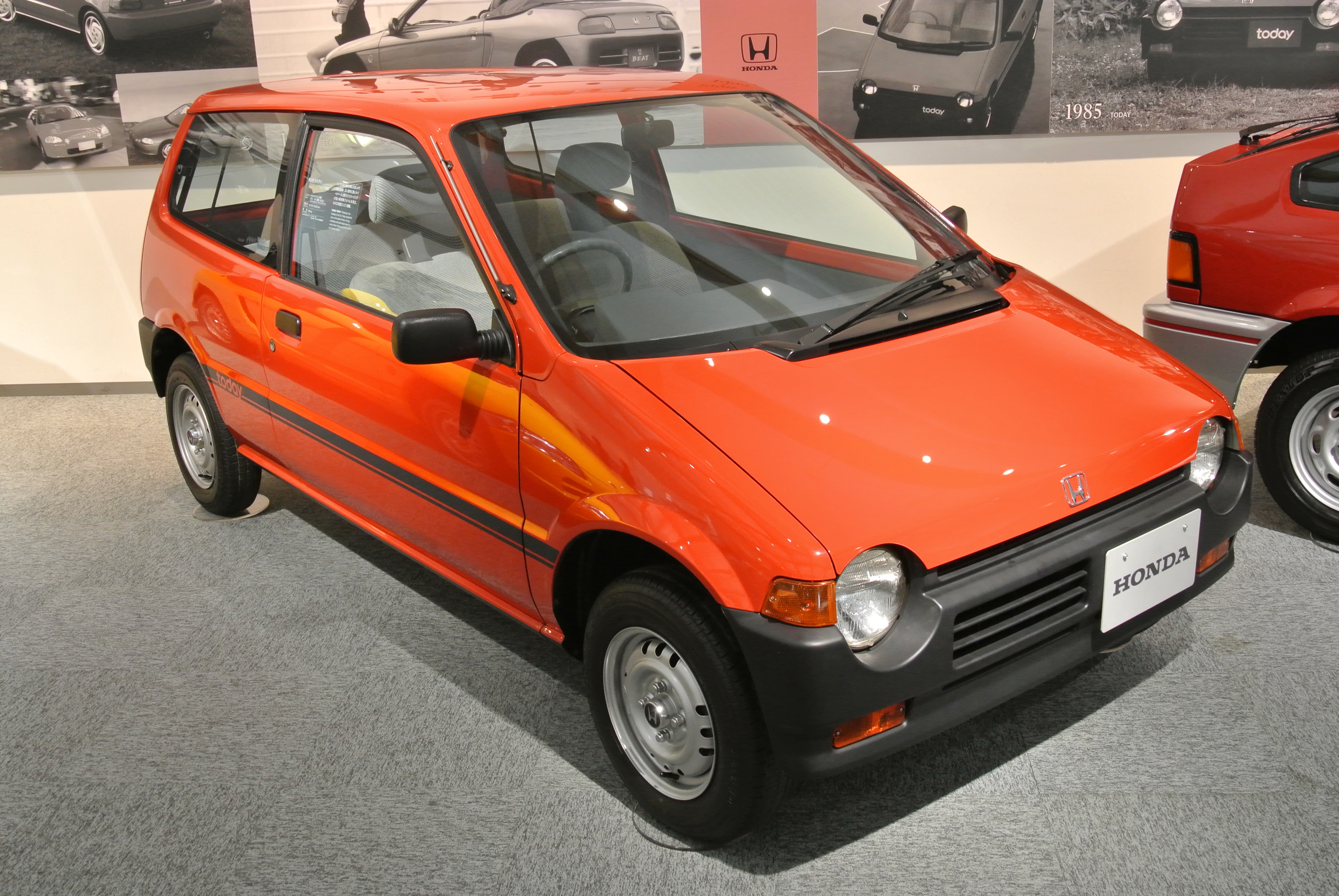
Honda Today (1985-1998)
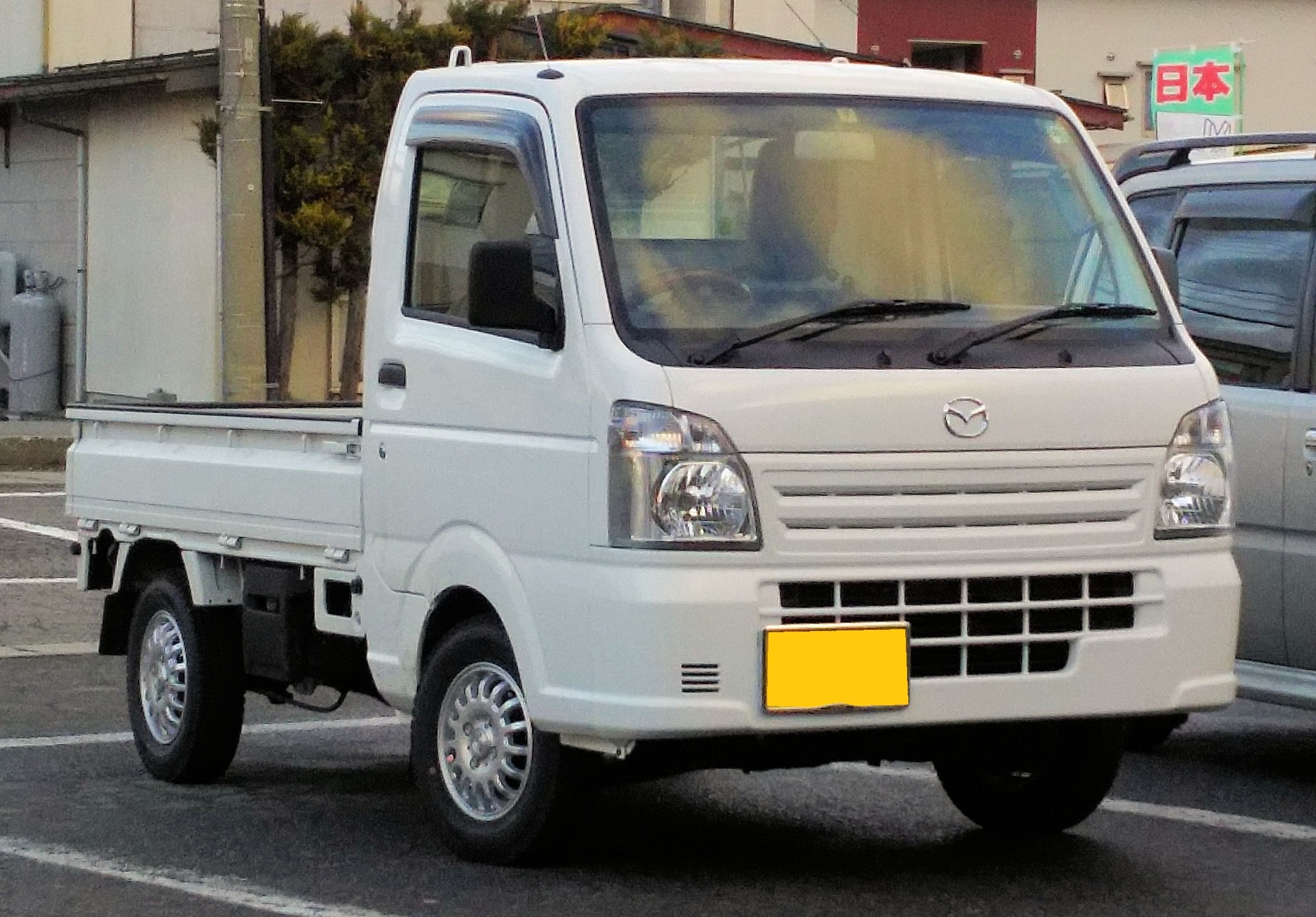
Mazda Scrum (1989-Presente)
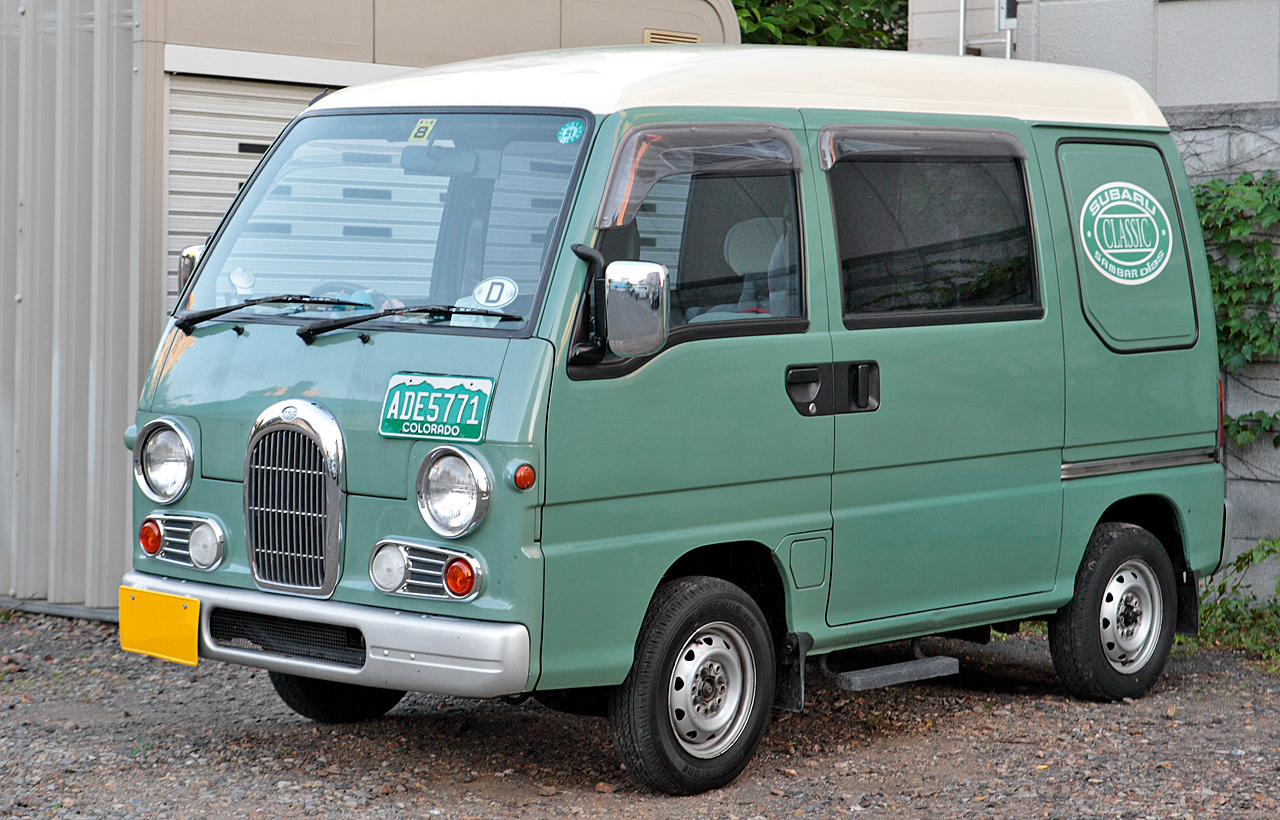
Subaru Sambar Dias (1990-1998)
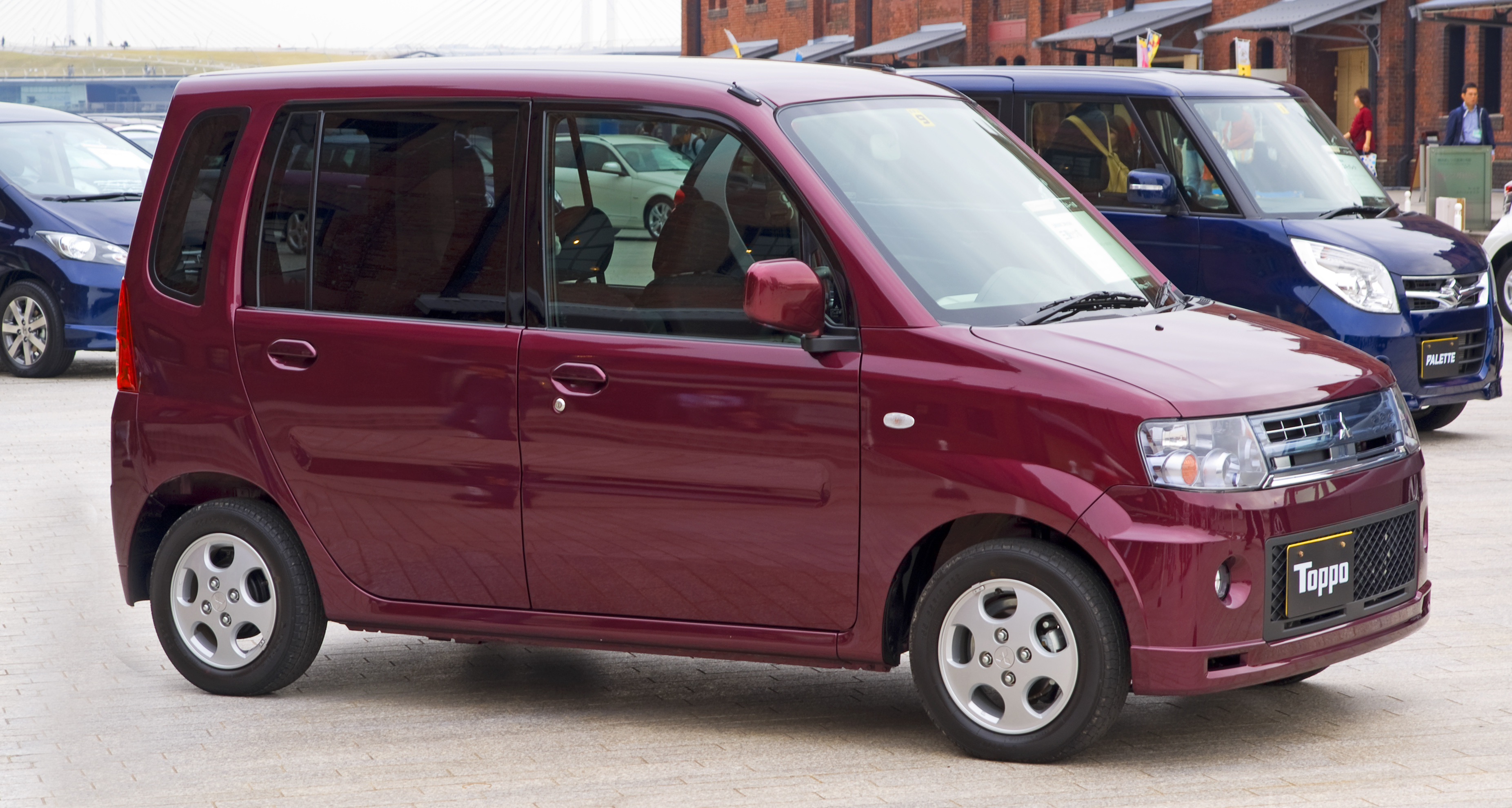
Mitsubishi Toppo (1990-2013)
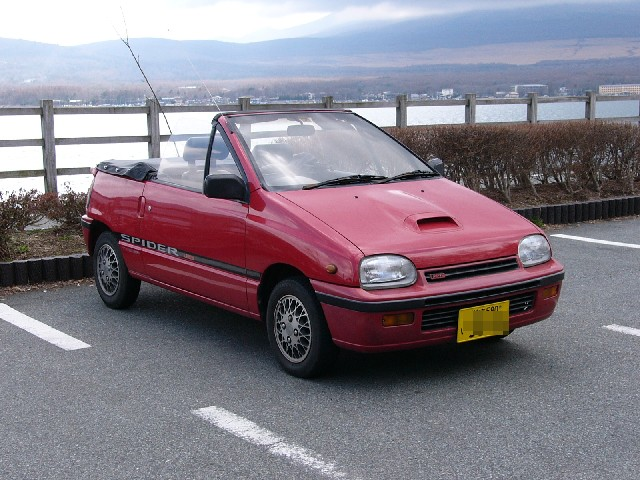
Daihatsu Leeza Spider (1991-1993)
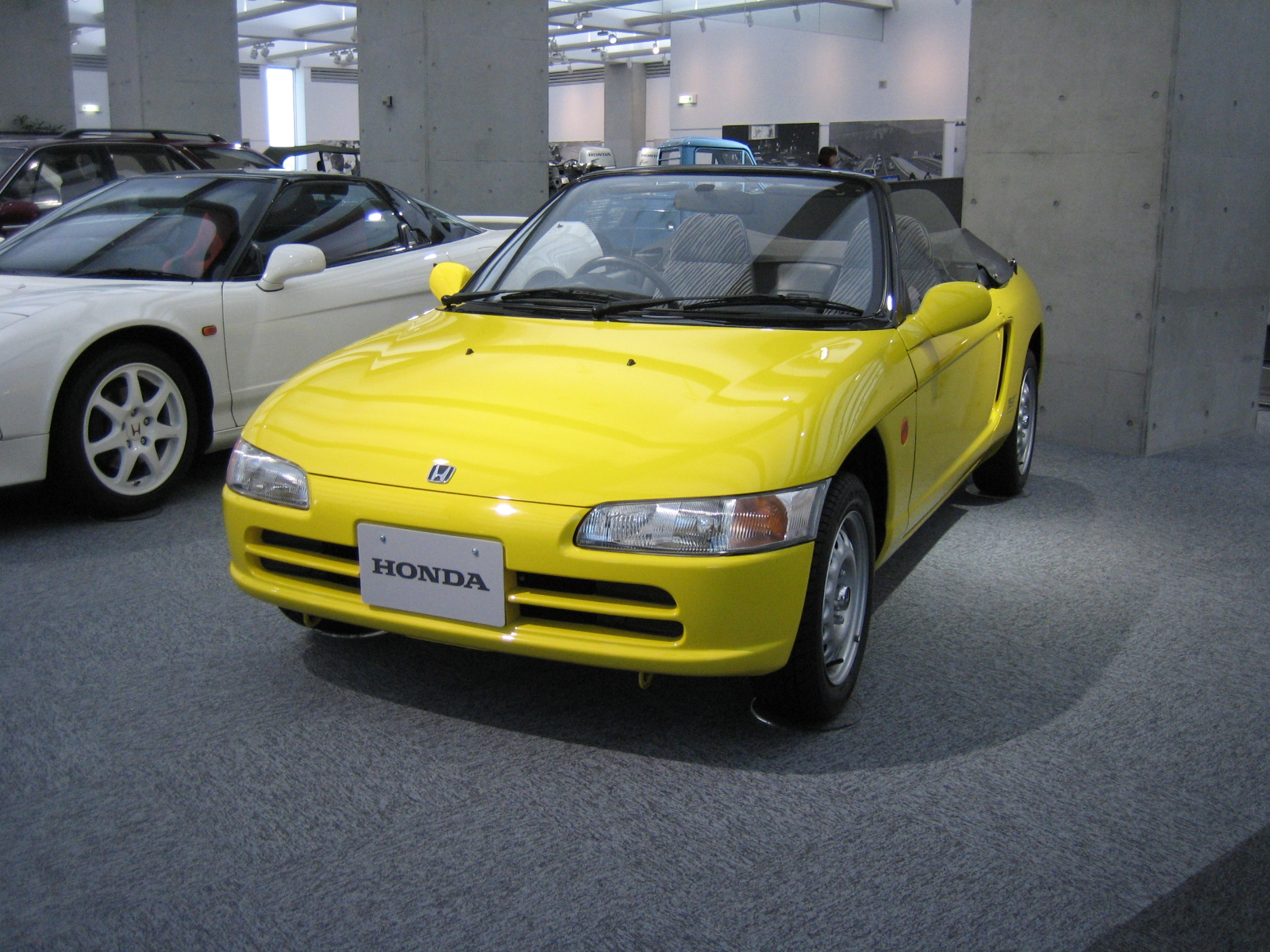
Honda Beat (1991–1996)
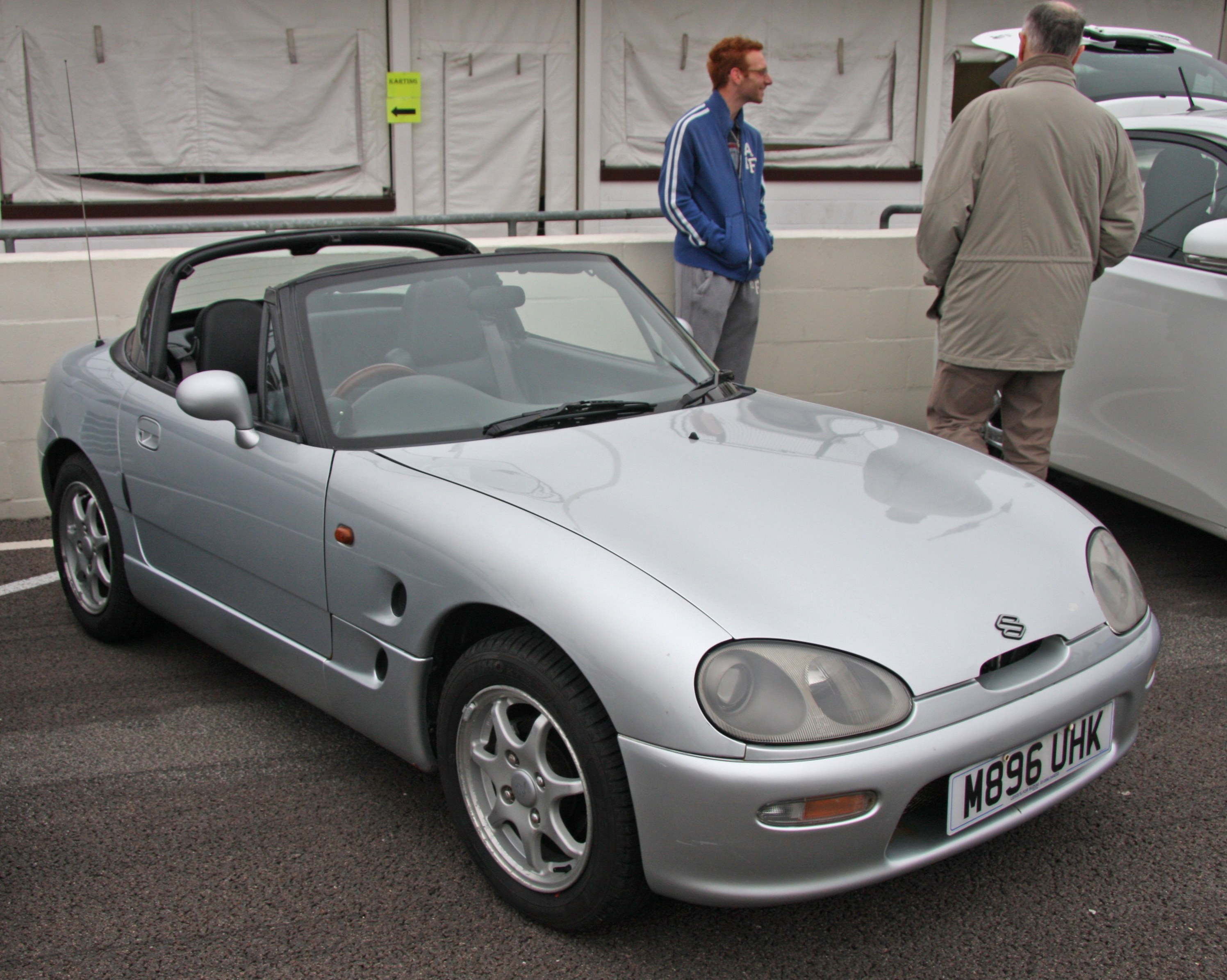
Suzuki Cappuccino (1991–1998)
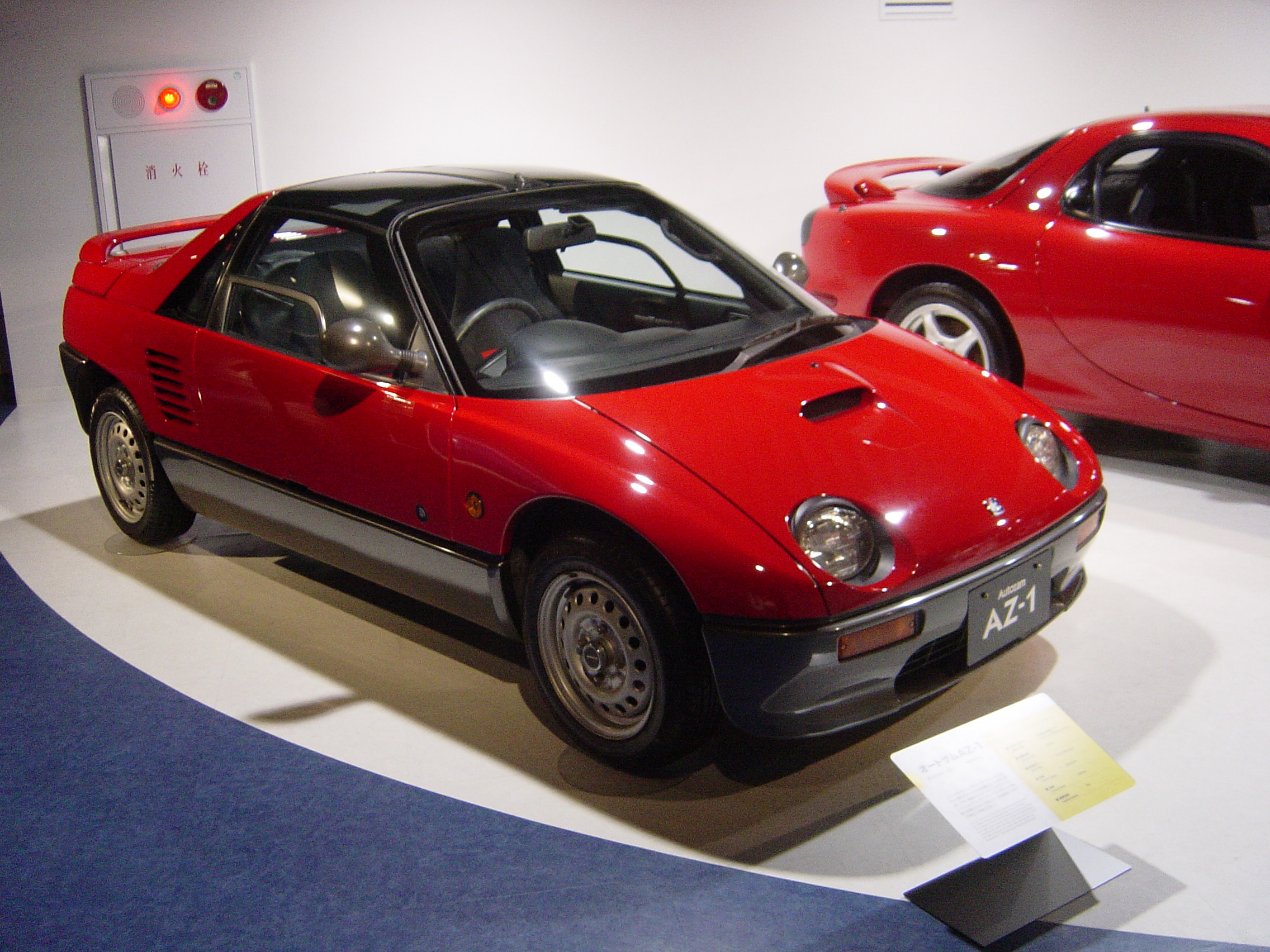
Autozam AZ-1 (1992–1994)
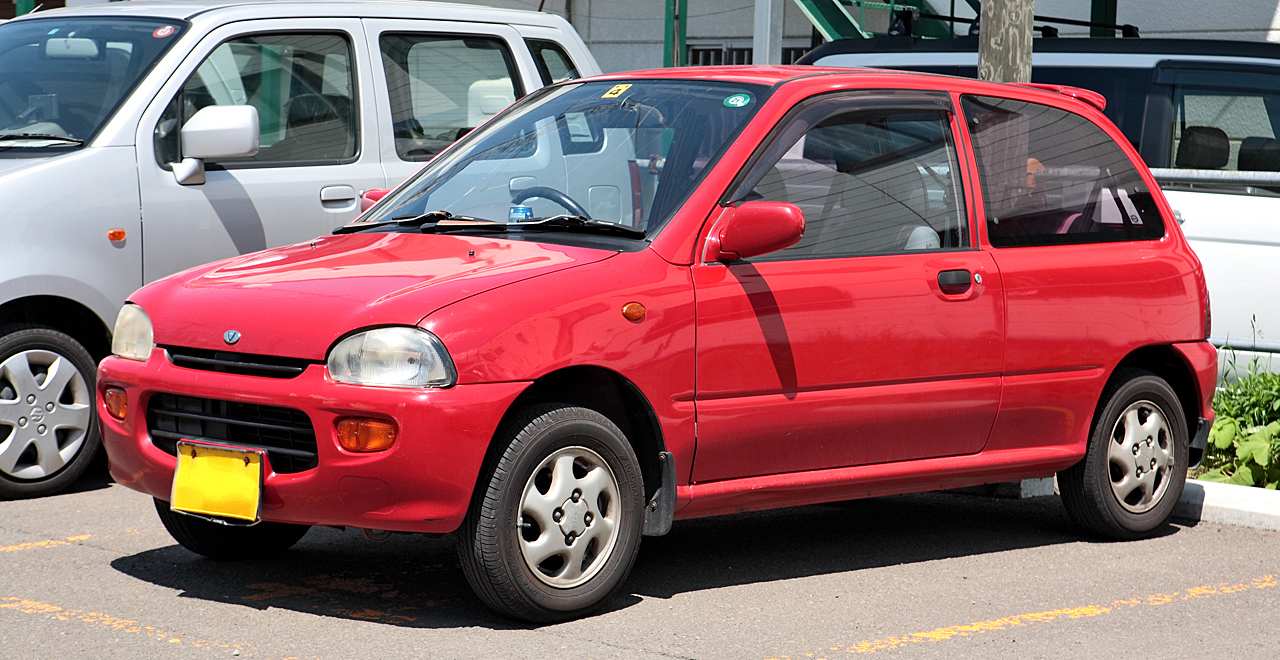
Subaru Vivio (1992–1998)
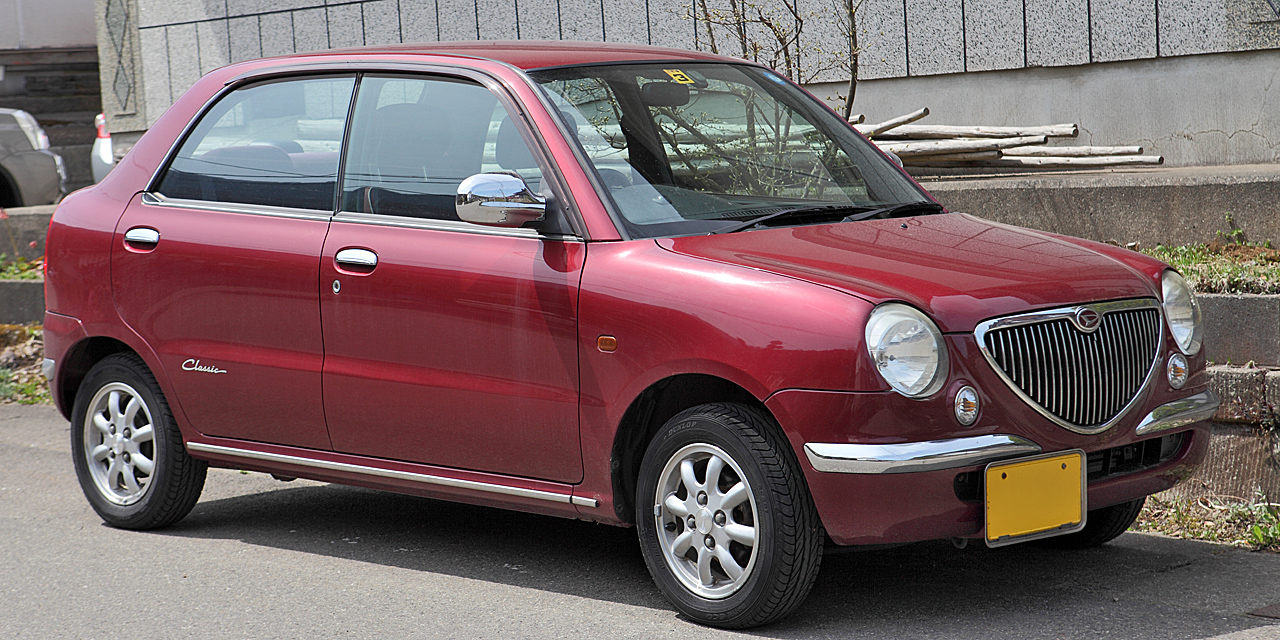
Daihatsu Opti (1992–2002)
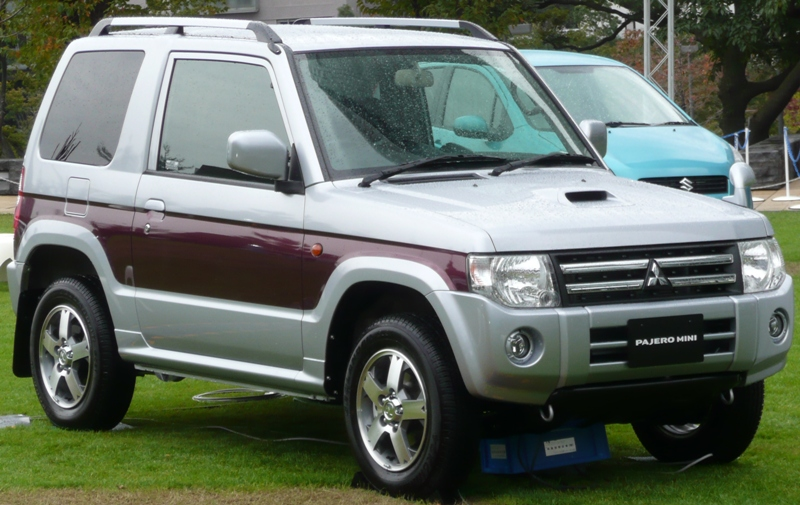
Mitsubishi Pajero Mini (1994-2012)
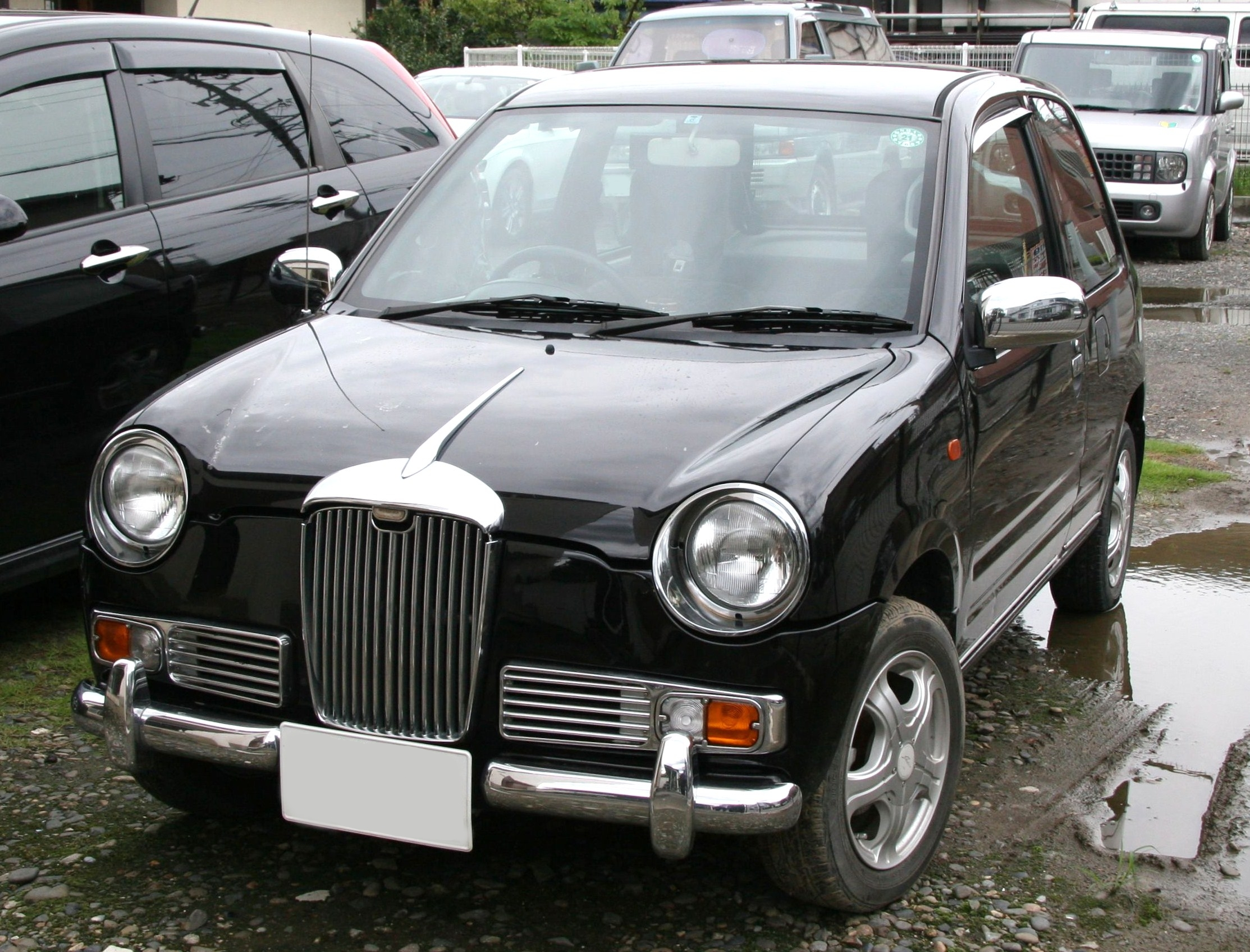
Mitsuoka Ray (1996-2004)
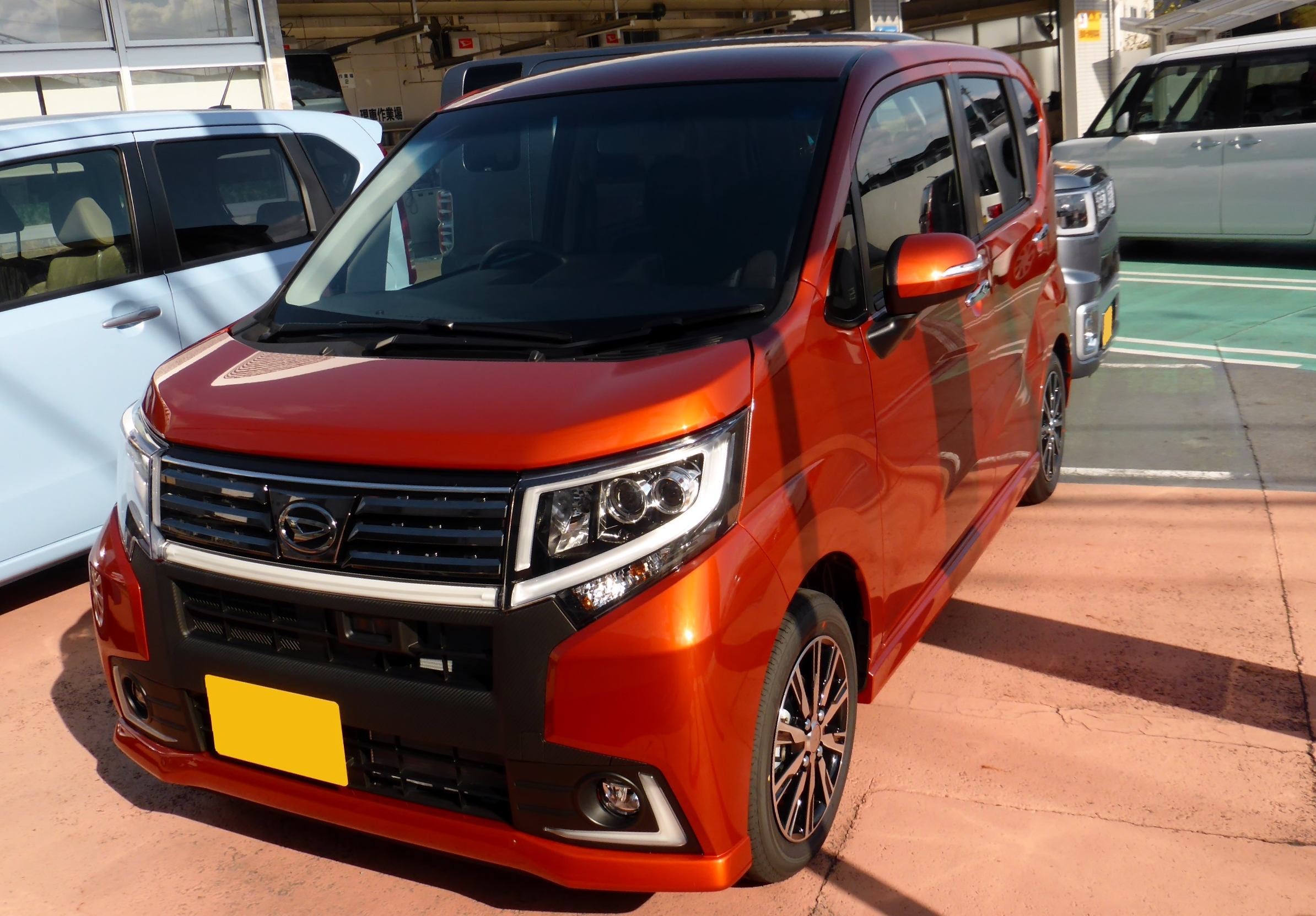
Daihatsu Move Custom (1997-Presente)
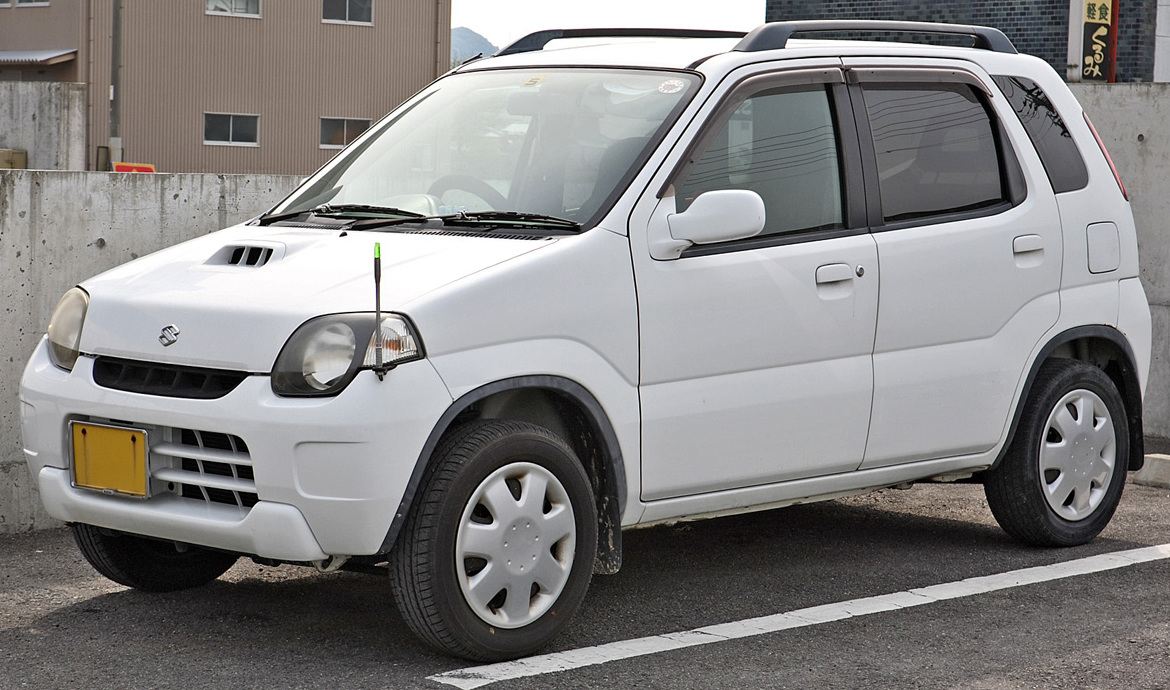
Suzuki Kei (1998-2009)
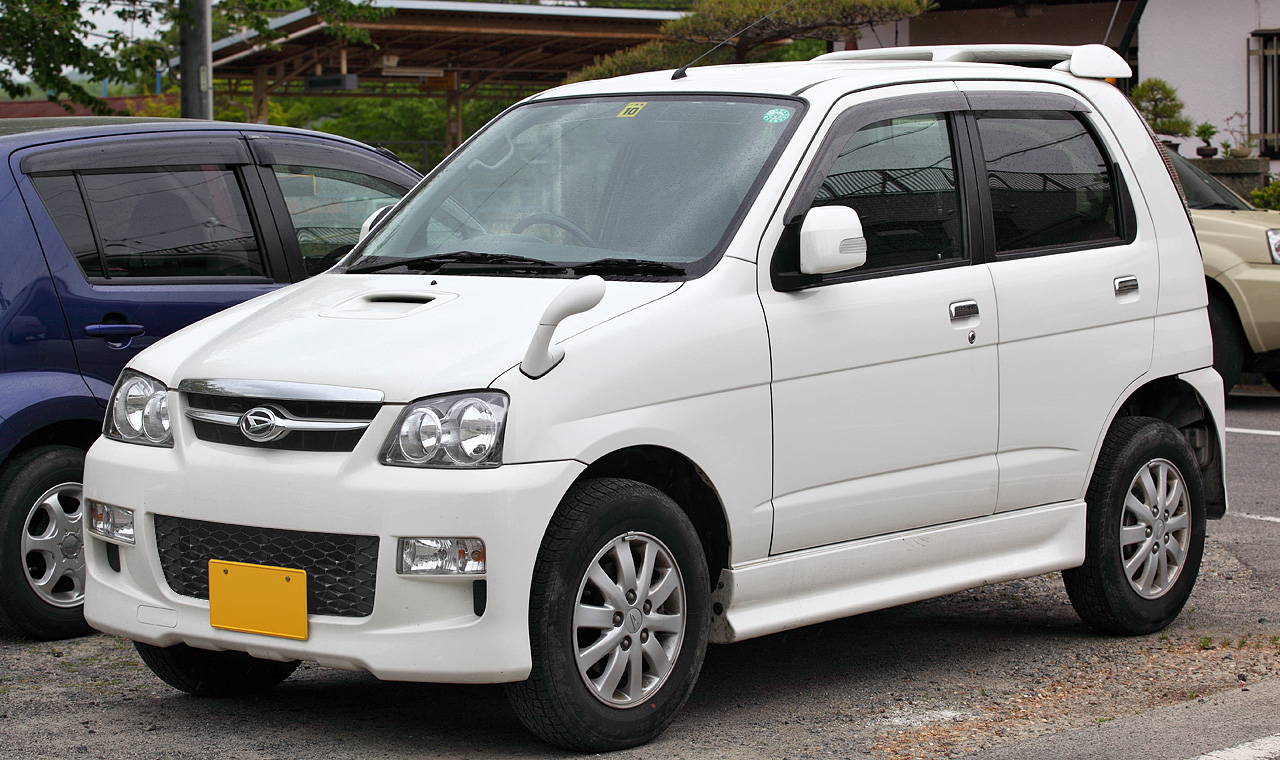
Daihatsu Terios Kid (1998-2012)
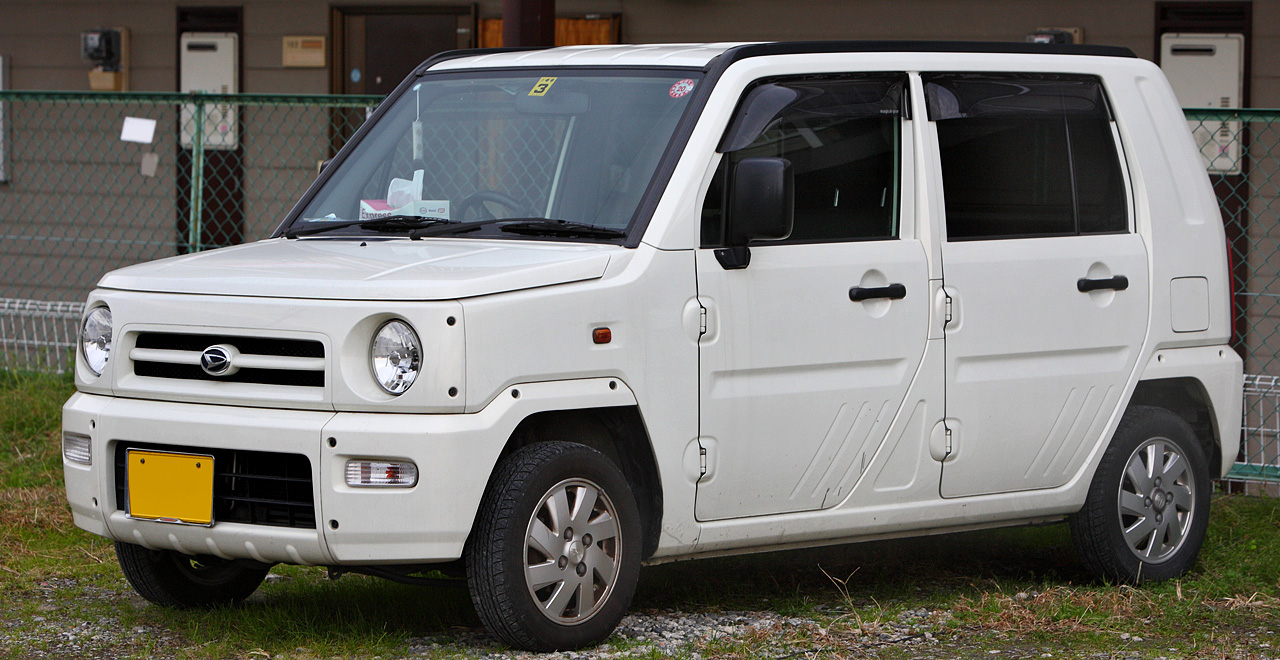
Daihatsu Naked (1999-2004)
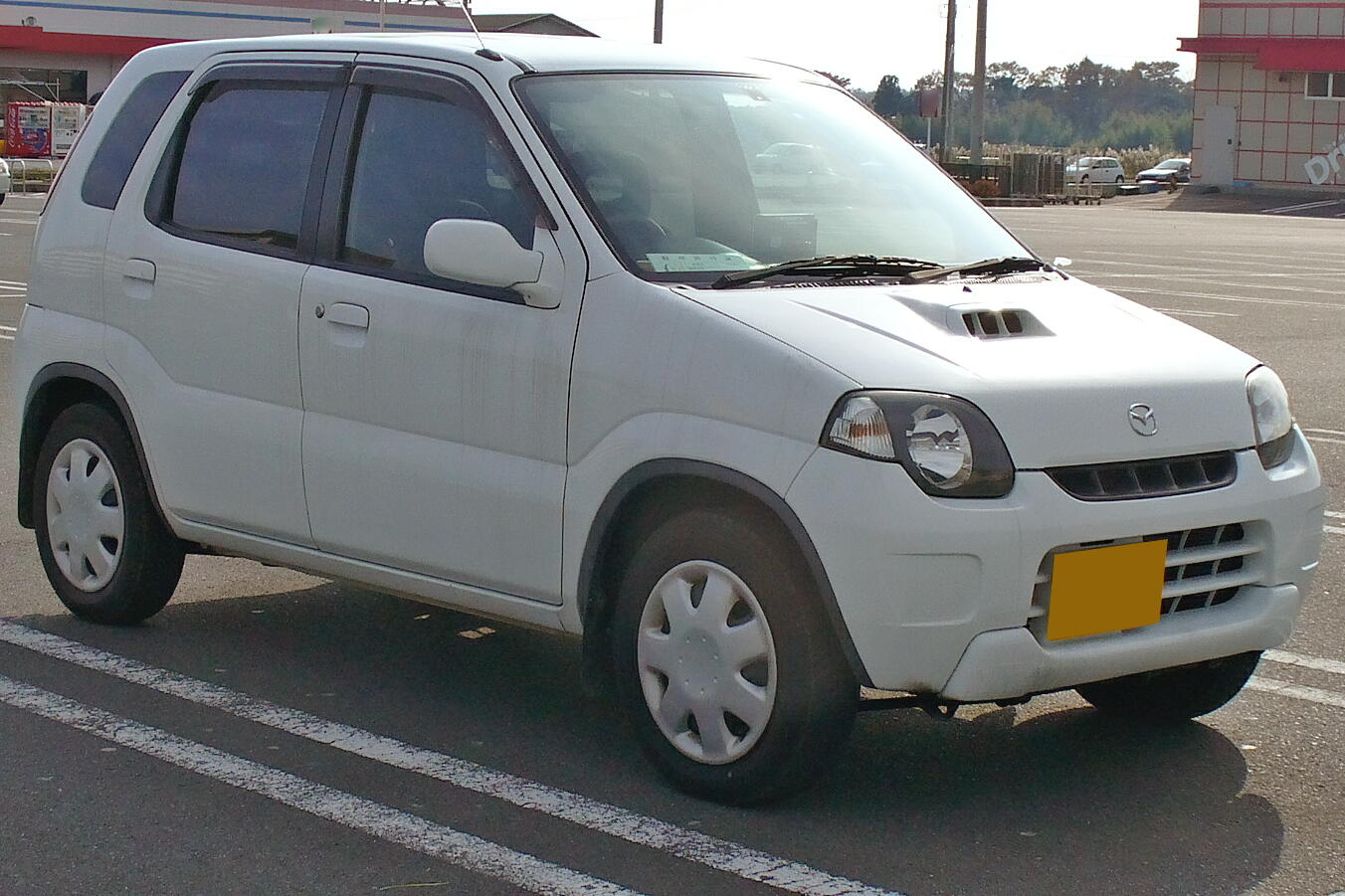
Mazda Laputa (1999-2006)
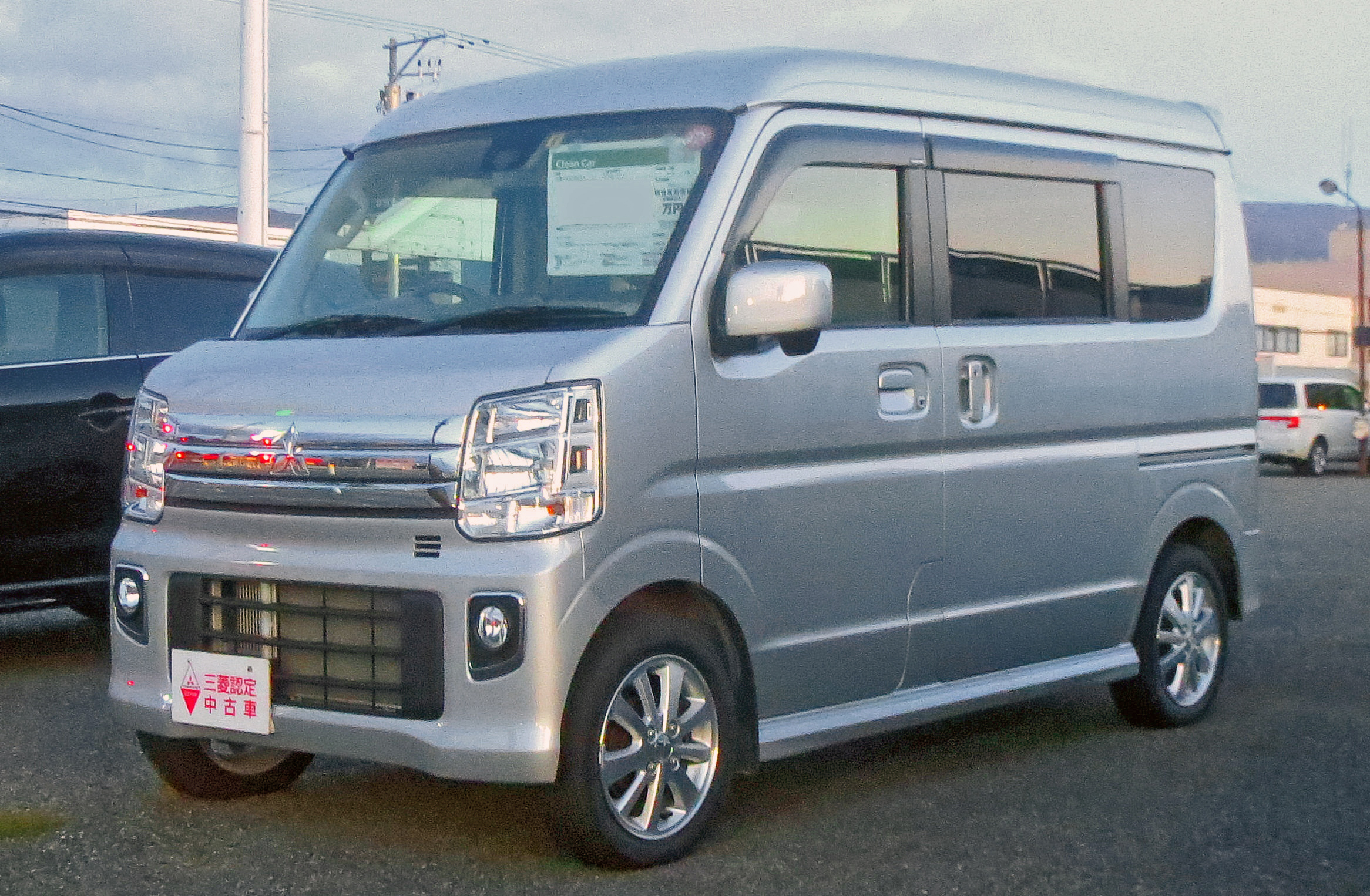
Mitsubishi Town Box (1999-Presente)
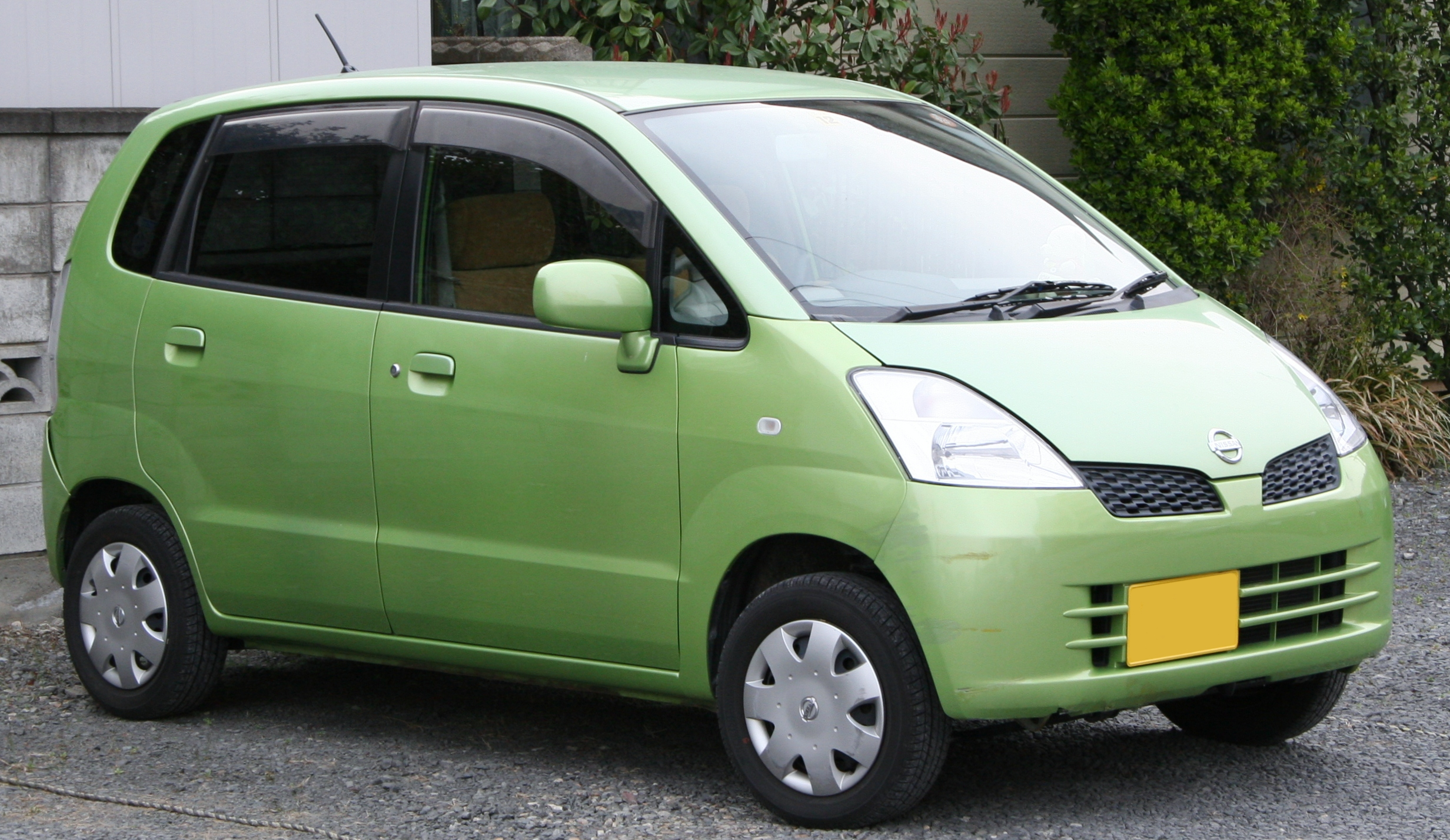
Nissan Moco (2001-2016)
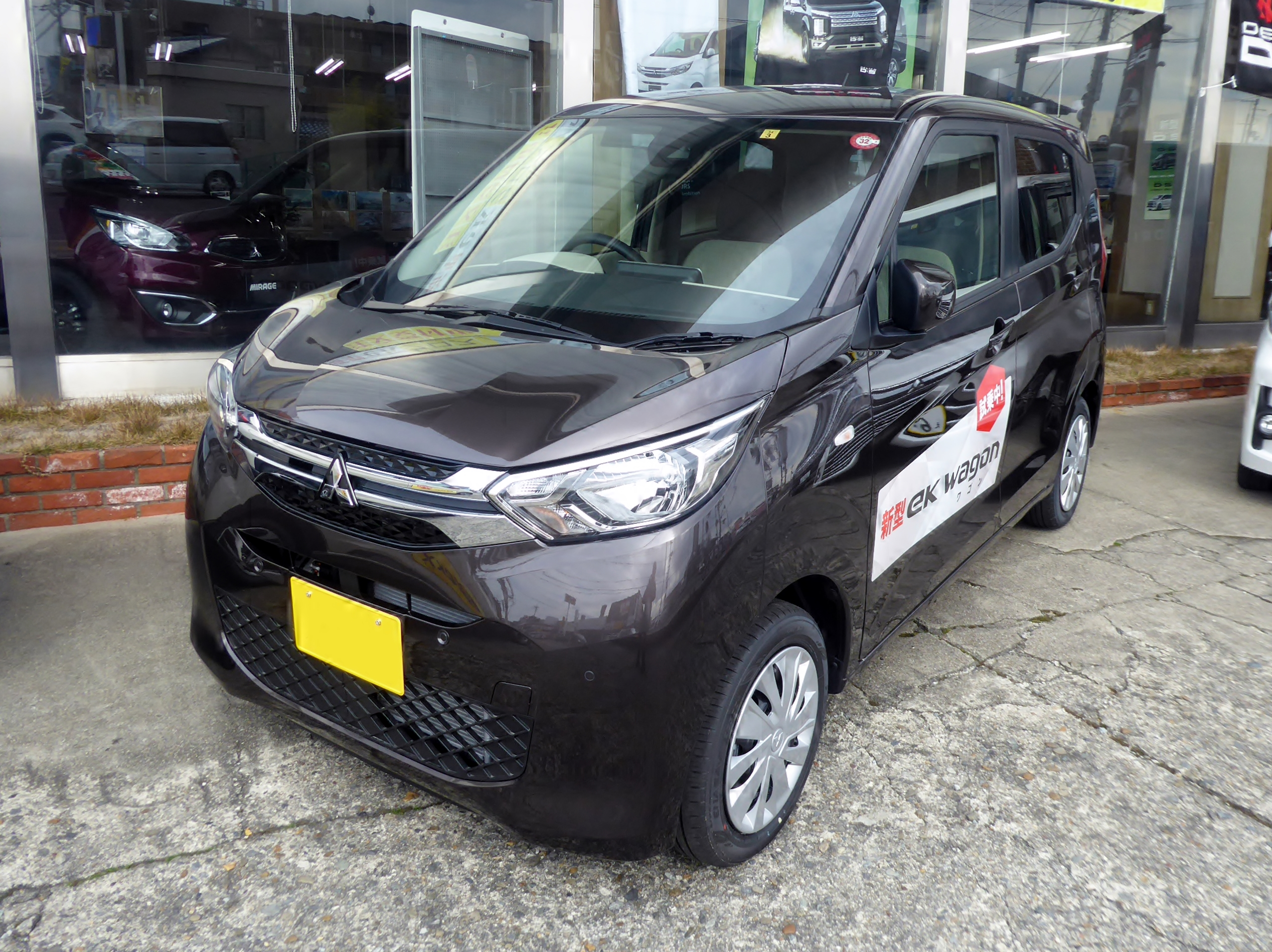
Mitsubishi eK Wagon (2001-Presente)
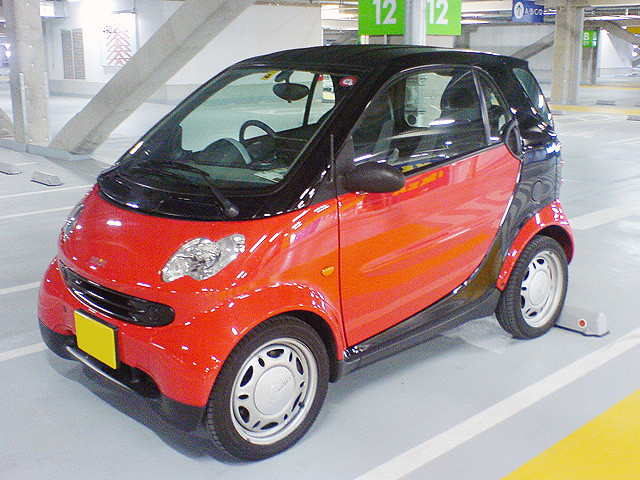
Smart K (2001-2004)
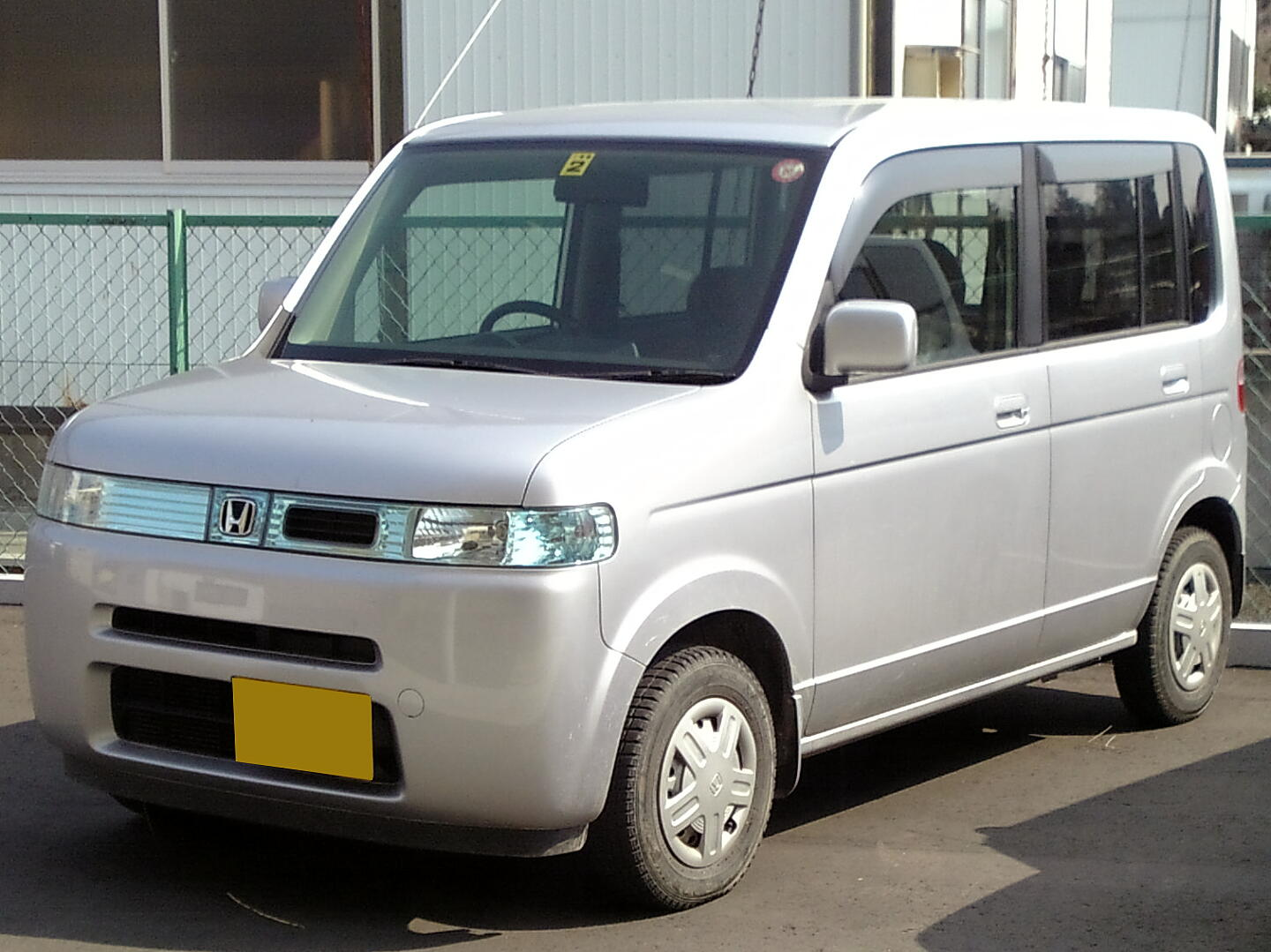
Honda That's (2002–2007)
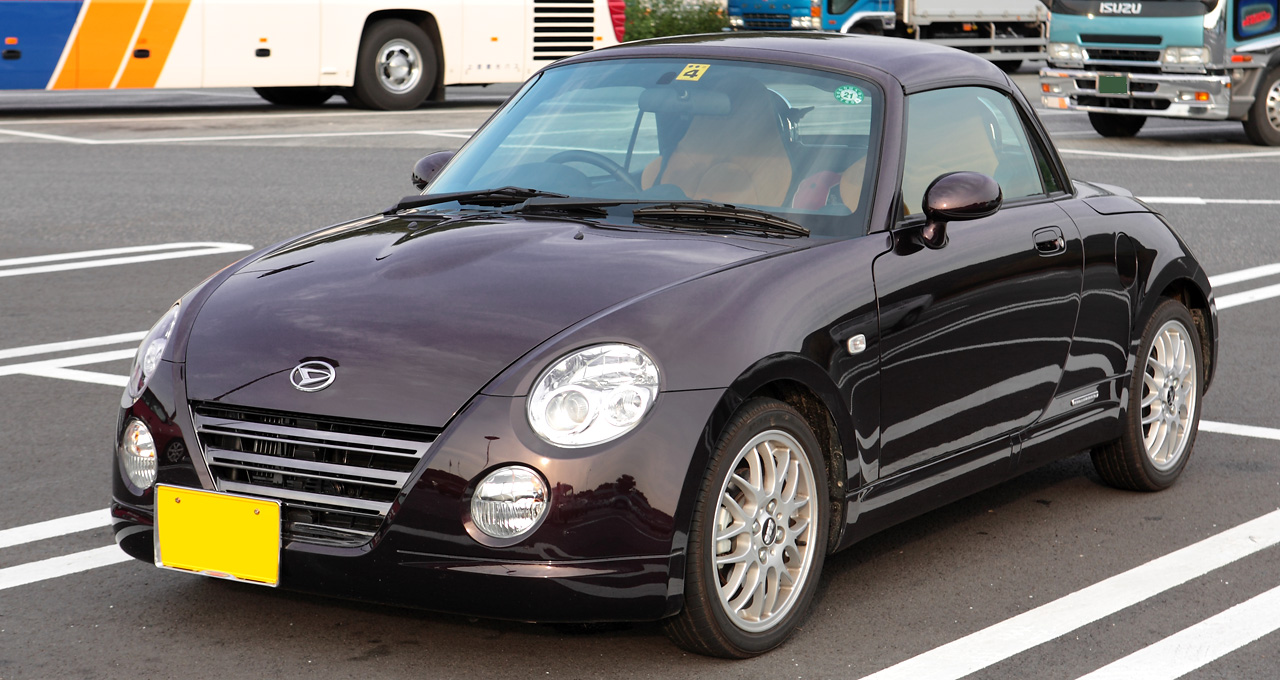
Daihatsu Copen (2002–2012)
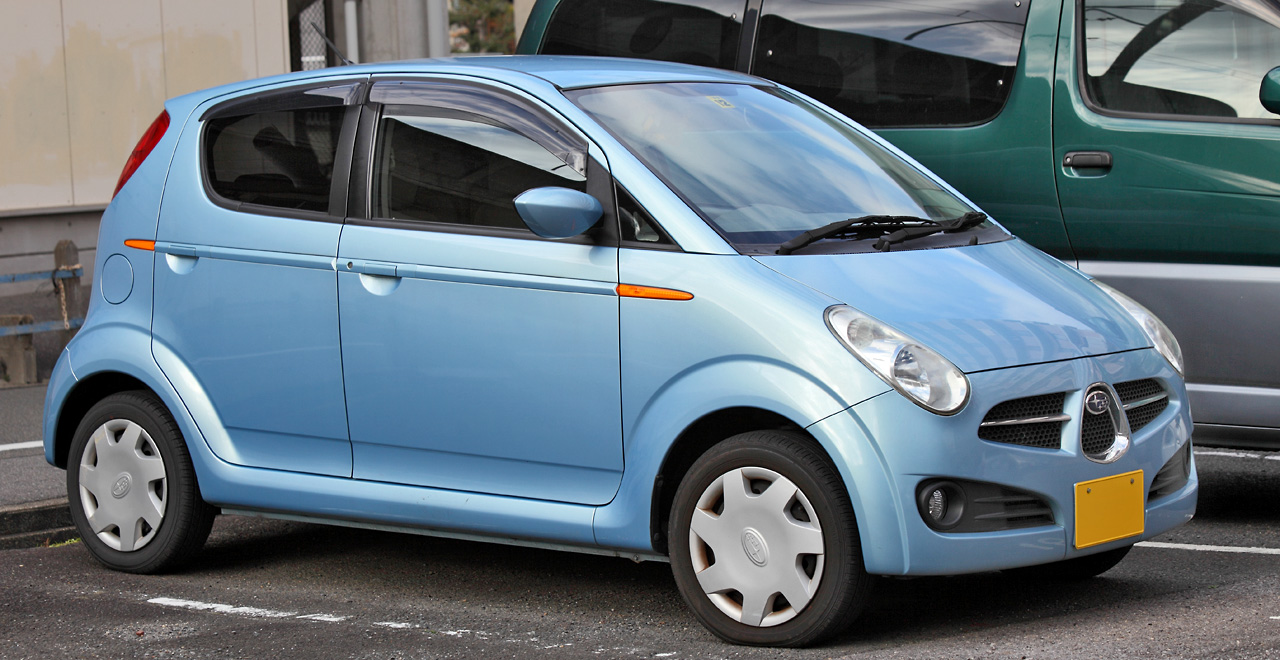
Subaru R2 (2003-2010)
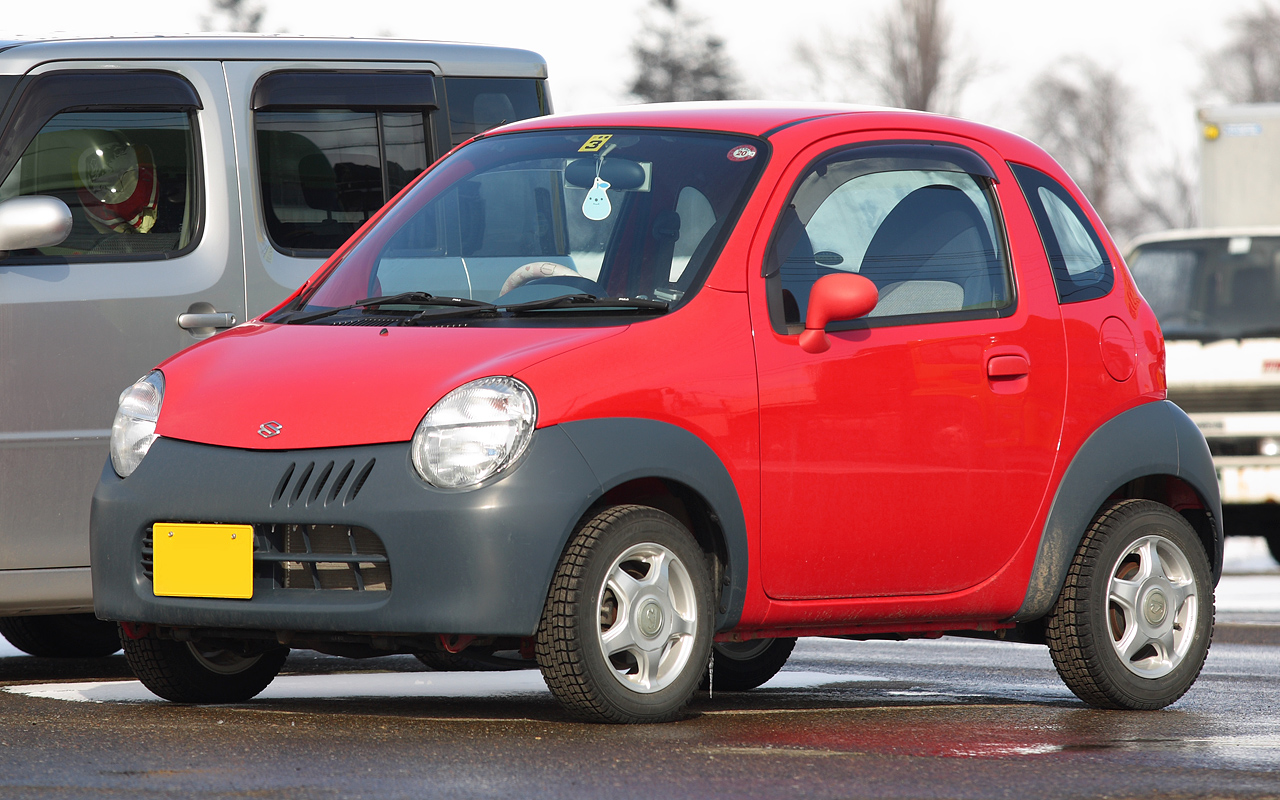
Suzuki Twin (2003-2005)
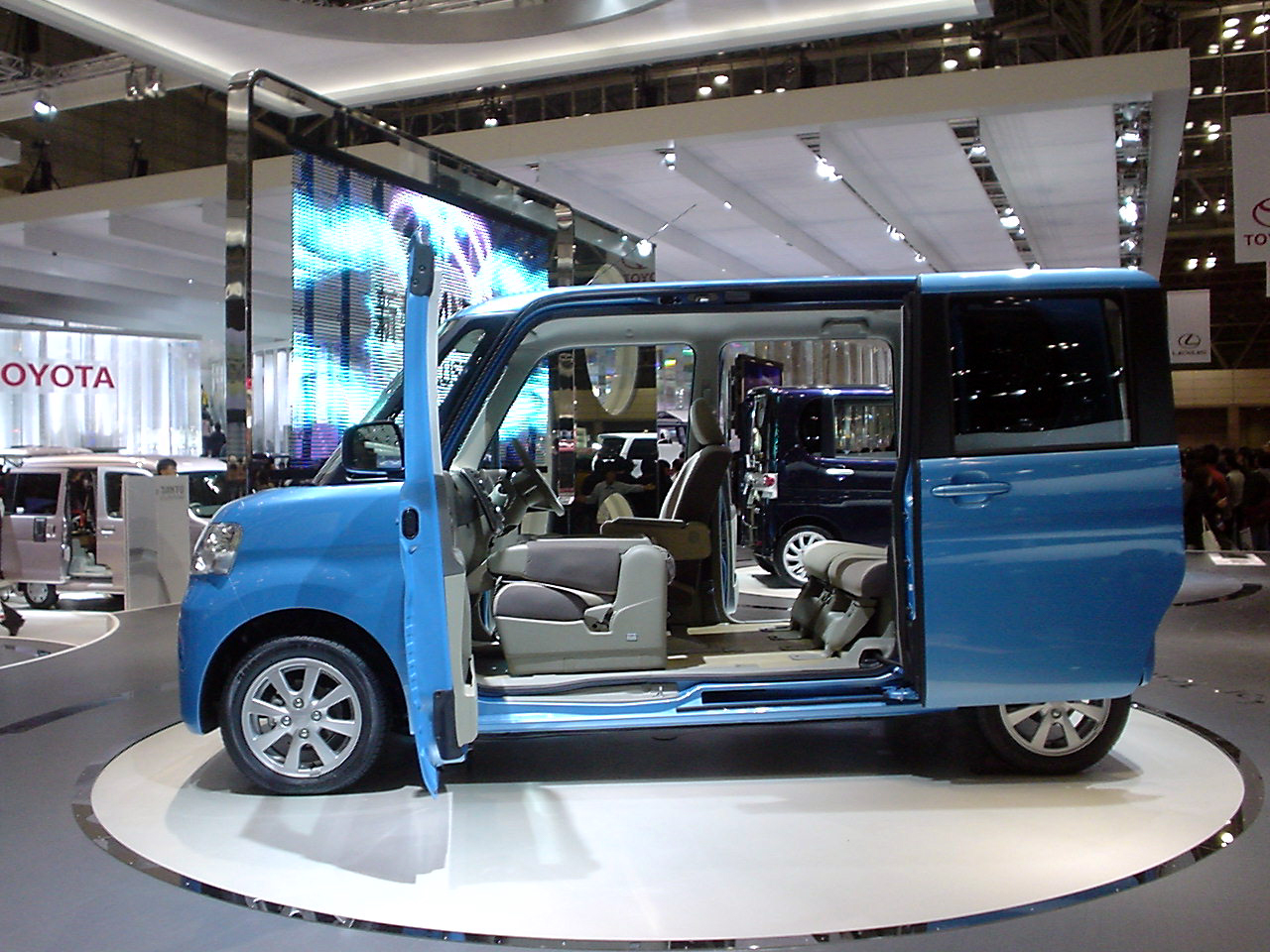
Daihatsu Tanto (2003-Presente)
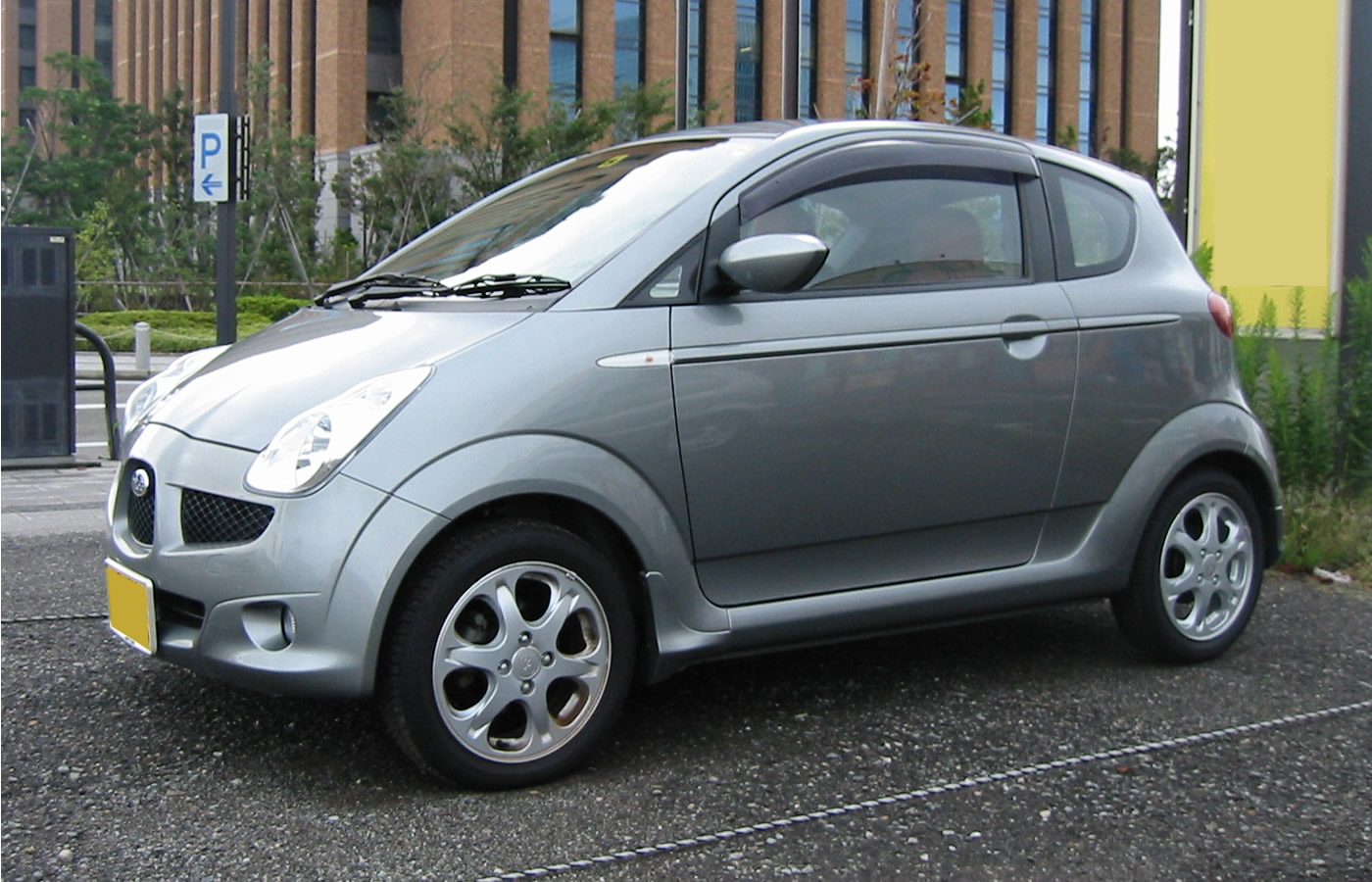
Subaru R1 (2005-2010)
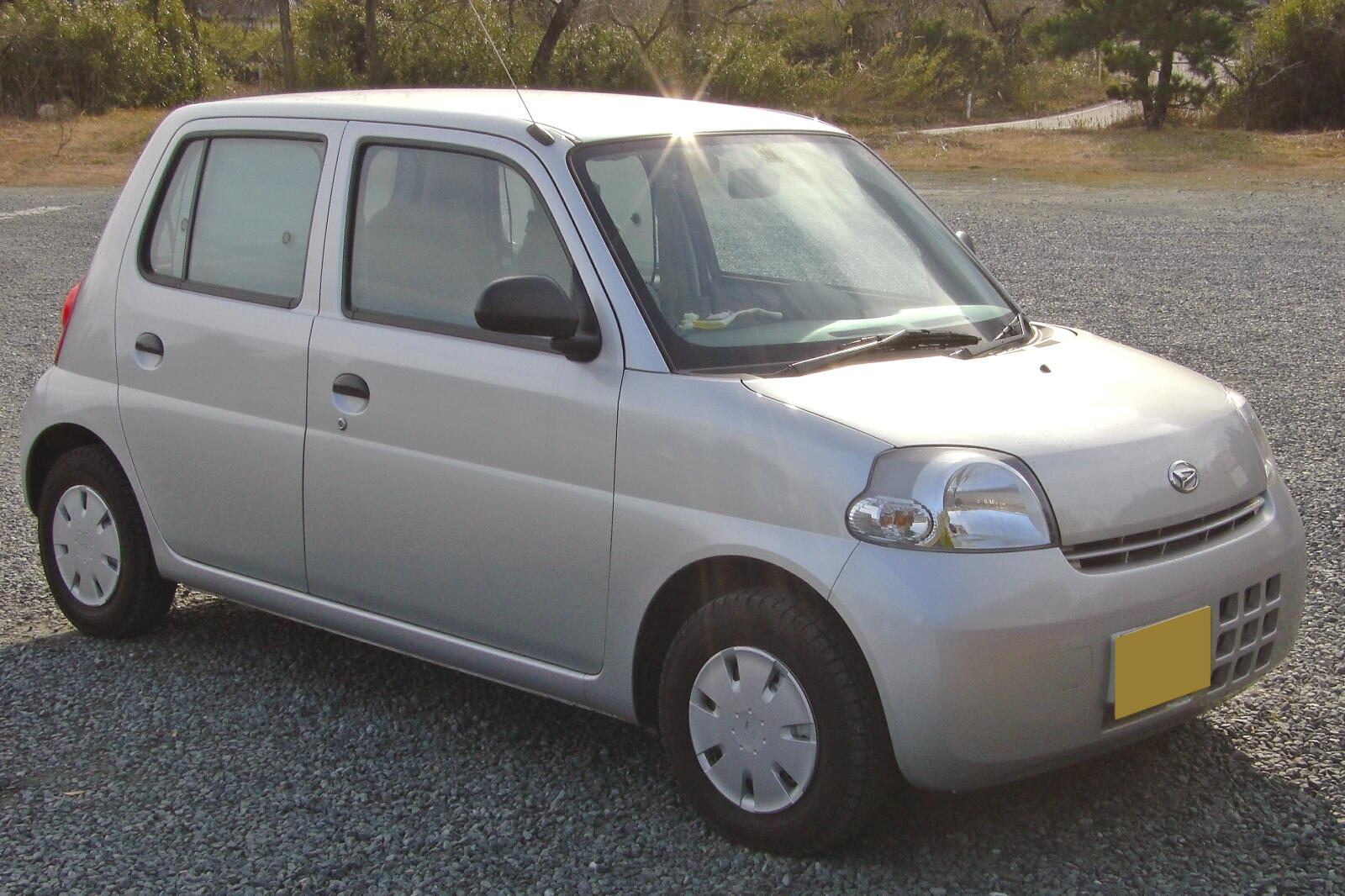
Daihatsu Esse (2005-2011)
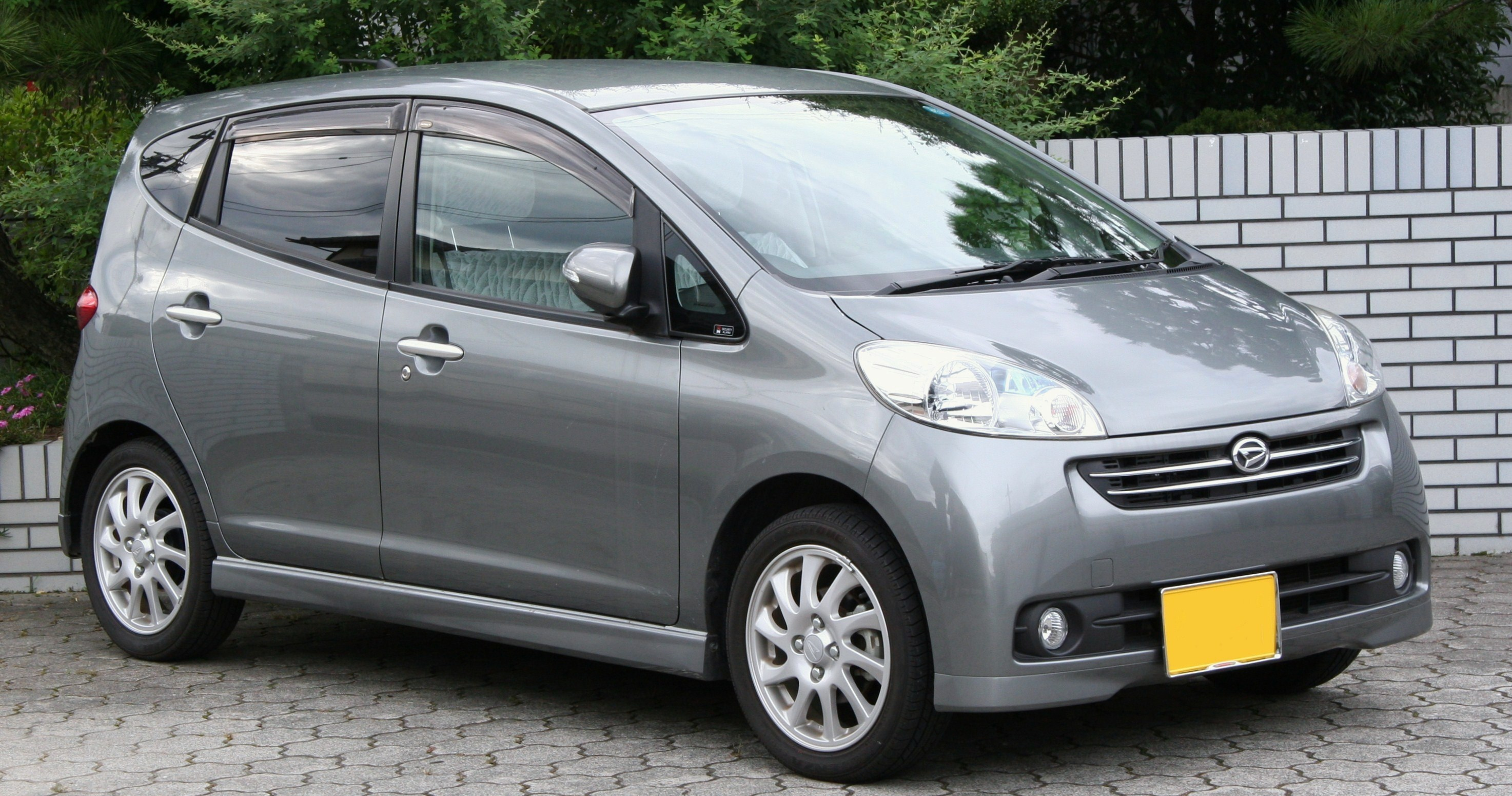
Daihatsu Sonica (2006-2009)
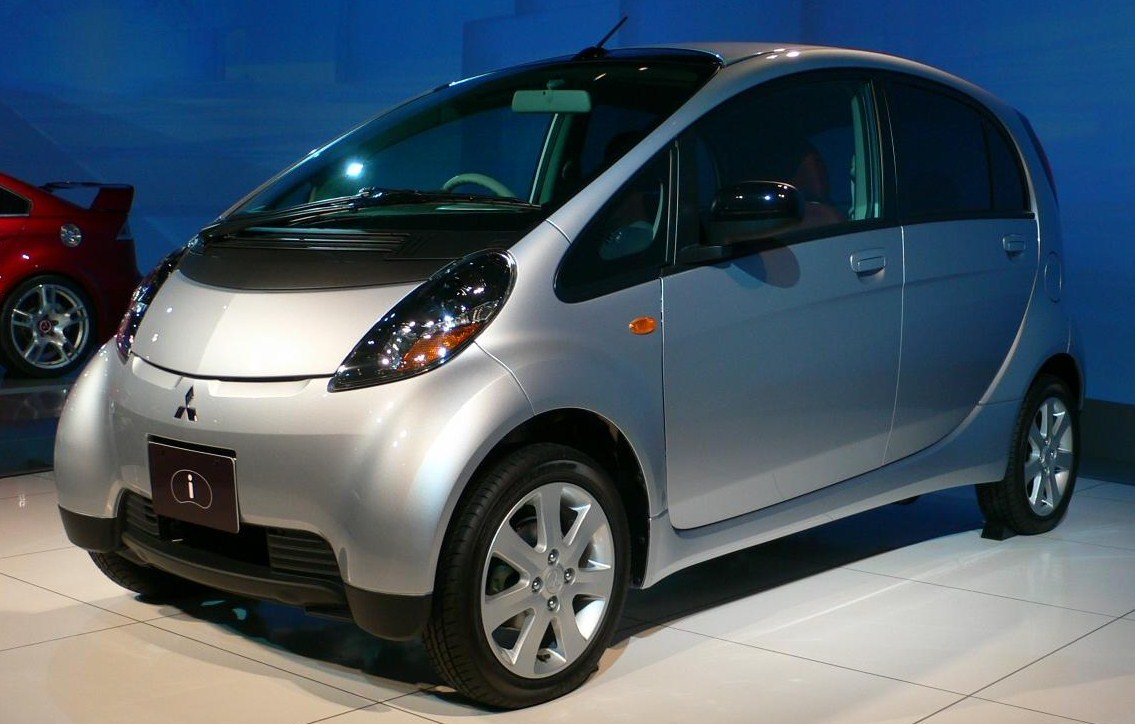
Mitsubishi i (2006-2013)
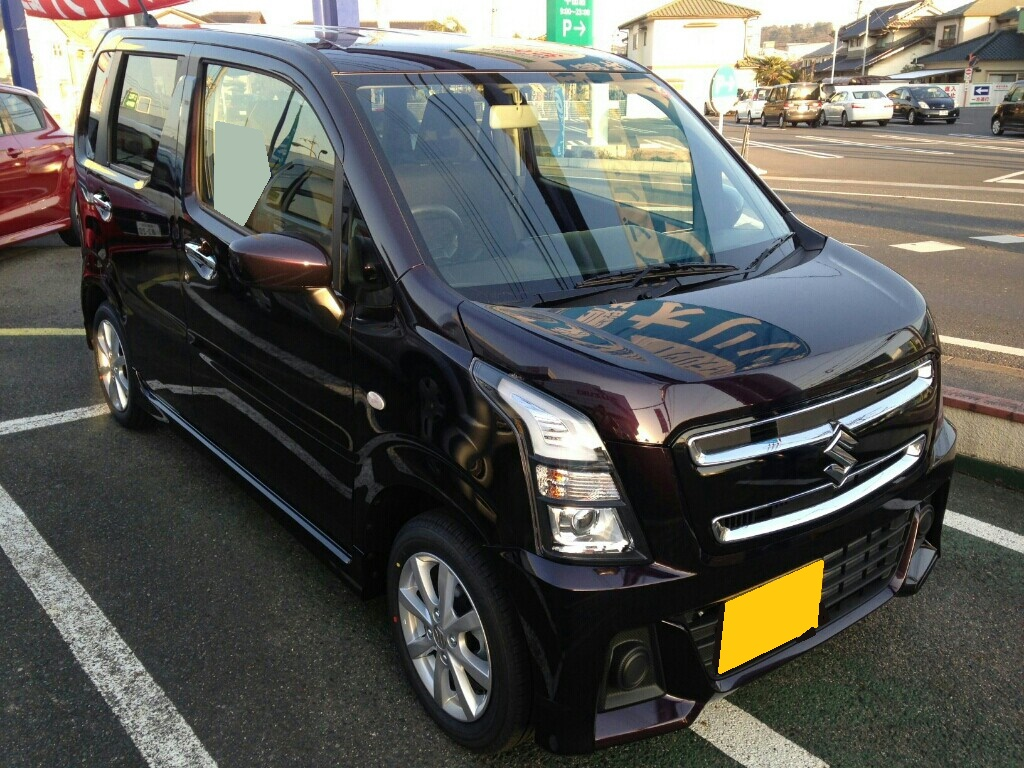
Suzuki Wagon-R Stingray (2007-Presente)
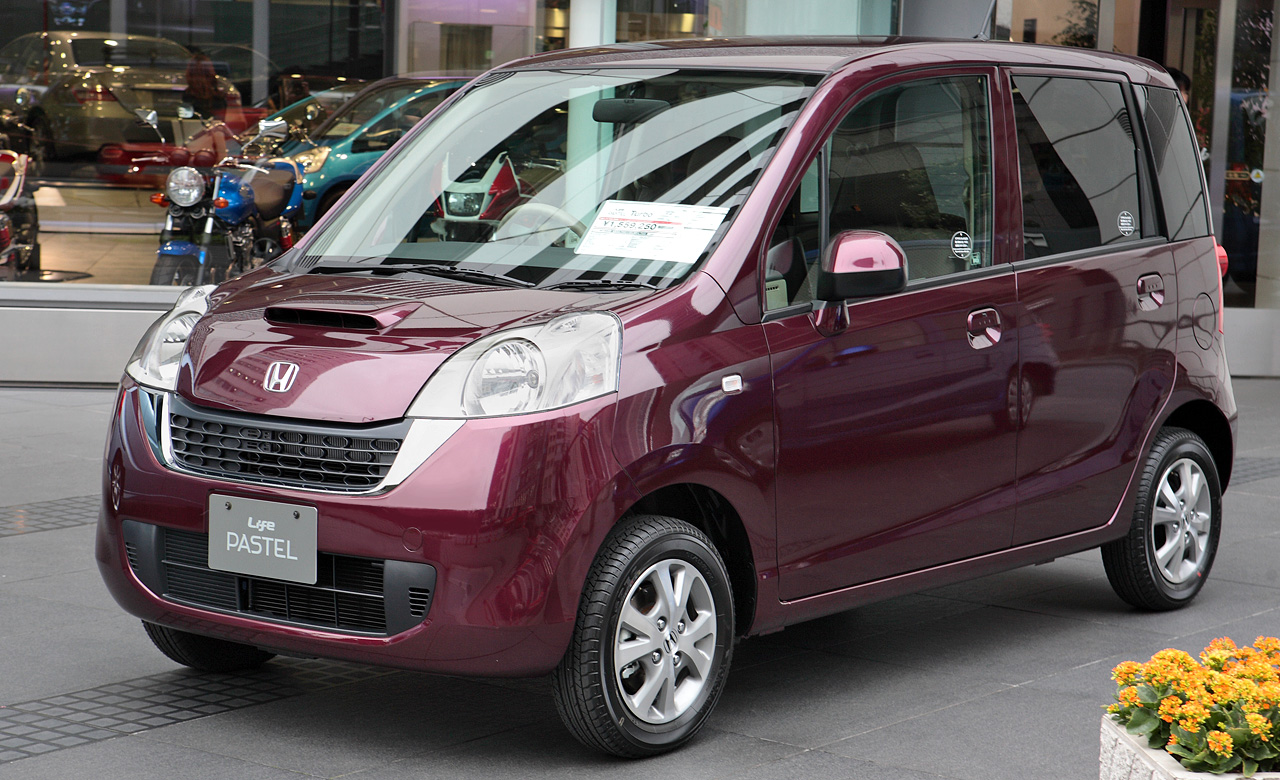
Honda Life Pastel (2008-2010)
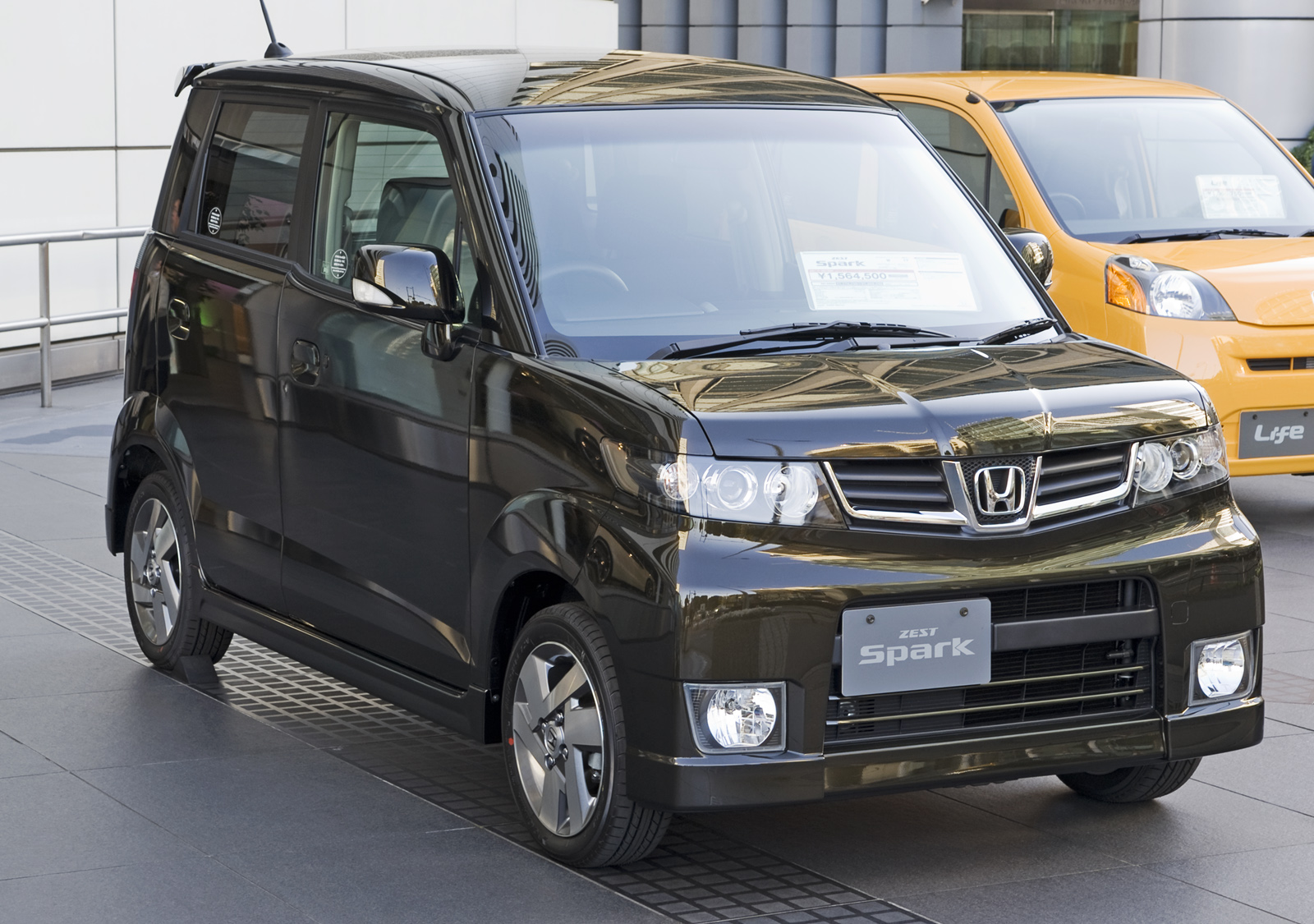
Honda Zest Spark (2008-2012)
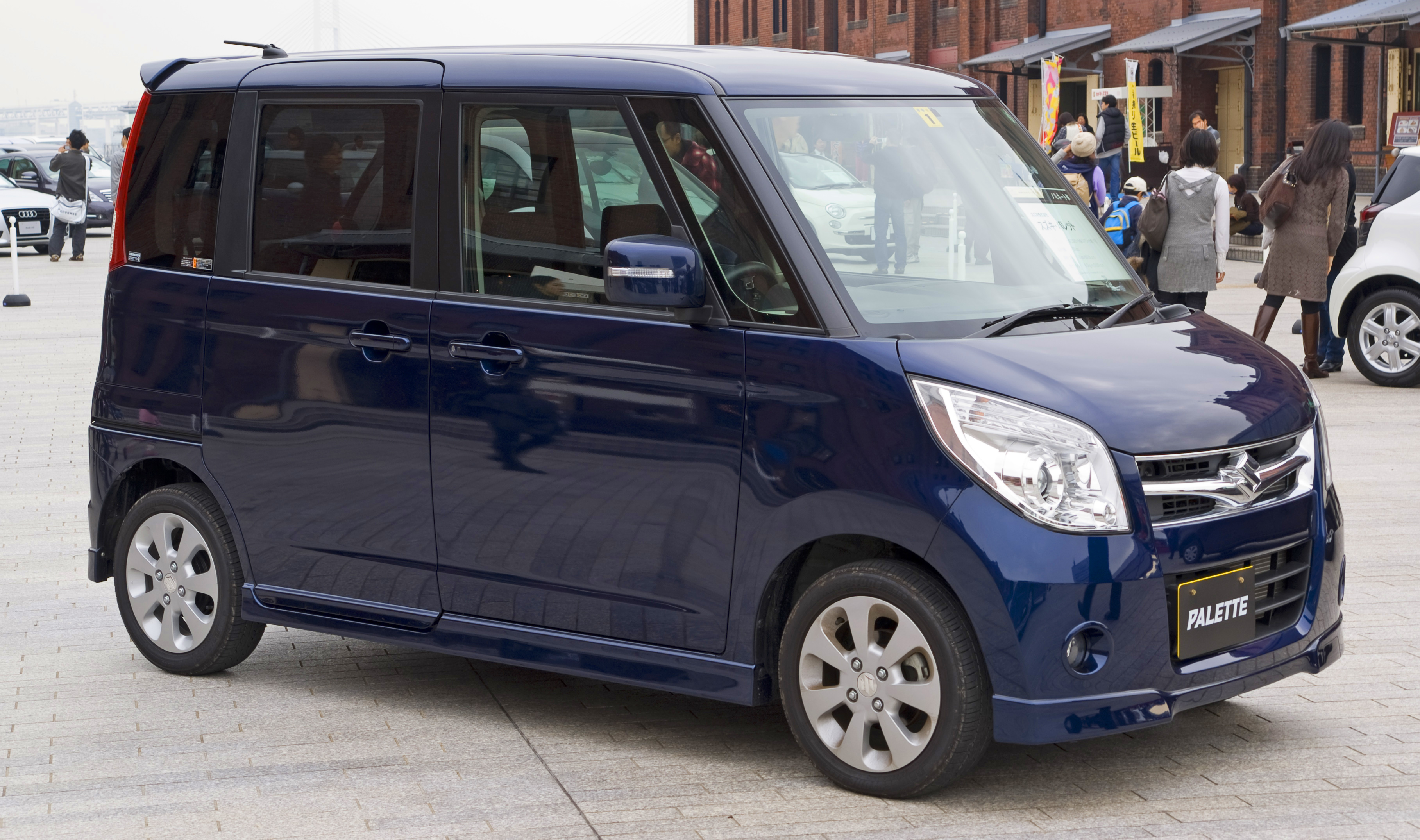
Suzuki Palette (2008-2013)
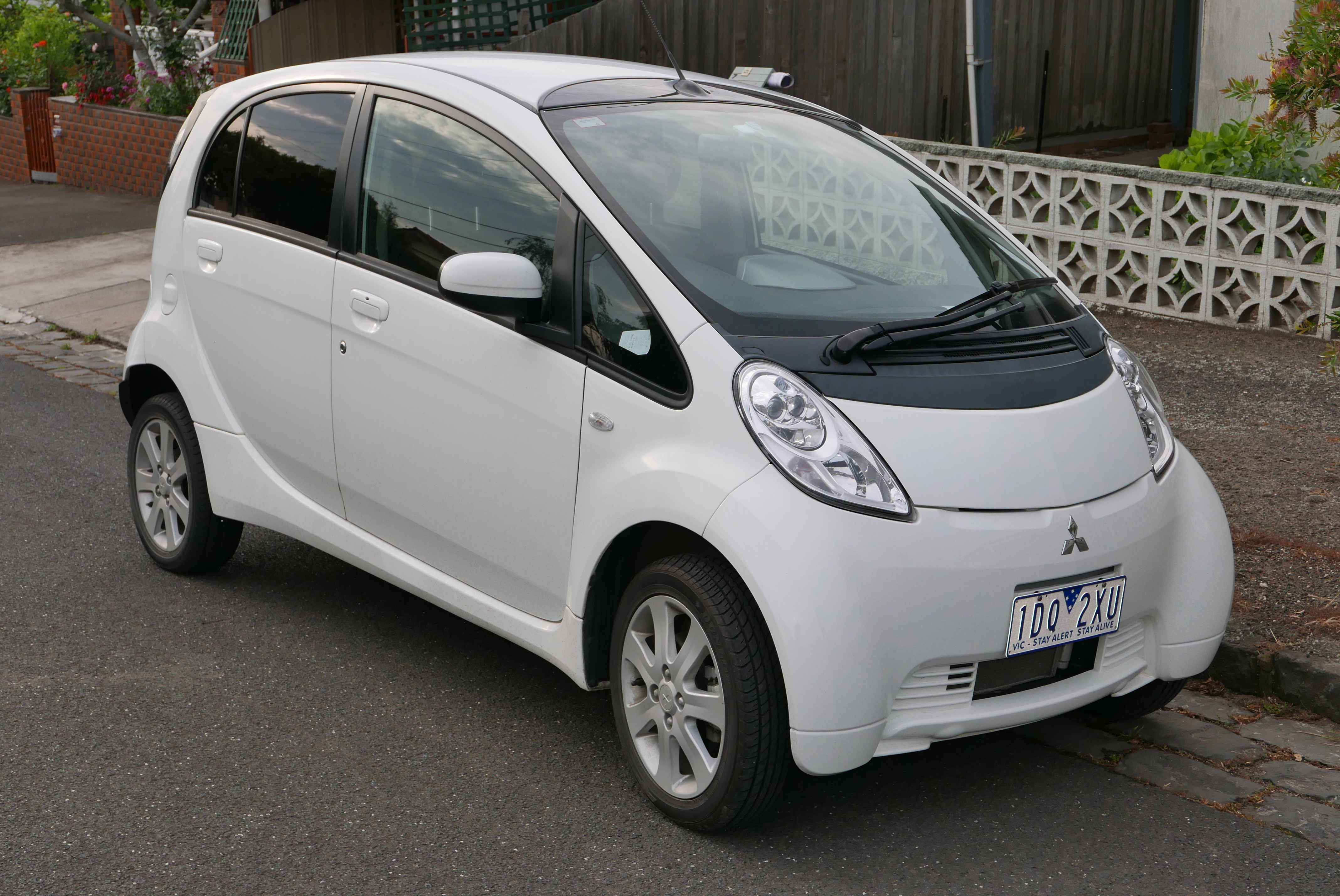
Mitsubishi i-MiEV (2009-2021)
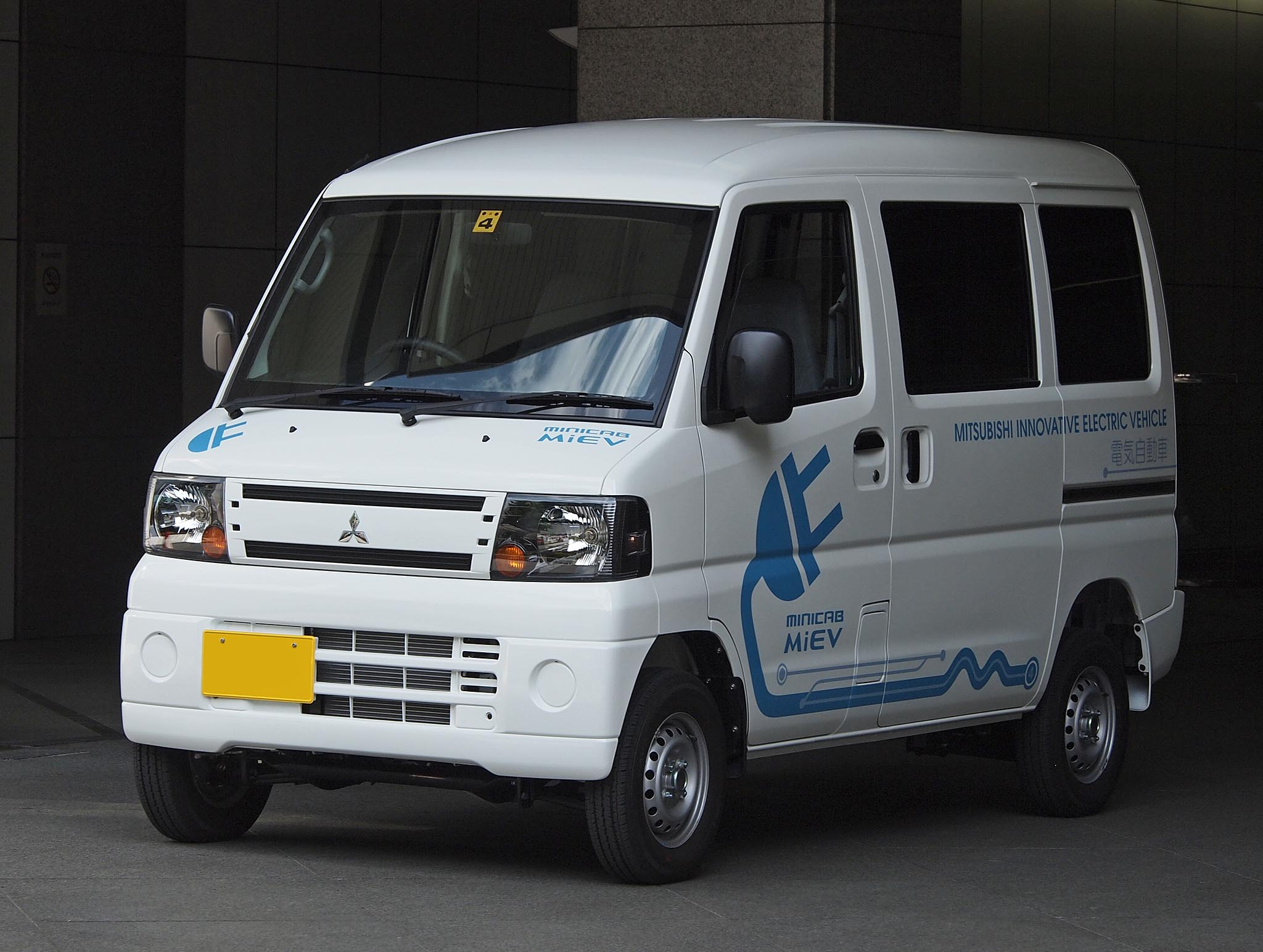
Mistubishi Minicab MiEV (2011-Presente)
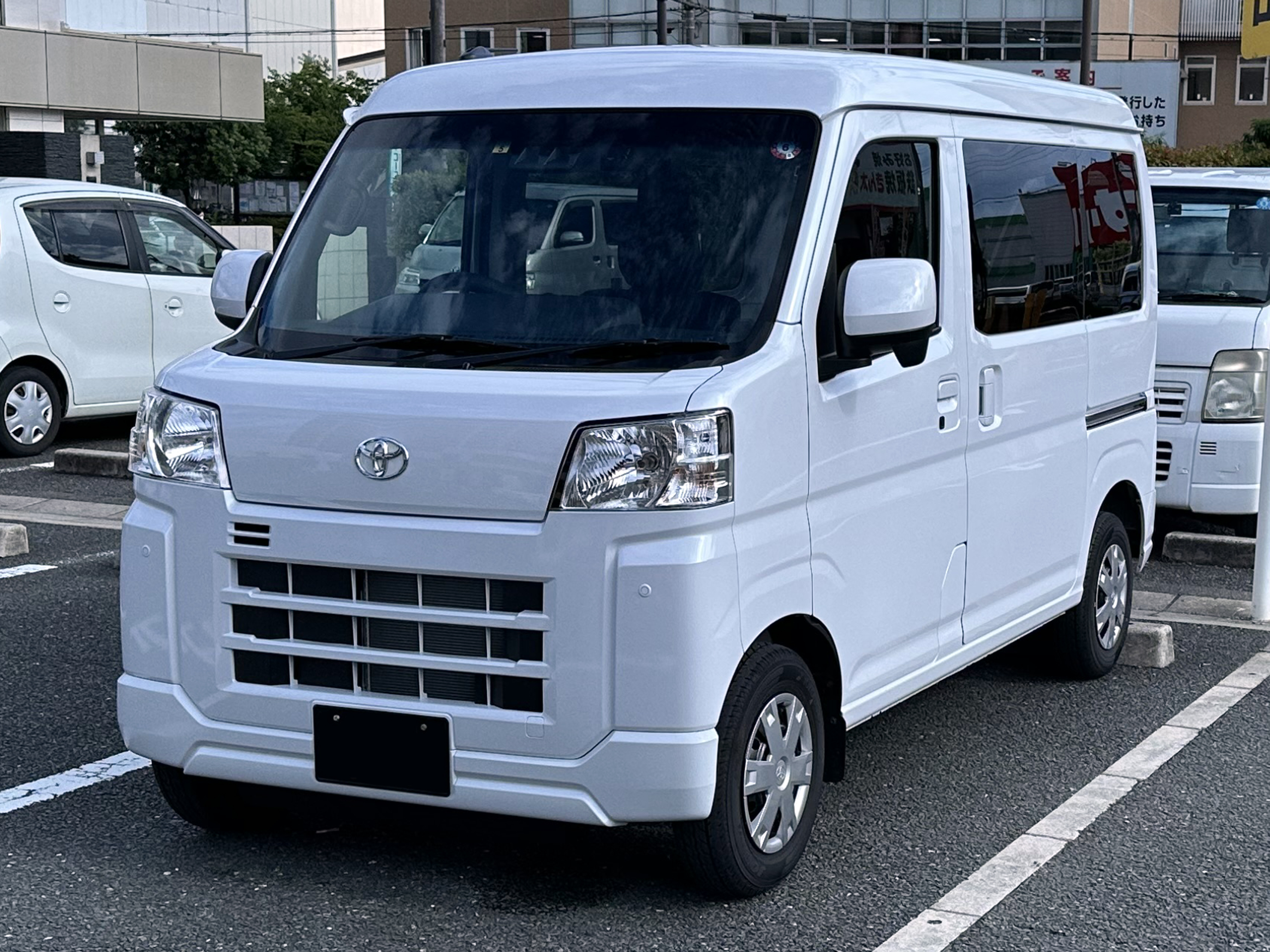
Toyota Pixis Van (2011-Presente)
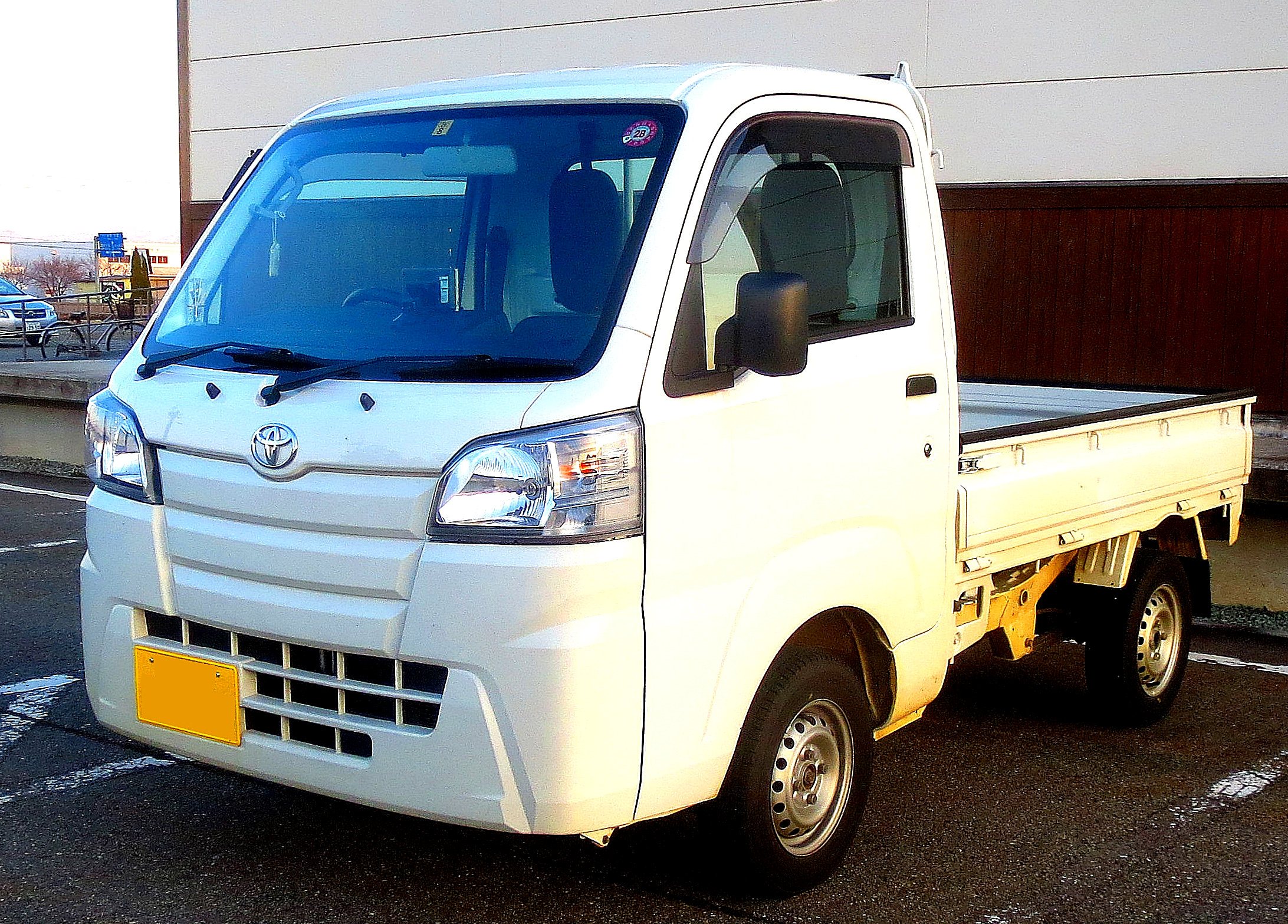
Toyota Pixis Truck (2011-Presente)
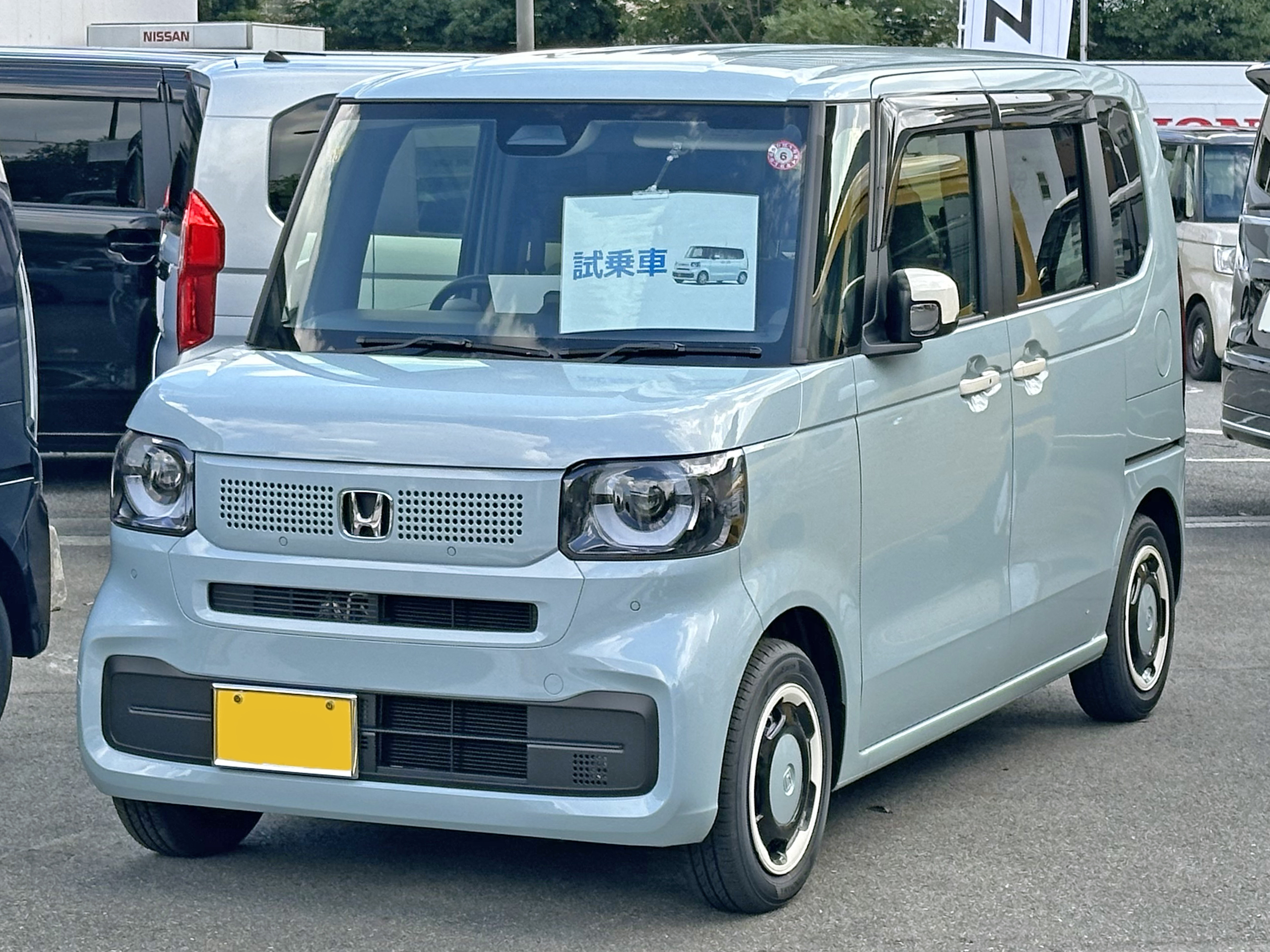
Honda N-BOX (2011-Presente)
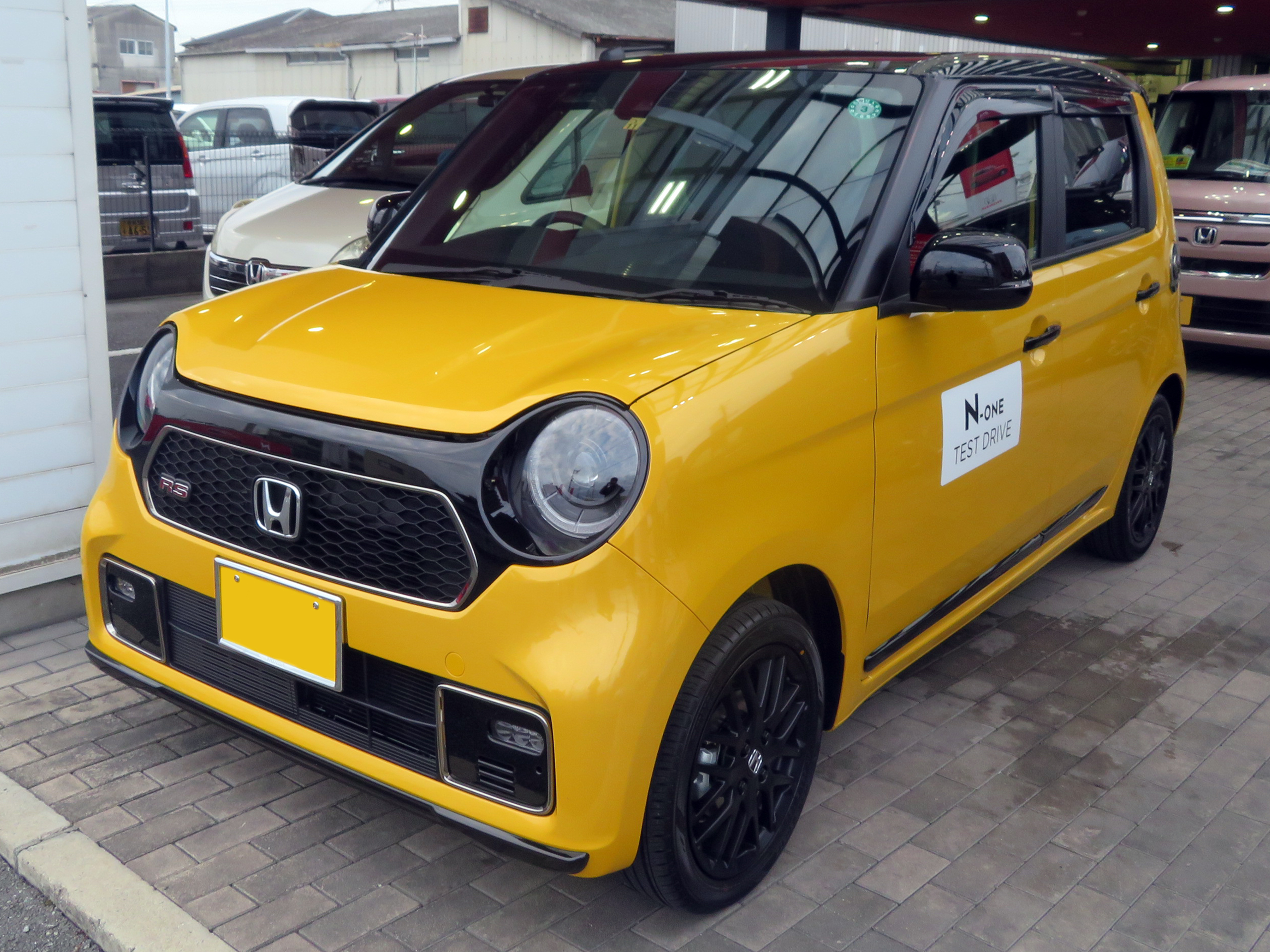
Honda N-ONE (2012-Presente)
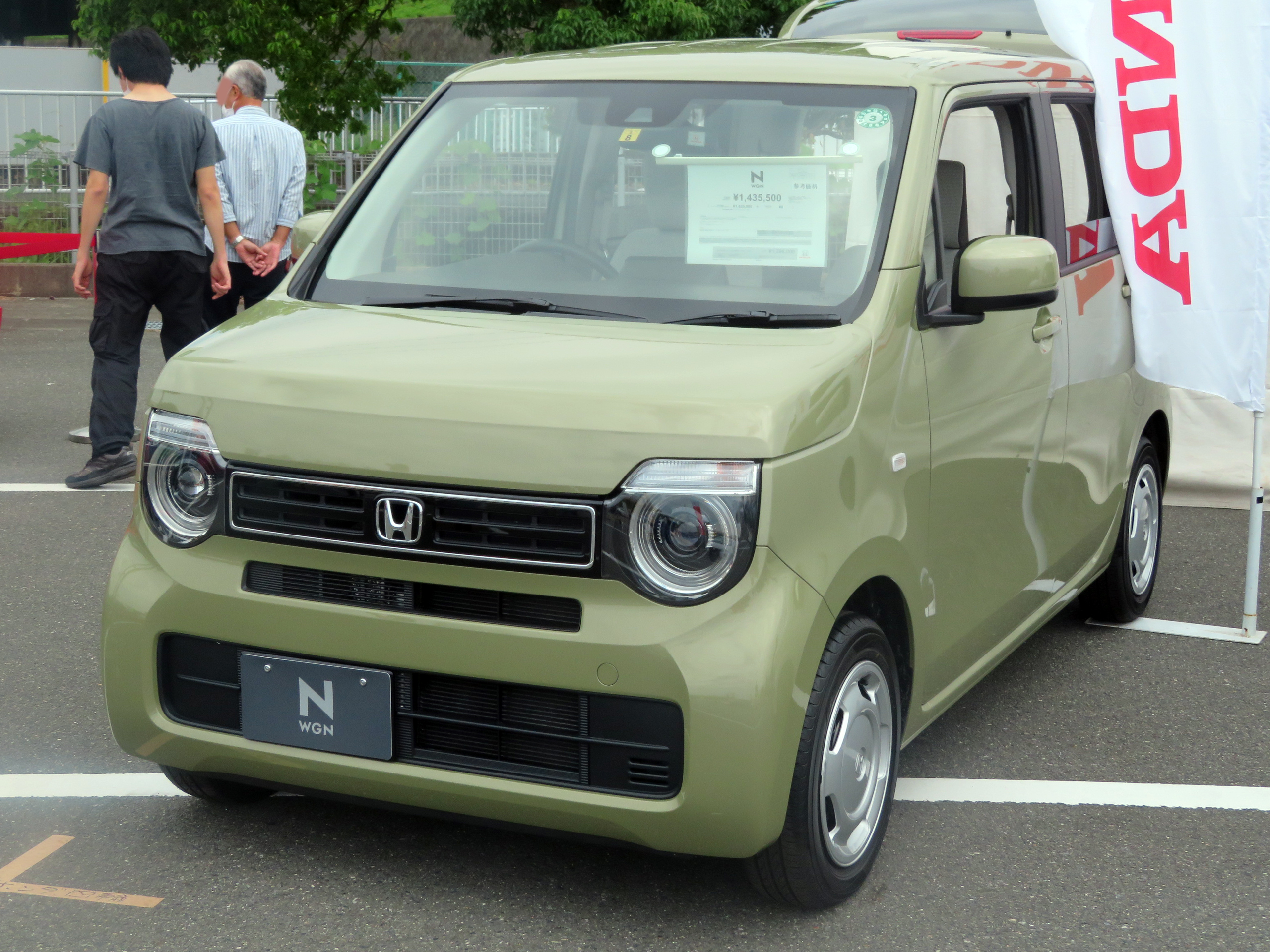
Honda N-WGN (2013-Presente)
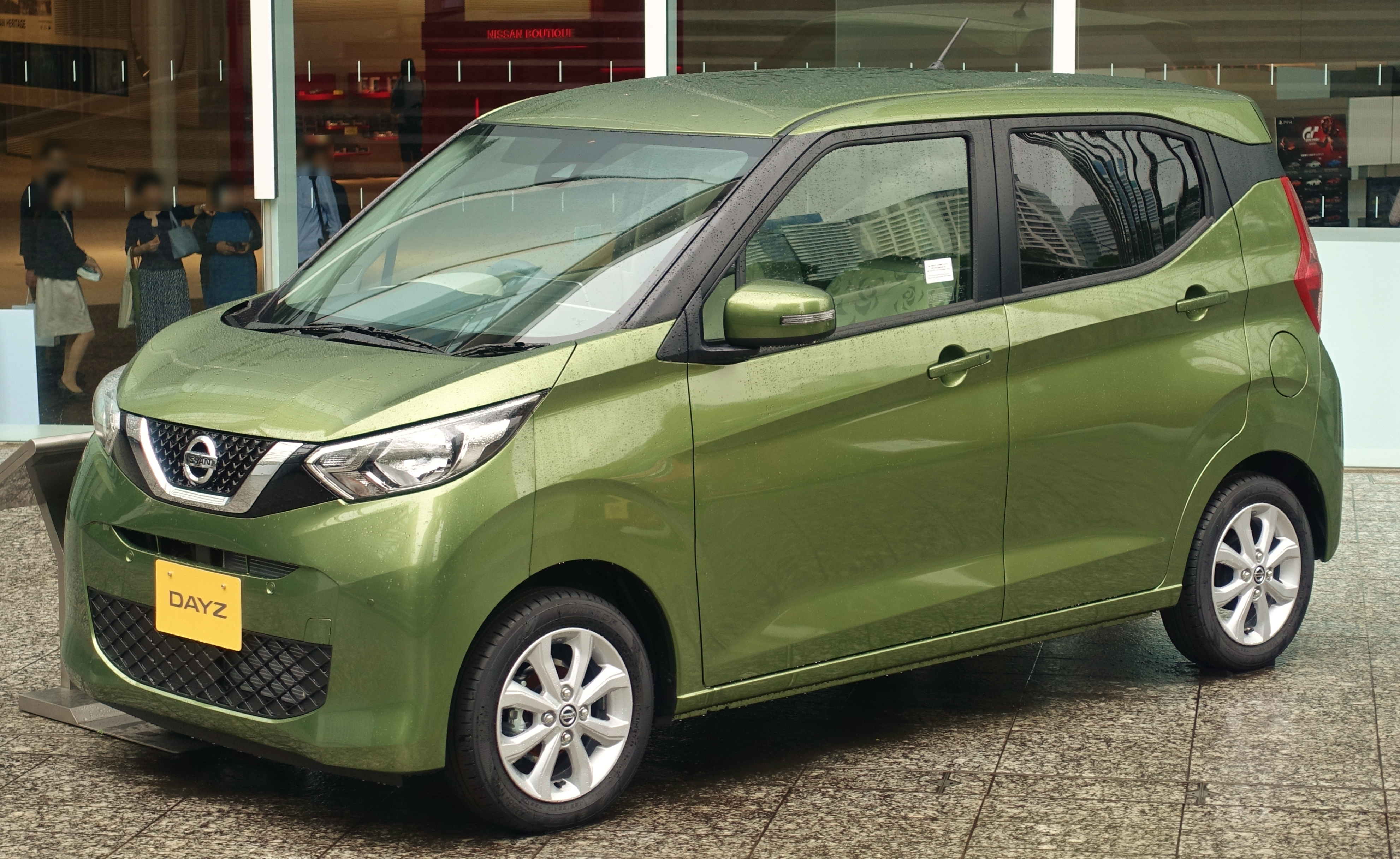
Nissan Dayz (2013-Presente)
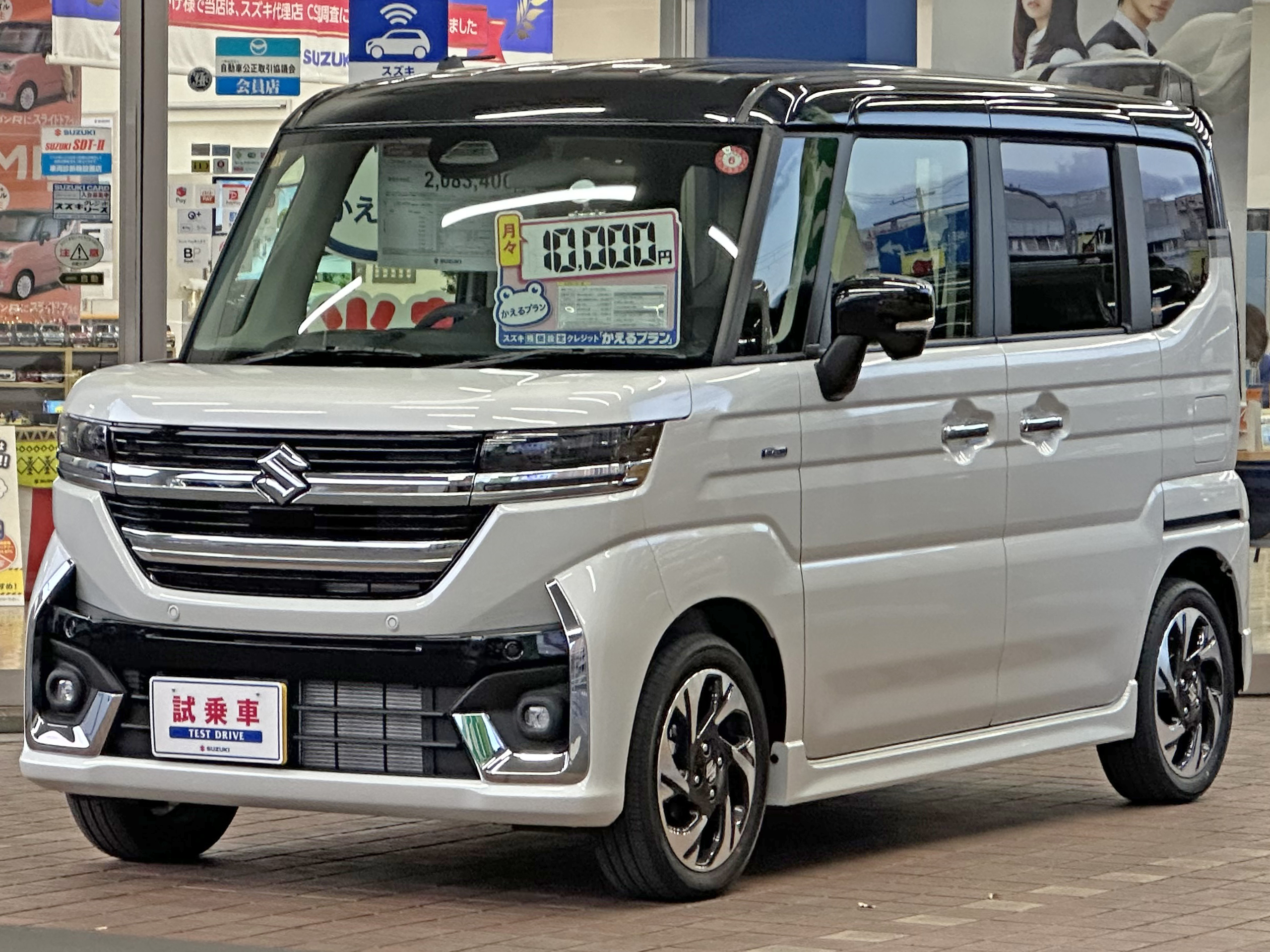
Suzuki Spacia (2013-Presente)
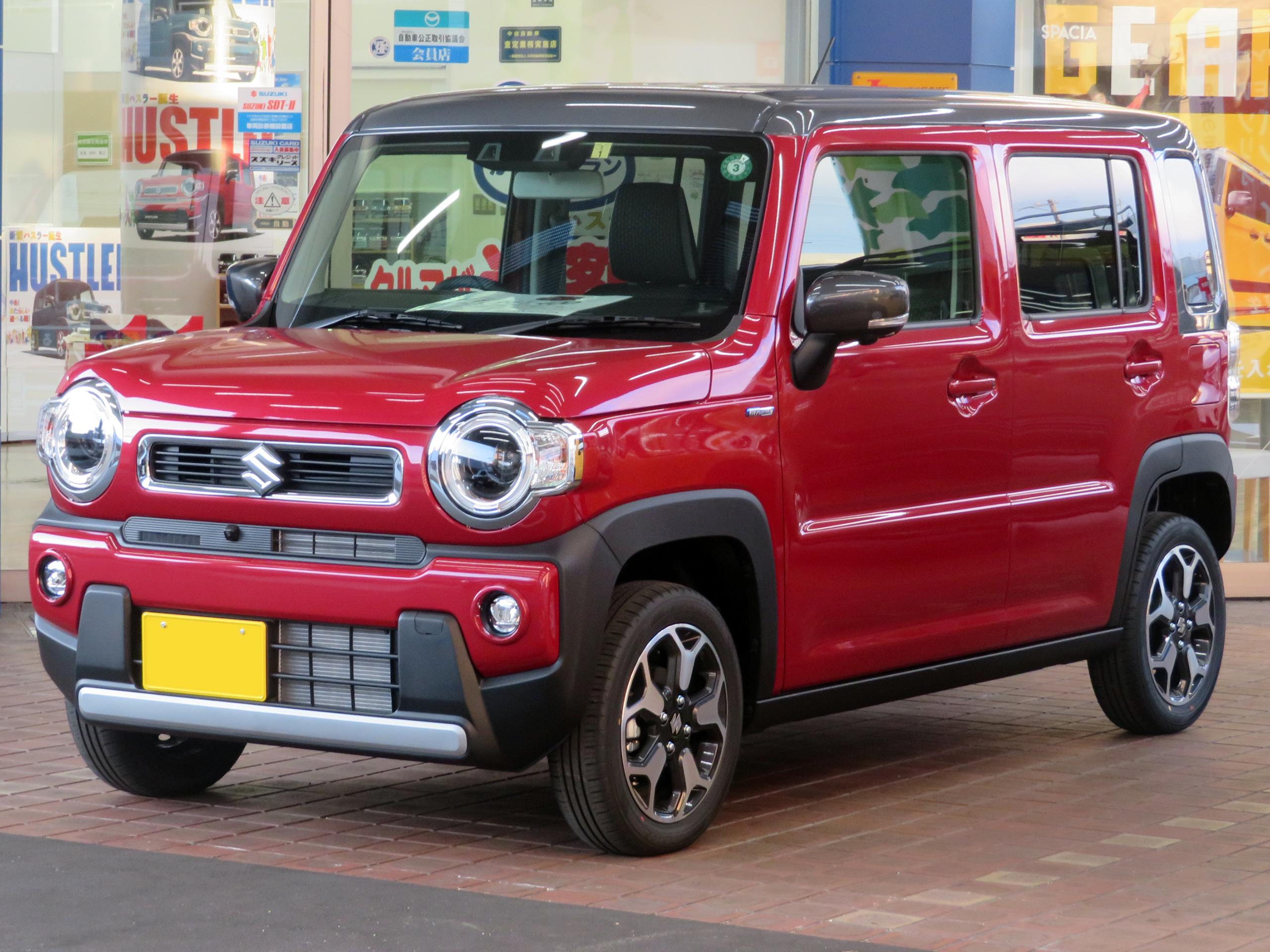
Suzuki Hustler (2014-Presente)
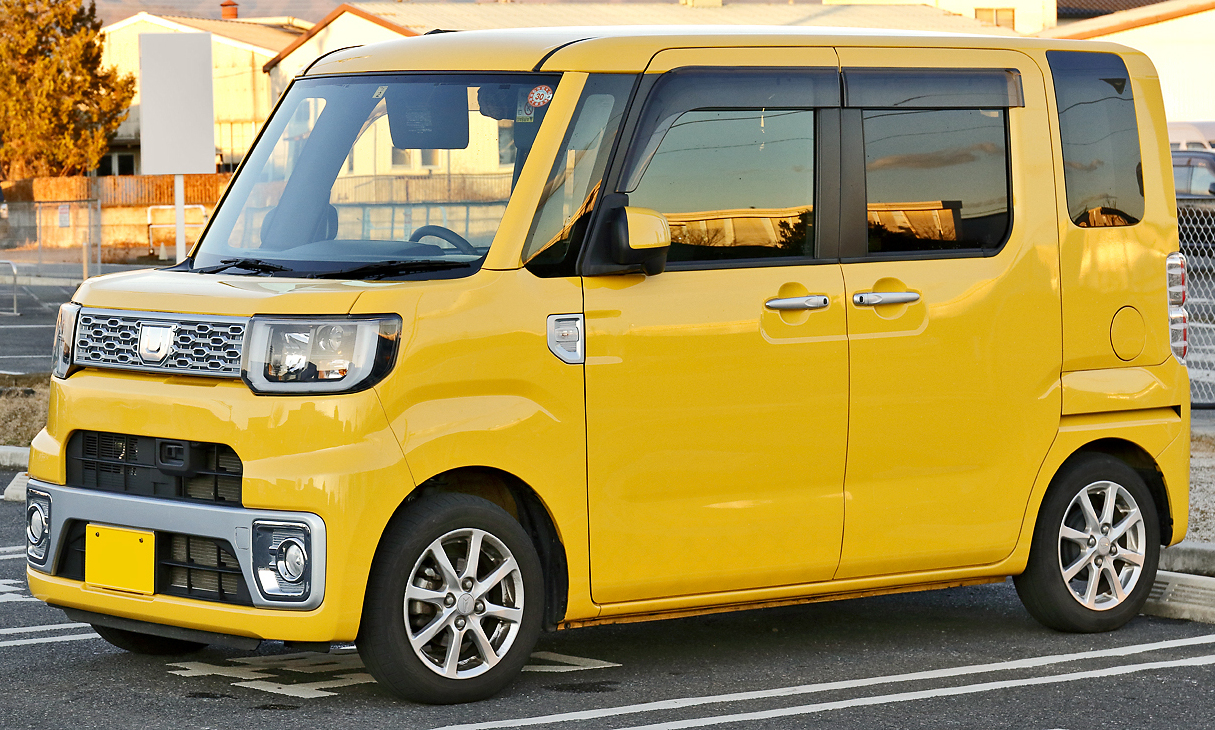
Daihatsu Wake (2014-2022)
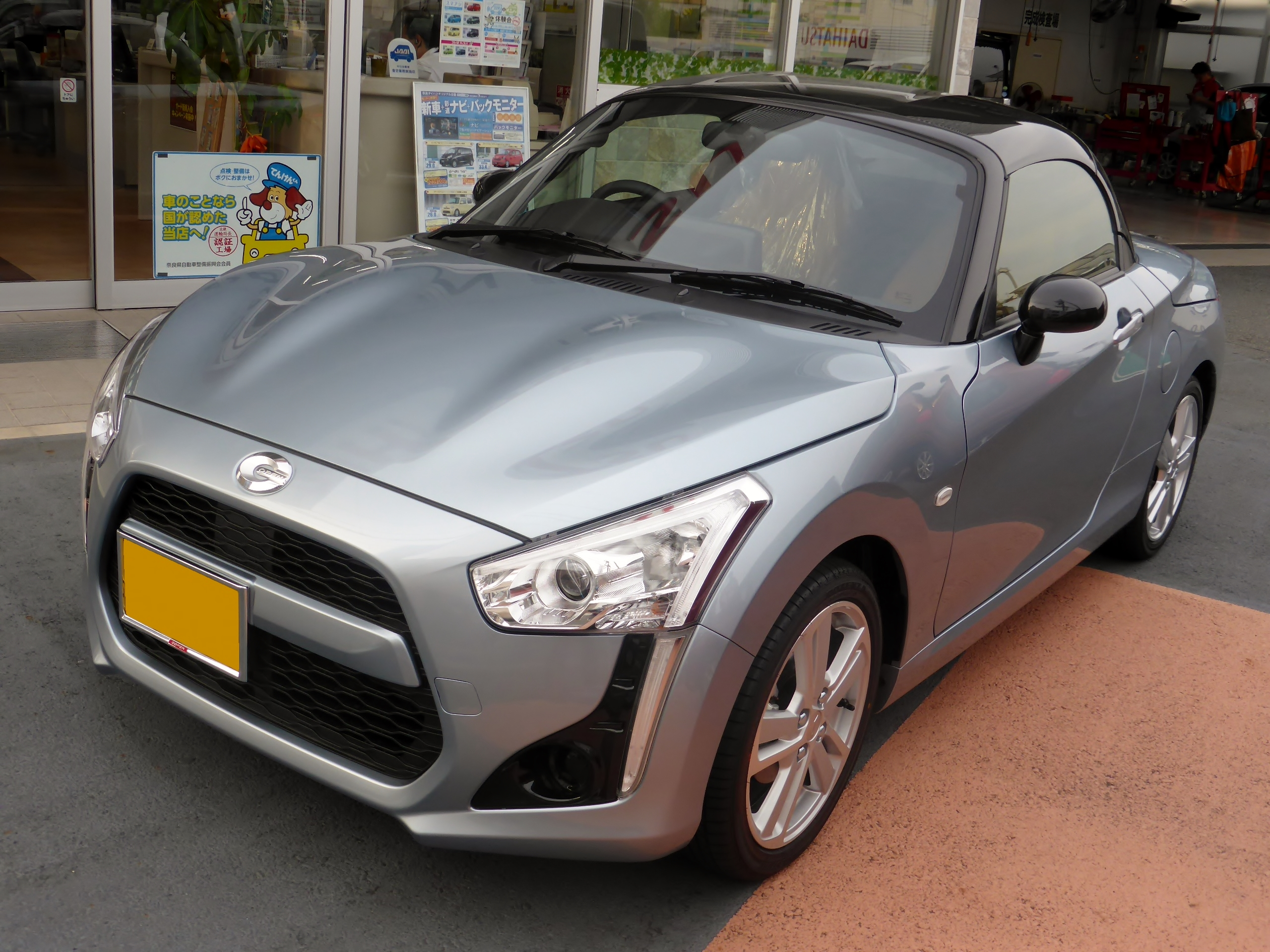
Daihatsu Copen Robe (2014-Presente)
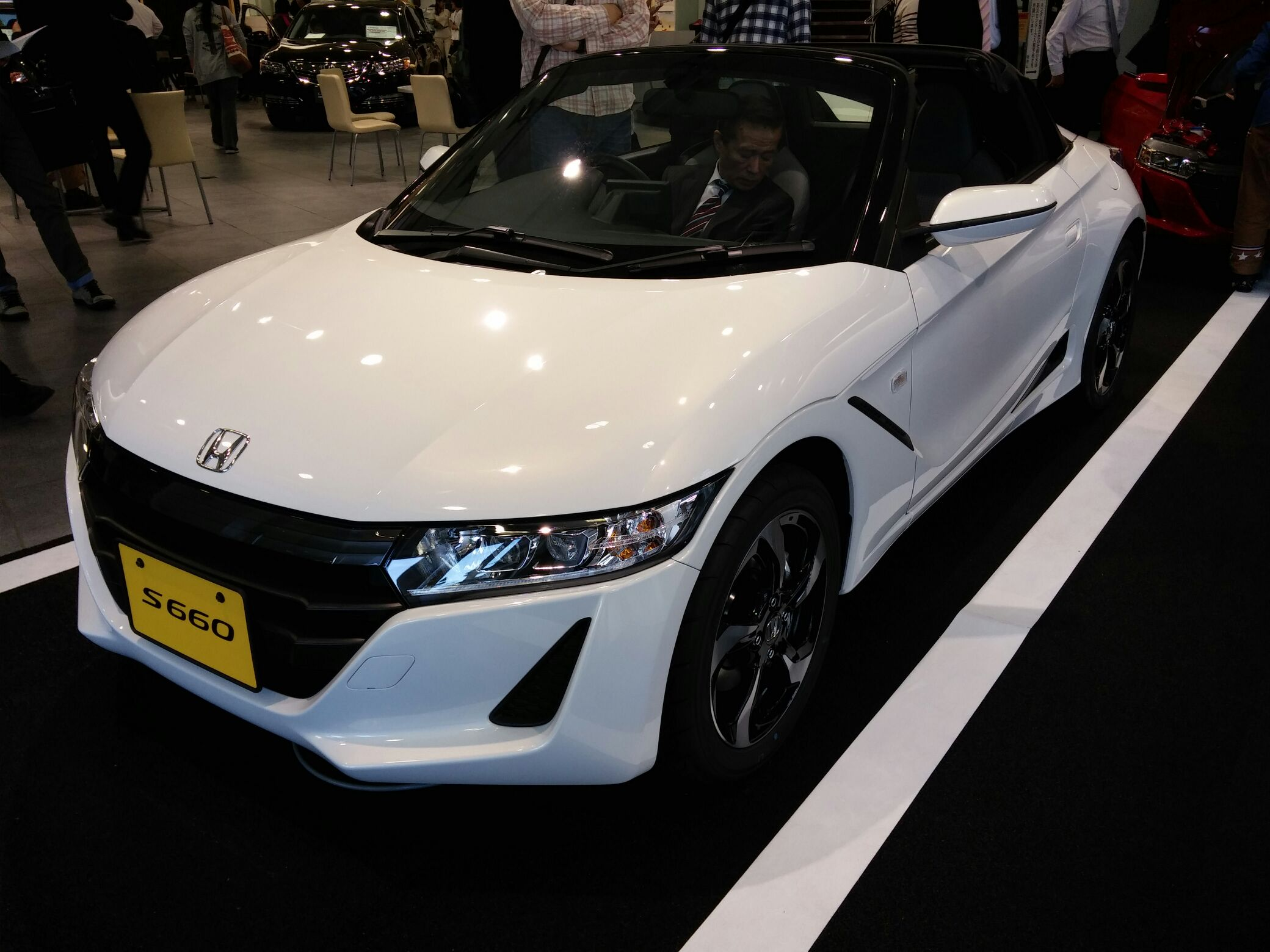
Honda S660 (2015-2022)
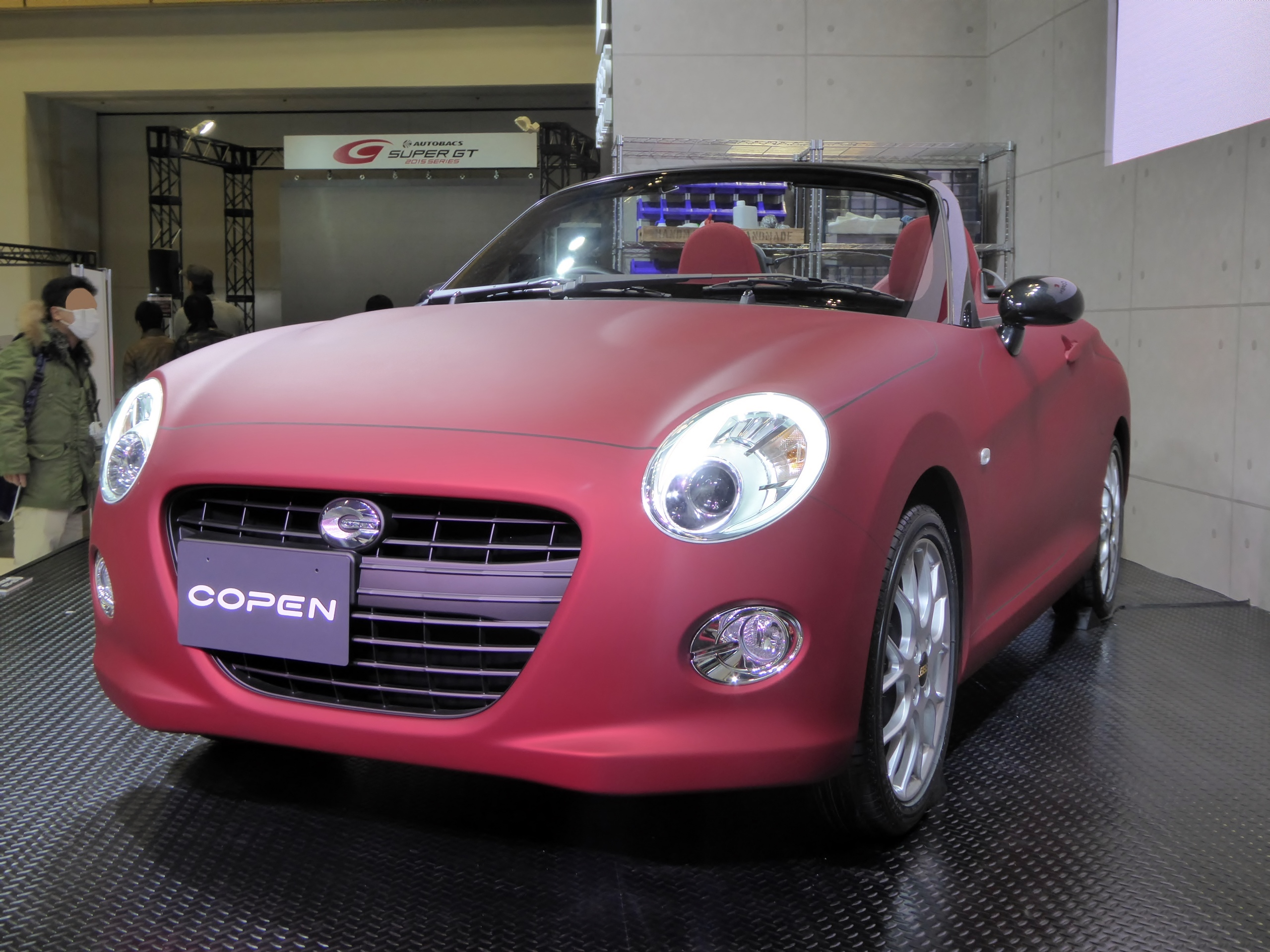
Daihatsu Copen Cero (2015-Presente)
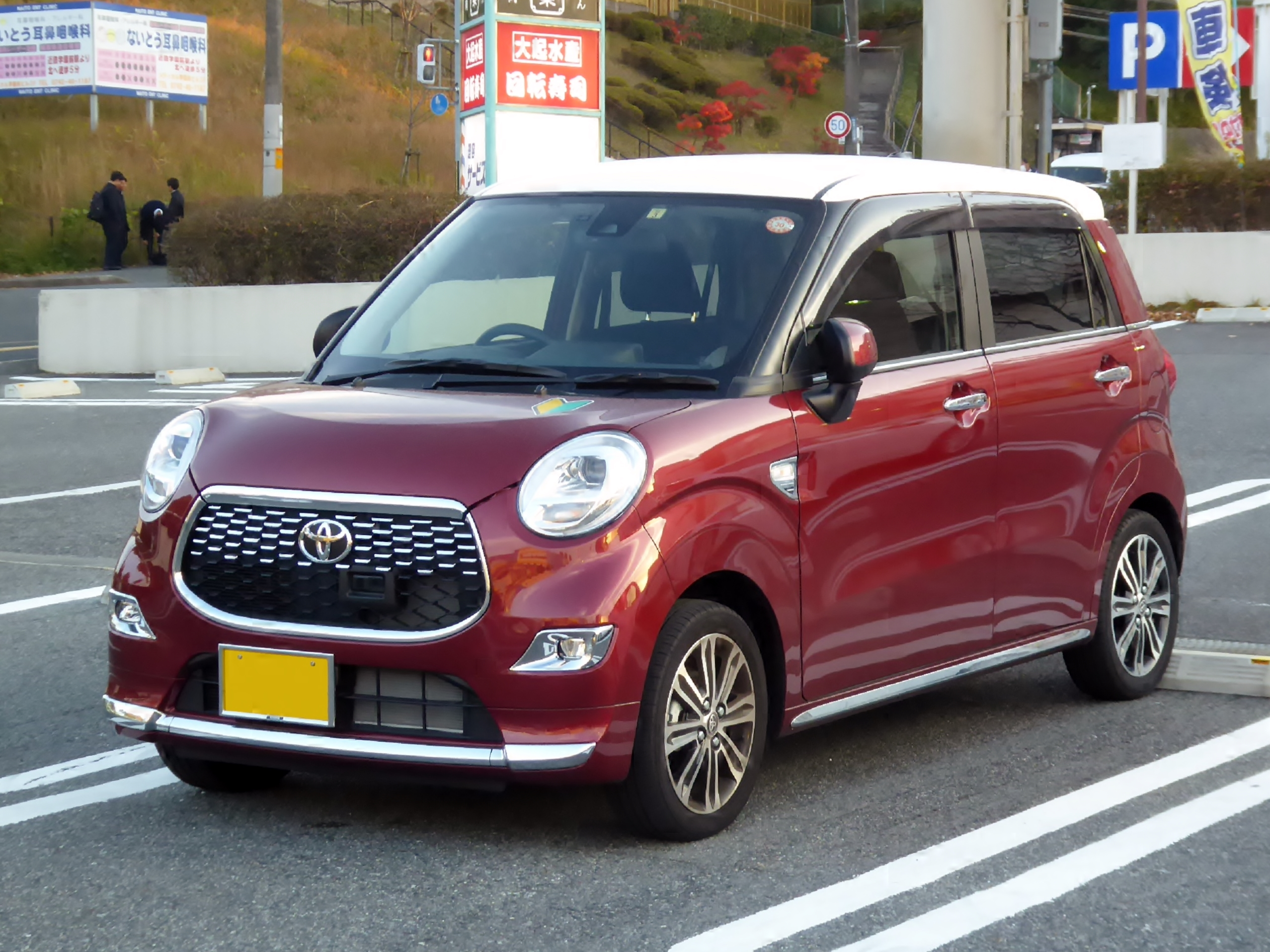
Toyota Pixis Joy (2016-Presente)
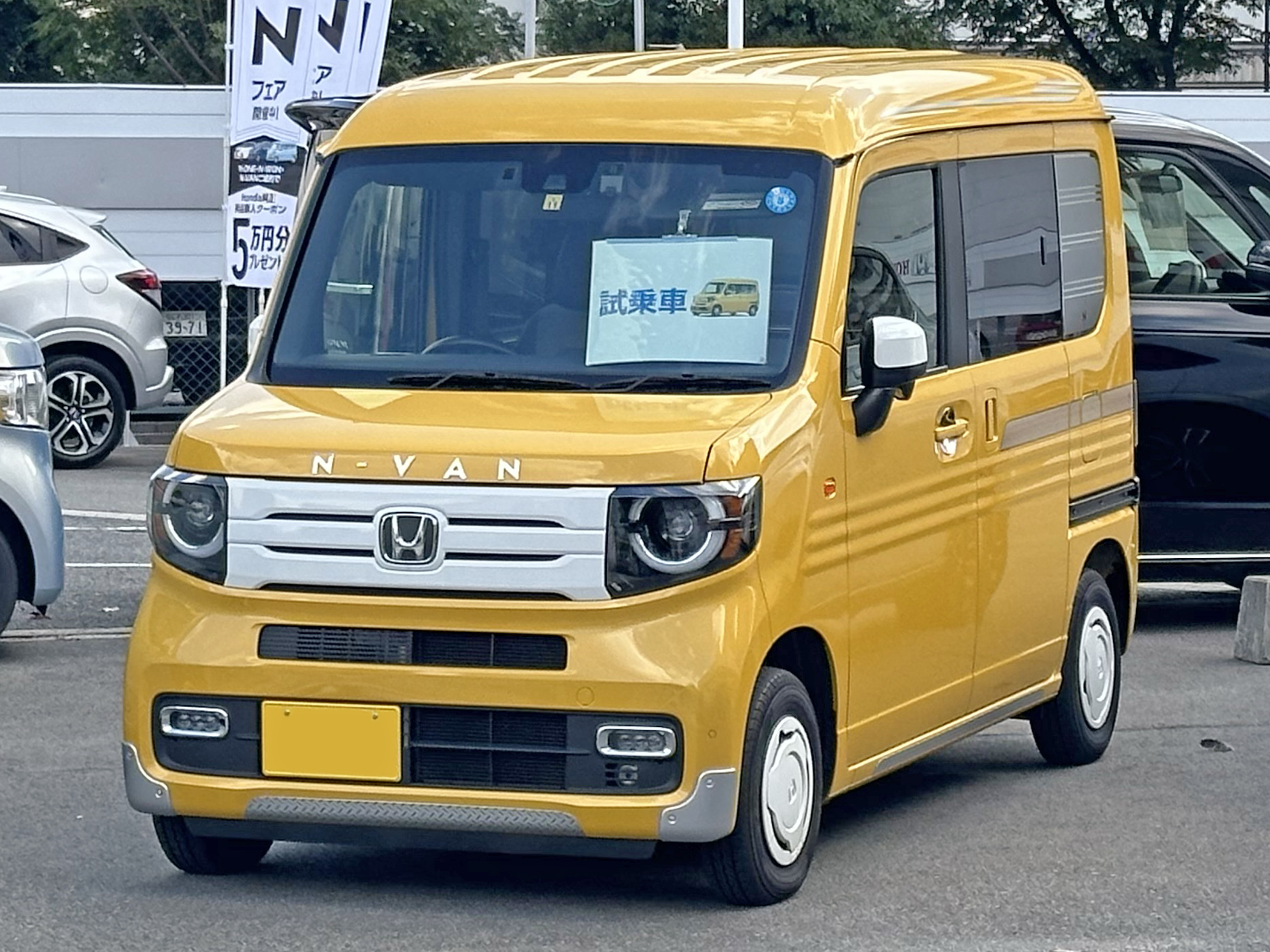
Honda N-VAN (2018-Presente)
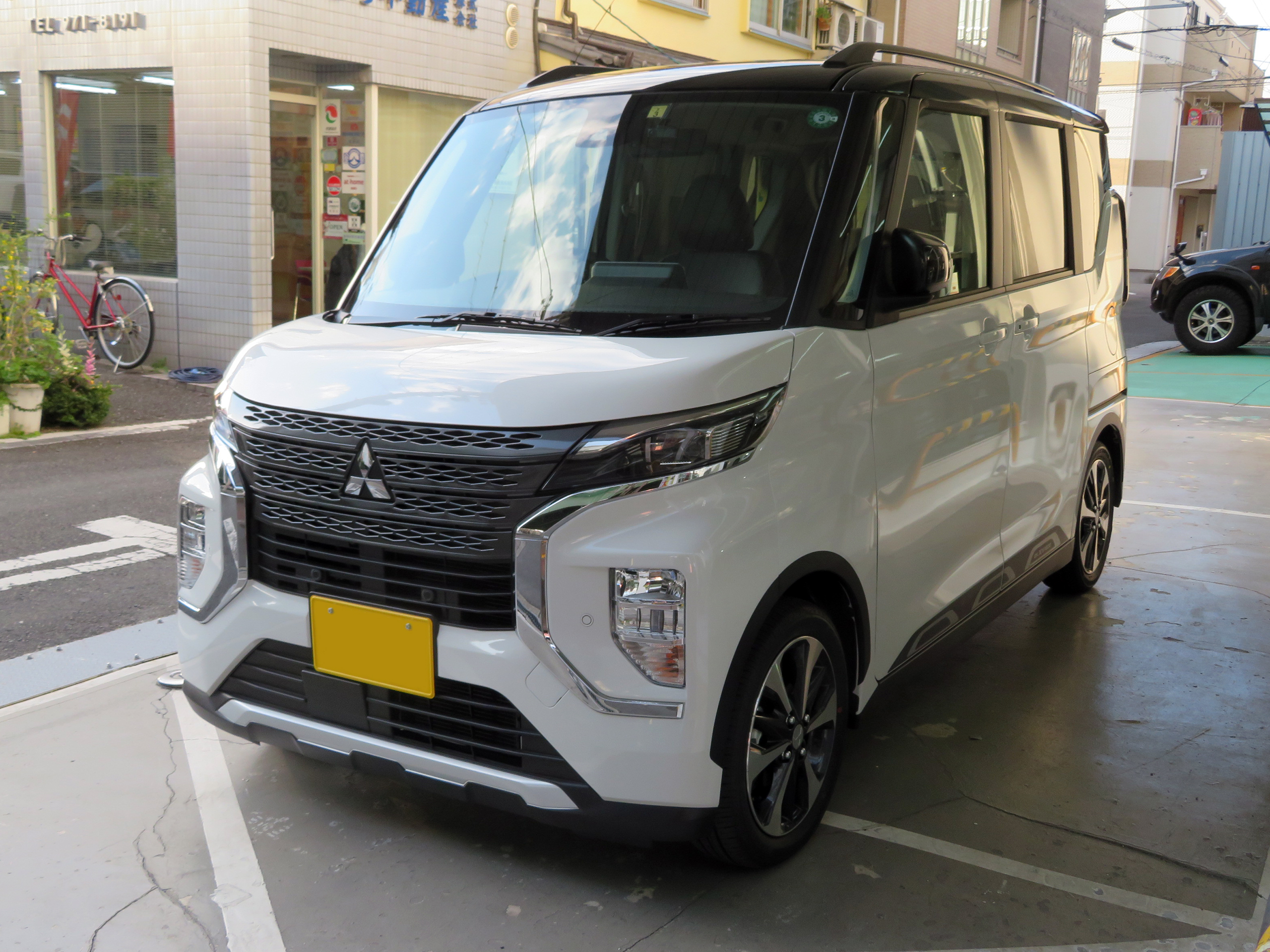
Mitsubishi eK X Space (2020-Presente)
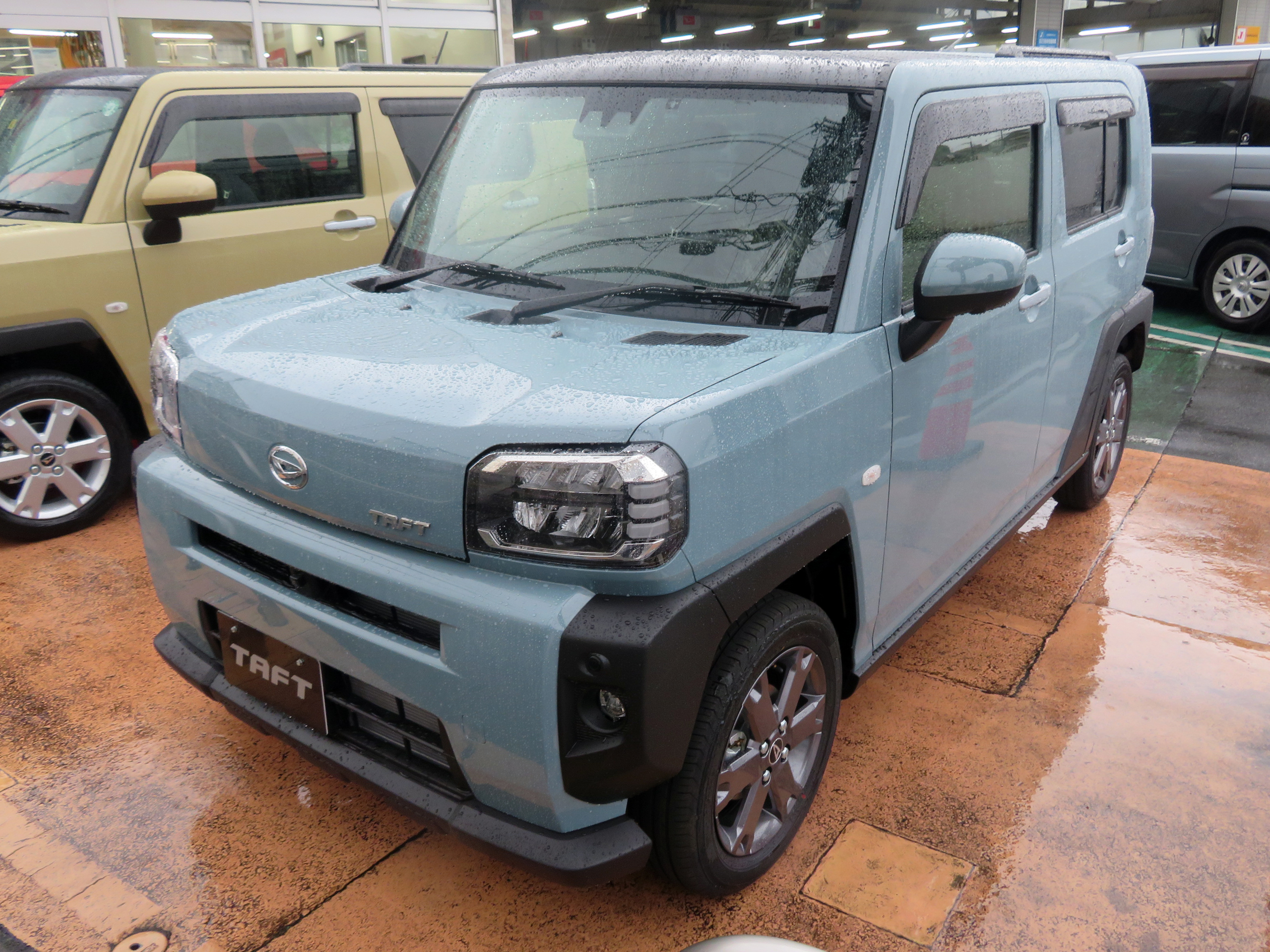
Daihatsu Taft (2020-Presente)
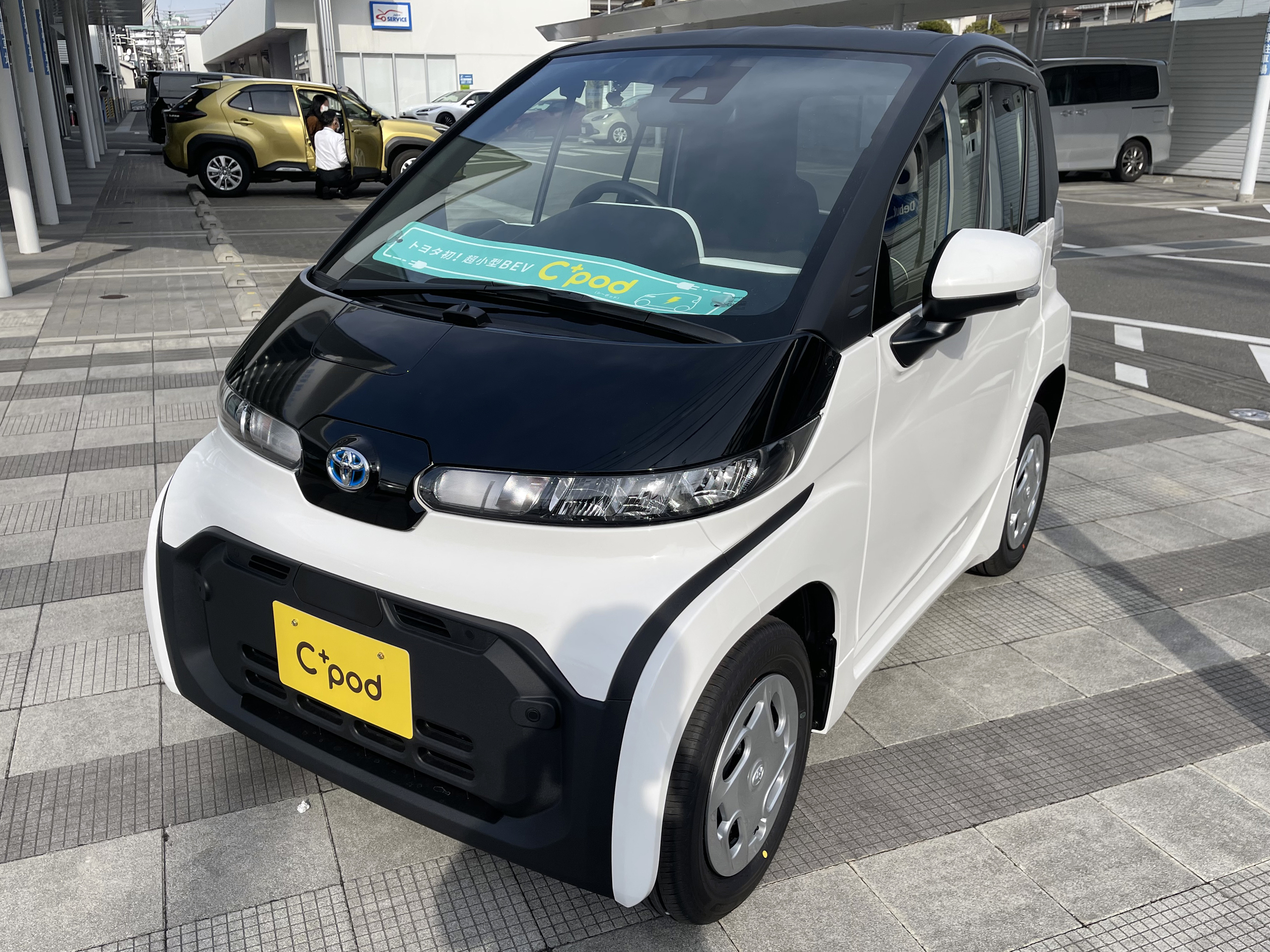
Toyota C+pod (2021-2023)
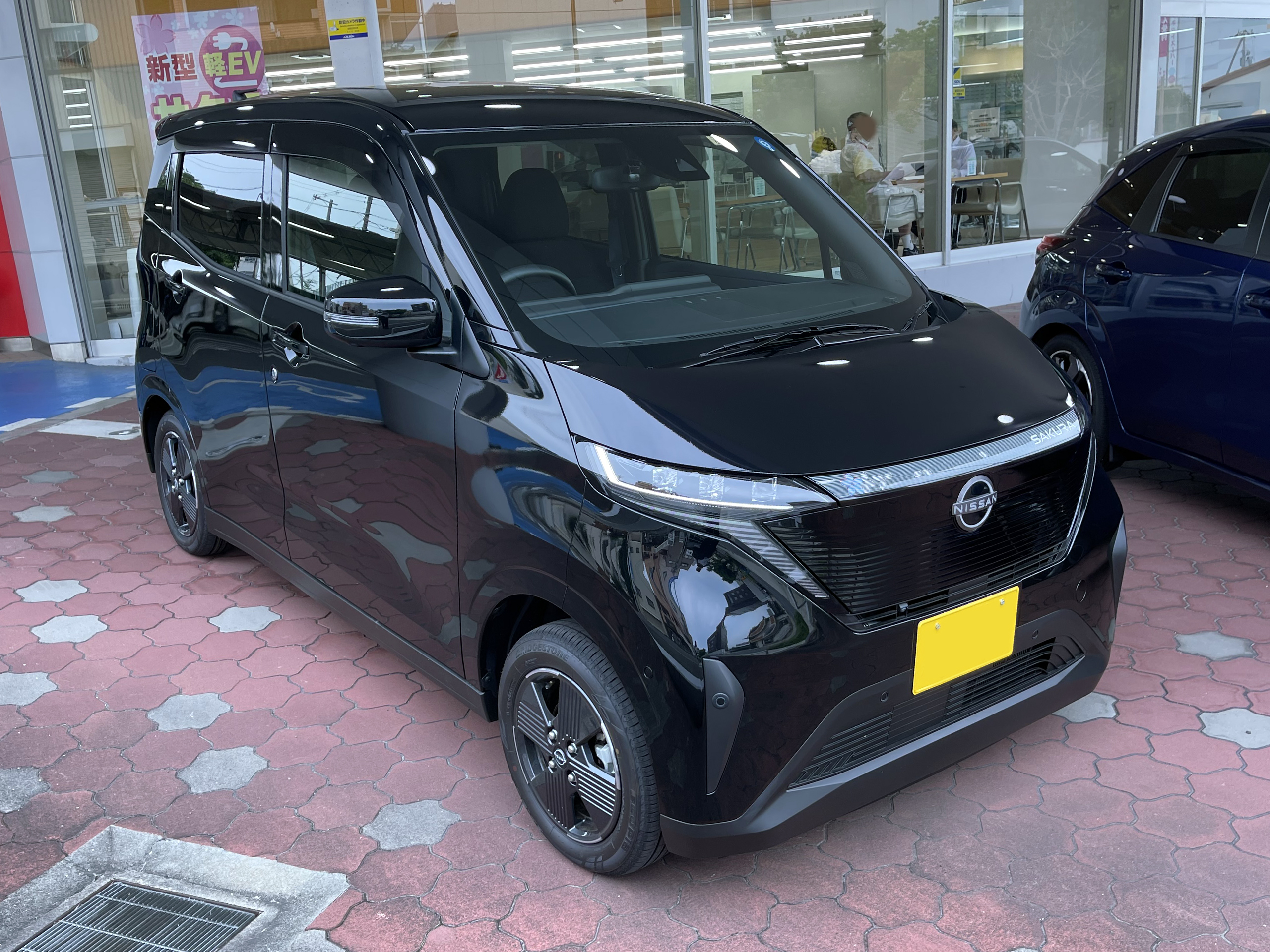
Nissan Sakura (2022-Presente)
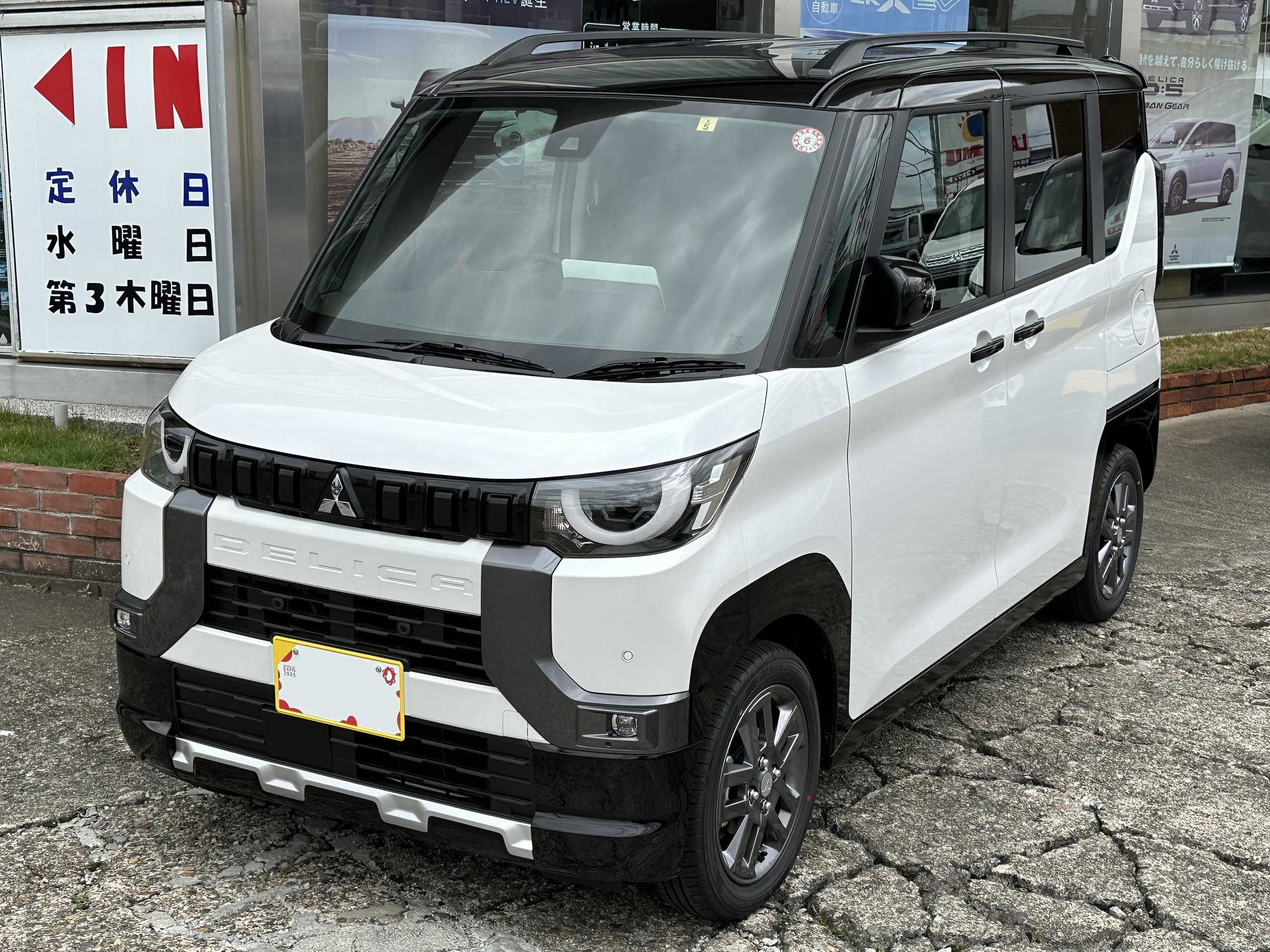
Mitsubishi Delica Mini (2023-Presente)